# Personaggi del Buffyverse
Questa voce contiene un elenco dei personaggi presenti nel "Buffyverse", universo narrativo della serie televisiva Buffy l'ammazzavampiri e del suo spin-off Angel.

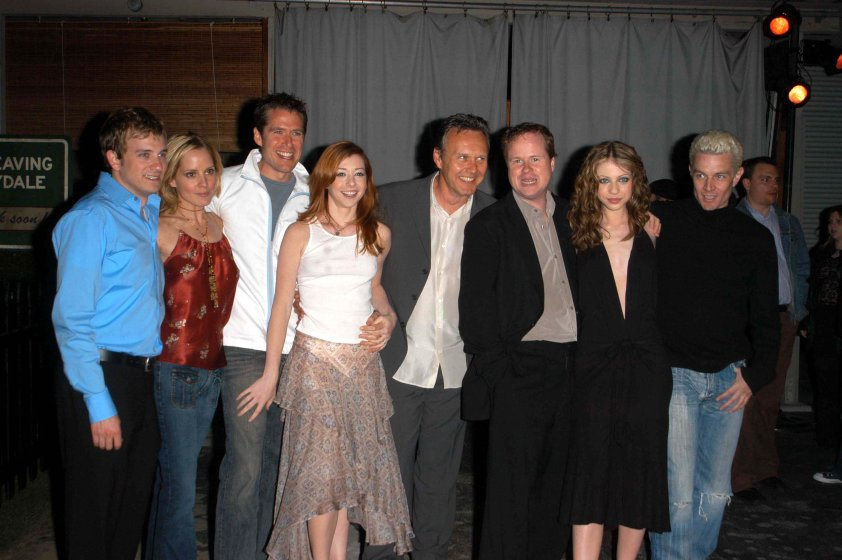
Alcuni membri del cast comprimario di Buffy l'ammazzavampiri.
Da sinistra: Tom Lenk (Andrew), Emma Caulfield (Anya), Alexis Denisof (Wesley), Alyson Hannigan (Willow), Anthony Stewart Head (Giles), Joss Whedon (creatore della serie), Michelle Trachtemberg (Dawn) e James Masters (Spike).

## Personaggi principali

### Buffy Summers
Protagonista di Buffy l'ammazzavampiri e personaggio minore di Angel; compare inoltre in varie opere derivate come racconti, fumetti e videogiochi. Esordisce nel film del 1992, dal quale venne poi tratta l'omonima serie televisiva. Il personaggio è stato interpretato nel film da Kristy Swanson, in televisione da Sarah Michelle Gellar e nel videogame da Giselle Loren. Buffy è una Cacciatrice, ovvero una ragazza ritrovatasi indipendentemente dalla sua volontà ad avere una forza sovraumana e la missione di proteggere l'umanità dai vampiri e altre forze demoniache. Sebbene detesti questo fardello, che riceve quando ha solo quindici anni, si dimostra estremamente efficiente nel suo ruolo. A differenza di gran parte delle Cacciatrici, Buffy non agisce in solitudine, ma accetta il supporto del suo gruppo di amici, in particolare Xander e Willow.

### Rupert Giles
Personaggio di Buffy l'ammazzavampiri, è interpretato da Anthony Head. Giles è l'Osservatore di Buffy, nonché mentore e guida per tutti i membri della Scooby Gang. È un uomo saggio e posato, ma nasconde un passato violento.

### Xander Harris
Personaggio di Buffy l'ammazzavampiri. È interpretato da Nicholas Brendon. Xander uno dei migliori amici di Buffy e Willow. Sebbene sia un normalissimo essere umano, privo di qualunque potere speciale, durante la tutta la serie Xander è di prezioso aiuto alla Cacciatrice nella sua lotta contro le forze del male.

### Willow Rosenberg
Personaggio principale di Buffy l'ammazzavampiri e personaggio minore in Angel. È interpretata da Riff Regan nell'episodio pilota mai andato in onda e da Alyson Hannigan per tutto il resto della serie. Willow è la migliore amica di Buffy e Xander. È una ragazza di eccezionale intelligenza, un'abile hacker e, in seguito, una potente strega.

### Cordelia Chase
Personaggio di Buffy l'ammazzavampiri e di Angel, interpretato da Charisma Carpenter. Cordelia è una compagna di scuola di Buffy e si caratterizza inizialmente per un carattere superficiale, altezzoso ed arrogante. Rimasta coinvolta per qualche tempo nella Scooby Gang di Buffy, in seguito si trasferisce a Los Angeles, dove entra a far parte della Angel Investigazioni.

### Angel
Personaggio di Buffy l'ammazzavampiri e protagonista di Angel. È interpretato da David Boreanaz. Nato col nome di Liam, è un vampiro di circa duecento anni. In passato noto col nome di Angelus fu uno dei vampiri più pericolosi e sadici mai esistiti, fino a quando non fu maledetto da un clan di zingari, che gli restituirono l'anima, rendendolo capace di provare rimorso per gli orribili atti che aveva compiuto. Dopo aver cambiato il suo nome in Angel, decide di vegliare sulla Cacciatrice Buffy Summers, diventando in seguito il suo primo amore. Successivamente decide di allontanarsi da Buffy, per darle l'opportunità di avere una vita sentimentale normale. Si trasferisce a Los Angeles, dove avvia un'agenzia investigativa soprannaturale chiamata Angel Investigazioni, tramite la quale si dedica a proteggere gli esseri umani dai vampiri e dai demoni.

### Wesley Wyndam-Pryce
Personaggio secondario di Buffy l'ammazzavampiri e personaggio principale in Angel; è interpretato da Alexis Denisof. Inizialmente Osservatore di Buffy, in sostituzione a Giles, si dimostrerà estremamente inetto in tale ruolo. Licenziato, si trasferisce a Los Angeles, dove si unisce alla Angel Investigazioni, diventando col tempo uno dei più coraggiosi e leali alleati di Angel.

### Tara Maclay
Personaggio principale di Buffy l'ammazzavampiri; è interpretata da Amber Benson. Tara è una giovane strega che si unisce alla Scooby Gang dopo essersi fidanzata con Willow durante la quarta stagione.

### Connor
Personaggio di Angel, interpretato da Vincent Kartheiser. È il figlio dei due vampiri Angel e Darla. Sebbene sia un umano, è dotato di tutti i poteri dei genitori, ma nessuna delle loro debolezze.

### Spike

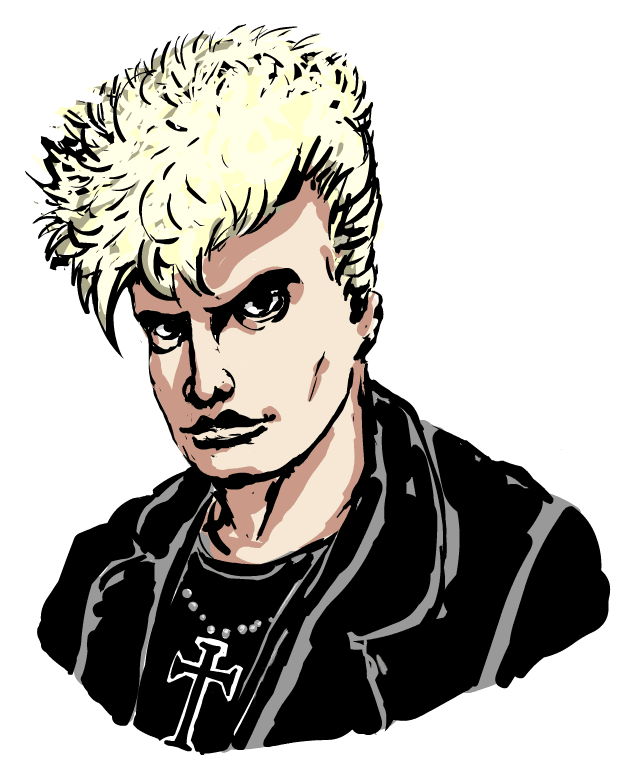
Caricatura di Billy Idol, il quale, nella finzione narrativa, si è ispirato a Spike per il suo look.

Personaggio di Buffy l'ammazzavampiri e di Angel; è interpretato da James Marsters. Spike è caratterizzato da un look punk simile a quello del cantante inglese Billy Idol.  Nato col nome di William Pratt a metà del diciannovesimo secolo, Spike era un poeta fallito che indirizzava le sue poesie a Cecily, una donna borghese che non ricambiava il suo amore. L'alta società londinese lo soprannominava "William il Sanguinario" in segno di disprezzo per le sue orrende poesie.
In una sera del 1880 fu vampirizzato dalla vampira pazza Drusilla. William decise di vampirizzare a sua volta la madre Anne per salvarla dalla tubercolosi. A differenza del figlio, una volta vampirizzata, Anne perse i sentimenti che aveva da umana ed espresse odio nei confronti di William, fino a indurlo a ucciderla. William e Drusilla si innamorarono e, insieme ai vampiri Angelus e Darla, seminarono morte e distruzione nel mondo. William sviluppò una passione per la tortura con aste appuntite, tanto da riappropriarsi dapprima del soprannome "William il Sanguinario" e, infine, cambiare il nome in Spike. 
Durante il ventesimo secolo, Spike uccise ben due Cacciatrici: una in Cina, durante la rivolta dei Boxer, e Nikki Wood a New York negli anni '70. Agli inizi del 1997 Spike e Drusilla rischiarono il linciaggio a Praga da parte di un gruppo di cacciatori di vampiri. Spike non riportò il minimo danno, ma Drusilla fu invece catturata e torturata, rimanendo molto indebolita dall'esperienza.
Spike compare per la prima volta nella seconda stagione di Buffy l'ammazzavampiri. Giunge a Sunnydale insieme a Drusilla con lo scopo di curare la compagna grazie all'energia emanata dalla Bocca dell'Inferno. Il vampiro è deliziato dallo scoprire che la Cacciatrice Buffy Summers vive a Sunnydale e spera di aggiungerla alla sua lista di Cacciatrici uccise, ma ogni suo tentativo di ucciderla si risolve in un fallimento. Costretto temporaneamente su una sedia a rotelle, in seguito all'ennesimo scontro con Buffy, e geloso delle attenzioni che Angelus riserva a Drusilla, Spike decide di allearsi con la Cacciatrice. Aiutando Buffy a sventare l'apocalittico piano di Angelus, Spike riesce a liberarsi del rivale e fugge illeso da Sunnydale insieme a Drusilla.
Durante terza stagione, Spike torna brevemente a Sunnydale da solo, dopo che Drusilla lo ha tradito con un demone del caos. Spike prende in ostaggio Willow in un tentativo di ottenere un incantesimo d'amore dalla strega, dopodiché lascia nuovamente la città, deciso a riconquistare Drusilla.
Torna a Sunnydale durante la quarta stagione, in compagnia della sua nuova fiamma, la vampira ed ex cheerleader Harmony Kendall. Fallito il suo tentativo di impossessarsi della Gemma di Amara, che lo avrebbe reso invincibile, Spike viene catturato dai soldati dell'Organizzazione. L'Organizzazione impianta nel cervello del vampiro un chip che gli impedisce di far del male agli umani, ma non ai demoni. Lentamente inizia ad avvicinarsi ai membri della Scooby Gang iniziando così ad uccidere i demoni al loro fianco, placando in parte il suo desiderio inappagato di uccidere.
Nella quinta stagione, Spike si rende conto che la sua ossessione per la Cacciatrice è in effetti amore, sebbene l'assenza di anima che caratterizza i vampiri renda questo amore malato ed egoista. Stringe anche amicizia con la sorella di Buffy, Dawn, che in realtà è la mistica Chiave che apre il portale per il regno della malvagia dea Glory. Il vampiro prova a conquistare l'amore di Buffy, cercando di uccidere Drusilla davanti ai suoi occhi, ma Buffy lo respinge disgustata, e gli intima di non avvicinarsi più a lei e a i suoi amici. Poco dopo, Spike viene catturato dai tirapiedi di Glory che lo scambiano per la Chiave. Quando Glory si rende conto del malinteso, lo tortura, intimandogli di rivelargli l'identità della Chiave. Pur di non far soffrire Buffy, Spike si rifiuta di vendere Dawn a Glory. Buffy salva il vampiro e per la prima volta dimostra gratitudine nei suoi confronti. Le cose però precipitano in fretta, quando Glory individua e cattura Dawn e si prepara a ucciderla per aprire il portale. Spike vedrà l'amata Cacciatrice sacrificare la vita per salvare Dawn e il resto del mondo.
Nella sesta stagione, Buffy viene riportata in vita dalla magia nera di Willow. Spike è il primo a cui Buffy confida di essere stata strappata dal paradiso, e di sentirsi persa ora che è di nuovo sulla terra. In questa condizione di fragilità, Buffy inizia una relazione sessuale con Spike, ancora innamorato di lei. Tuttavia Buffy, che ancora non ricambia i suoi sentimenti, è piena di vergogna per l'attrazione che sente verso il crudele vampiro. Quando la Cacciatrice decide di troncare definitivamente il loro rapporto, Spike cerca di violentarla. Spike capisce di non essere in grado di farsi amare da Buffy. Il vampiro lascia Sunnydale per sottoporsi a un doloroso rituale, al termine del quale ottiene la restituzione dell'anima.
Nella settima stagione, Spike torna a Sunnydale in uno stato confusionale. La sua anima lo tormenta, permettendogli di comprendere gli orrori commessi in passato e il male che ha fatto a Buffy. Buffy, ancora fortemente provata dal tentato stupro, rimane colpita dal fatto che Spike abbia voluto riottenere l'anima per lei e gradualmente gli si riavvicina. Nel frattempo il Primo lo prende di mira e usa la sua influenza per usarlo come arma, ma, anche grazie al sostegno di Buffy, il vampiro si libera della manipolazione del Primo. Durante la battaglia finale, Spike sacrifica la propria vita per permettere a Buffy e i suoi compagni di sopravvivere. Prima che il vampiro muoia, Buffy gli confessa finalmente il suo amore. 
Spike ricompare nella quinta stagione della serie spin off Angel. Dopo la distruzione della Bocca dell'Inferno il medaglione indossato da Spike nei suoi ultimi minuti di vita arriva alla Wolfram & Hart di Los Angeles, qui finisce in mano ad Angel e il suo gruppo. Ciò provoca l'evocazione dello spirito di Spike, il quale è però intangibile e incapace di interagire con gli oggetti circostanti. È inoltre vincolato a Los Angeles e impossibilitato a lasciarla. In questo periodo aiuterà il team di Angel in diverse circostanze. Riesce a tornare corporeo grazie a un incantesimo di Lindsey McDonald, che tenta invano di farlo passare dalla sua parte. A questo punto deciderà però di rimanere a Los Angeles, in tributo alla appena deceduta Fred, con la quale aveva stretto amicizia. Il vampiro combatte assieme ad Angel e compagni il Circolo della Spina Nera, e si appresta a combattere l'esercito dei Soci Anziani nel climax conclusivo della serie. 

Le fattezze da vampiro di Spike

Nel seguito a fumetti Angel: Dopo la caduta, i Soci Anziani spediscono tutta Los Angeles all'inferno, come punizione per l'assassinio dei membri del Circolo della Spina Nera a opera di Angel e dei suoi compagni. Il gruppo viene diviso e, tra le macerie Spike incontra Illyria, che si sta scindendo tra la sua personalità e quella di Fred. Il vampiro per proteggere entrambe la tiene al suo fianco mentre conquista Beverly Hills, diventandone padrone e liberandola dai demoni malintenzionati, allo scopo di salvare Los Angeles.
Successivamente si rincontra con Angel, Connor, Nina, Gwen e Lorne che nel frattempo hanno fatto lo stesso con altri territori. Assieme affrontano l'unico altro grande boss della città, un Charles Gunn diventato vampiro.
Con Los Angeles nuovamente sulla Terra, i membri della Angel Investigations, Spike compreso, vengono proclamati eroi cittadini. In seguito, desideroso di uscire definitivamente dall'ombra di Angel, Spike lascia Los Angeles, chiedendo ai compagni di chiamarlo se in futuro avessero bisogno del suo aiuto. Si reca a Las Vegas, dove si impossessa di una nave volante pilotata da alcuni demoni-blatta e ne diviene il capitano.
Nel fumetto Buffy l'ammazzavampiri - Ottava stagione, con il suo vascello Spike viaggia per le dimensioni per sapere il motivo per il quale i Soci Anziani hanno abbandonato la sua dimensione. Viene dunque a sapere della crisi di Twilight. Spike giunge dunque in soccorso del gruppo di Buffy nel mezzo della guerra ai demoni transdimensionali creati dal nuovo universo per distruggere il vecchio, ricongendosi con la bionda Cacciatrice dopo tre anni. Il vampiro elabora un piano che prevede di recarsi alle rovine di Sunnydale ed impossessarsi del Seme delle Meraviglie, fonte di tutta la magia sulla Terra. 
Successivamente, quando Angel sarà posseduto dall'universo neonato, Spike tenterà di affrontarlo ma questi, forte dei nuovi poteri acquisiti, lo esporrà al sole carbonizzandolo quasi completamente e costringendolo a ritirarsi dalla battaglia all'interno della sua nave. Successivamente alla distruzione del Seme da parte di Buffy, la quale causerà la scomparsa della magia in tutto il mondo, Spike e i suoi uomini si occuperanno di uccidere i demoni transdimensionali rimasti. Quando Buffy si ritira a San Francisco assieme a Xander e Dawn, egli la segue in modo da rimanere al suo fianco.

### Anya Jenkins
Anya Christina Emmanuelle Jenkins, detta Anya, è un personaggio di Buffy l'ammazzavampiri ed è interpretata da Emma Caulfield. Si tratta di una ex-demone della vendetta millenario che instaura una relazione con Xander nella quarta stagione della serie.
Nel 880 d.C., Anya, allora chiamata Aud, era una giovane e bizzarra donna che viveva in una capanna nel villaggio scandinavo di Sjornjost, insieme al marito Olaf. Quando il marito la tradì, Aud si rifugiò nella magia nera e tramutò il consorte infedele in un gigantesco troll, condannandolo a subire il rifiuto e il disgusto degli esseri umani. Ottenuta la sua vendetta, Aud si guadagnò l'attenzione di D'Hoffryn, capo dei demoni della vendetta, che offrì ad Aud un posto nella sua schiera demoniaca. Ribattezzata col nome di Anyanka, la donna diventò una sorta di protettrice demoniaca delle donne tradite, che vendicava in maniera brutale e atroce, spesso scioccando le sue stesse protette.
Anyanka viene introdotta nella terza stagione, quando Cordelia Chase, infuriata per il fatto di essere stata tradita da Xander, attira la sua attenzione. Cordelia ritiene che la sua relazione con Xander sia in qualche modo dovuta all'amicizia di lui con Buffy Summers e desidera così che Buffy non fosse mai arrivata a Sunnydale. Anyanka esaudisce il desiderio, trasformando la realtà in un mondo apocalittico, in cui il Maestro, mai sconfitto da Buffy, è riuscito ad aprire la Bocca dell'Inferno e i vampiri dominano la città di Sunnydale. Giles riesce però a sciogliere l'incantesimo, affrontando Anyanka e distruggendo la collana che le conferiva i poteri. Il mondo torna quello che era e nessuno conserva il ricordo dell'accaduto, tranne Anyanka, che ora è costretta a condurre una vita da semplice liceale, col nome di Anya Jenkins. Dopo aver tentato invano di recuperare i suoi poteri, si rassegna alla sua nuova vita. Al ballo di fine anno si fa accompagnare proprio da Xander. Fugge poi dalla città in vista dell'Ascensione del sindaco Wilkins, ma, dopo la sconfitta di quest'ultimo a opera di Buffy, fa ritorno a Sunnydale, accortasi di provare dei sentimenti per Xander.
Durante la quarta stagione, i due iniziano una sincera relazione, mentre Anya ricostruisce lentamente la sua vita mortale. Durante la quinta stagione, Anya viene assunta da Giles come commessa al suo negozio di magia, il Magic Box. In seguito, Xander le chiede di sposarlo, e Anya, credendo fermamente nel suo amore, accetta con entusiasmo.
Nella sesta stagione, tuttavia, arrivato il giorno del matrimonio, un uomo trasformato in demone da Anya cerca di vendicarsi del torto subito anni addietro. Si presenta a Xander come egli stesso da anziano, sostenendo di venire dal futuro per metterlo in guardia dalla sua futura sposa. Nonostante venga poi smascherato, riesce comunque a risvegliare tutti i timori di Xander sul matrimonio, spingendolo ad abbandonare Anya all'altare. Devastata dal dolore, Anya viene convinta da D'Hoffryn a tornare ad essere un demone della vendetta. Dopo aver cercato, senza risultato, di spingere i suoi amici a desiderare una qualche vendetta contro Xander, Anya si rivolge a Spike, spingendolo a ubriacarsi per cercare di ottenere la sua vendetta; le cose però prendono un'altra piega e Anya si ritrova a consumare un rapporto sessuale con lui, inconsapevole di essere vista da Xander. Nonostante il rancore che prova nei suoi confronti, Anya si sente profondamente addolorata per il disgusto che ha suscitato in lui. In seguito, collabora con Buffy e Xander nel tentativo di fermare Willow dal suo proposito di distruggere il mondo.
Nella settima stagione, Anya affronta sempre più difficoltà nel suo ruolo di demone della vendetta. Sensibilizzata dalla sua vita come umana, è ora riluttante agli spargimenti di sangue e alle punizioni troppo cruente. Perde così rispetto della comunità demoniaca, al punto che le viene revocato il potere del teletrasporto per un breve periodo. Alla fine, udendo il richiamo di una giovane umiliata dal suo fidanzato e da un gruppo di suoi amici, Anya evoca un sanguinario demone ragno che fa strage dei giovani, spingendo Buffy a cercare di ucciderla. Pentita del suo gesto, Anya chiede a D'Hoffryn di essere sacrificata alle potenze infernali per riportare in vita i giovani da lei massacrati. Il demone acconsente, ma per punirla del suo abbandono, la ritrasforma in un'umana, e uccide al suo posto il demone Halfrek, da sempre grande amica di Anya. Dopo qualche tempo, Anya va a vivere a casa di Buffy con il resto della Scooby Gang per poter affrontare la minaccia del Primo (e anche per sfuggire ai sicari di D'Hoffryn). Durante questo periodo stringe amicizia con Andrew e si riavvicina Xander. Durante la battaglia finale, Anya si batte con grande coraggio contro i suoi avversari, ma alla fine rimane uccisa. Il corpo della donna rimane sepolto dalle macerie del liceo di Sunnydale, per poi sprofondare nella voragine che inghiotte la città.
Anya ricompare nella decima stagione a fumetti come fantasma. Visibile solo al suo ex fidanzato, questi non informa la banda su di lei.
Sarà proprio Anya a dare consigli a Xander sul suo attuale rapporto con Dawn. Successivamente, viene rivelato che il fantasma di Anya è in realtà una copia della donna creata da D'Hoffryn, che vuole avere il libro di Giles per cambiare le regole del mondo umano e diventare così il più potente dei demoni. La finta Anya riceverà in seguito forma fisica da D'Hoffryn, ma lo tradirà, aiutando Xander e i suoi amici a sconfiggerlo. Gravemente ferita durante quest'ultima battaglia, la finta Anya muore tra le braccia di Xander. Le sue ceneri verranno messe in un'urna, sulla quale viene inciso "Anya, padrona della sua vita".

### Dawn Summers
Personaggio di Buffy l'ammazzavampiri, interpretato da Michelle Trachtenberg.
Dawn è la sorella minore di Buffy, ma viene introdotta solo all'inizio della quinta stagione, senza che ci sia mai stato alcun cenno alla sua esistenza nei precedenti episodi. Per Dawn non è facile essere la sorella di Buffy, sentendosi costretta nella sua ombra, Buffy con lei è protettiva al punto da pretendere che Dawn esegua tutte le sue istruzioni, sentendo che questo è il modo migliore per proteggerne l'incolumità. 
Verrà in seguito rivelato che originariamente Dawn era un potente artefatto magico, chiamato "la Chiave". Riplasmata in forma umana dai monaci per nasconderla dalla dea decaduta Glory, venne inviata a Buffy sotto forma di sorella, con la speranza che la proteggesse anche a costo della sua stessa vita. Per essere sicuri che Buffy portasse a termine l'incarico, i monaci riscrissero i ricordi della Cacciatrice e di chiunque potesse entrare in contatto con Dawn, facendo in modo che tutti, compresa la stessa Dawn, pensassero che la ragazzina ci fosse sempre stata. Anche dopo aver scoperto la verità, Buffy decide che deve proteggere la ragazza, non solo perché è la Chiave, ma anche perché la sente veramente parte della sua vita. Quando Dawn viene a sapere che cos'è realmente ne rimane sconvolta, ma Buffy le farà capire che non importa cosa sia in realtà, perché è sempre e comunque sua sorella. Poco tempo dopo, le due sorelle dovranno affrontare il trauma della morte della madre, dovuta a un tumore al cervello. Alla fine della quinta stagione, Glory riesce a rapire Dawn e usa il sangue della ragazza per aprire un portale per la dimensione demoniaca da cui la dea proviene, evento che mette in pericolo le sorti del mondo perché non potendo contenere il potere della Chiave lei finirà per aprire dei portali di collegamento di ogni regno demoniaco. Pur sapendo che la morte di Dawn permetterebbe ai portali di richiudersi, Buffy si rifiuta di lasciar morire la sorella: approfittando della somiglianza genetica con Dawn, la Cacciatrice riesce a richiudere il portale sacrificando se stessa anziché la ragazzina.
Nella sesta stagione, quando Buffy viene riportata in vita da Willow, Dawn aiuta la sorella a riabituarsi alla vita sulla Terra. Sentendosi trascurata da tutti e depressa per la morte della madre, assume pian piano le caratteristiche tipiche di una teenager ribelle e infine inizia a soffrire di cleptomania. Durante la notte di Halloween, Dawn riceve il primo bacio da un ragazzo, Justin, che però si rivela essere un vampiro. Sebbene Justin dimostri di tenere veramente a lei, Dawn lo uccide, essendo il ragazzo intenzionato a vampirizzarla.
Nella settima stagione, Dawn aiuta Buffy nel suo lavoro di consulente e Cacciatrice, dimostrandosi portata per il combattimento e la caccia ai vampiri. Dawn diviene la principale ricercatrice del gruppo e aiuterà anche la sorella alle prese con le Potenziali Cacciatrici. Nonostante non abbia poteri speciali, le Potenziali Cacciatrici inizieranno a vederla sempre di più come una figura autoritaria al pari della sorella. Quando Buffy, come leader, perderà il controllo della propria prepotenza, Dawn per un po' di tempo la caccia via di casa inoltre, benché Buffy non volesse coinvolgerla nella battaglia contro i seguaci del Primo, Dawn anche contro il volere di Buffy partecipa attivamente allo scontro: ciò esalta l'evoluzione nel loro rapporto, anche se Dawn ama la sorella maggiore ormai non accetta più con incondizionatamente la sua autorevolezza, pretendendo da Buffy un rapporto alla pari. Alla fine combatterà al fianco di Buffy nella Bocca dell'Inferno e ne uscirà viva dopo la distruzione di Sunnydale.
Nell'ottava stagione a fumetti, Buffy si prodiga a mandare la sorella a Berkeley, mentre lei costituisce l'organizzazione antivampirica della Cacciatrici. La distanza tra le due finisce per logorare il loro rapporto e Dawn si convince che la sorella non la voglia tra i piedi. Durante la permanenza al college, Dawn inizia a uscire con un ragazzo di nome Kenny, che in realtà è un Trismegisto. In seguito, Dawn tradisce Kenny con il compagno di stanza di lui, Nick, e Kenny allora la maledice, trasformandola in una gigantessa. Non potendo mostrarsi in pubblico in quelle condizioni, Dawn raggiunge la sorella in Scozia, ma non ha il coraggio di ammettere in che circostanze ha subito la maledizione. L'unico con cui trova il coraggio di aprirsi è Xander.
La mole della ragazza sarà di enorme aiuto, quando il gruppo affronterà in Giappone un gruppo di vampiri e il loro gigantesco robot. Dopo il ritorno in Scozia, la maledizione progredisce a un secondo stadio, tramutando Dawn in un centauro. Dawn rimane a fare la guardia al castello assieme a Xander, mentre sua sorella e Willow partono per New York. Il ragazzo tenterà di farle accettare i lati positivi della sua nuova forma, la quale di rivelerà parecchio utile più avanti, quando dovranno affrontare un nuovo attacco scientifico-magico da parte di Warren e Amy. In seguito, mentre Dawn è a passeggio nel bosco, l'incantesimo raggiunge lo stadio finale e la ragazza diventa una bambola vivente. La bambolina attira l'attenzione di un giocattolaio psicopatico che la tiene reclusa fino a che non arriva Buffy a soccorrerla assieme al Trismegisto Kenny, che rompe l'incantesimo dopo aver ricevuto le scuse delle giovane, riportandola alle fattezze umane. Dopo questo evento Dawn si riappacificherà con la sorella.
Il gruppo fuggirà in seguito sull'Himalaya per apprendere da Oz il modo in cui sopprimere la loro magia interiore di modo da impedire a Twilight di localizzarli; durante il suddetto viaggio, lei e Xander approfondiranno il rapporto che si è venuto a creare tra loro negli ultimi tempi e si scopriranno innamorati l'uno dell'altra. Tempo dopo, Dawn si trasferirà a San Francisco, riprenderà gli studi ed andrà a convivere con Xander, ospitando la sorella. I due avranno anche una figlia, Joyce Harris, chiamata così in onore della defunta nonna materna.

### Daniel "Oz" Osbourne
Personaggio principale di Buffy l'ammazzavampiri e personaggio minore in Angel. È interpretato da Seth Green.
Oz è un compagno di scuola di Buffy, Willow e Xander, nonché chitarrista del gruppo musicale Dingoes Ate My Baby, si sposta sempre con il proprio furgoncino. Durante la seconda stagione di Buffy l'ammazzavampiri, Oz diventa il primo ragazzo di Willow ed entra a far parte della Scooby Gang dopo aver visto Buffy incenerire un vampiro. Poco tempo dopo, Oz diventa un lupo mannaro in seguito al morso di suo cugino Jordy. Da questo momento, sarà condannato a trasformarsi in un mostro assetato di sangue durante le notti di luna piena, notti che passerà dentro una gabbia nella biblioteca del liceo.
Durante la terza stagione, essendo stato bocciato, Oz si ritrova in classe insieme a Buffy, Willow e Xander. Il rapporto tra Willow e Oz affronta una breve crisi, quando scopre Willow e Xander baciarsi. I due si rimetteranno insieme alcune settimane dopo, Willow perde con lui la propria verginità. Partecipa insieme al resto dei compagni alla battaglia contro il sindaco Richard Wilkins, tramutatosi in un serpente gigantesco, e i numerosi vampiri suoi alleati. Riesce infine a diplomarsi.
Durante la quarta stagione, Oz frequenta il college insieme a Willow e Buffy. Inizia a sentirsi attratto dalla musicista Veruca e, durante una notte di luna piena, lei si trasforma in un licantropo, proprio come Oz, e i due consumano più volte un rapporto sessuale nella loro forma animale. Oz istintivamente aveva percepito fin dall'inizio che Veruca era un suo simile, che a differenza di Oz ha sempre amato la propria natura di mostro. Oz prova rimorso per aver tradito la sua amata Willow, ma pur conoscendo la pericolosità di Veruca preferisce non dire nulla ai suoi amici, tuttavia Willow scopre tutto quanto dopo aver colto sul fatto Oz insieme a Veruca dopo che l'aveva tradita. 
Willow decide di maledire con la magia sia Oz che Veruca, ma, prima di poterlo fare, quest'ultima cerca di assassinare Willow trasformandosi in un licantropo. Oz, anch'egli trasformato in lupo, combatte contro Veruca e la uccide. Dopo questo episodio, Oz è ormai terrorizzato dalla sua stessa licantropia, avendo capito per la prima volta che non ha controllo sui suoi istinti animaleschi, decidendo di abbandonare l'università e andarsene, nonostante Willow fosse disposta a perdonarlo. Dopo alcuni mesi passati prima in Romania e poi in Tibet, Oz torna a Sunnydale e dimostra a Willow di aver imparato a controllare la sua natura lupesca. Riesce infatti a impedire la sua trasformazione durante la luna piena, per merito di alcune magie e per aver imparato delle tecniche meditative. Vorrebbe riconquistare la sua ex e sta considerando l'idea ti tornare all'università, ma Willow è a disagio perché gli vuole ancora bene ma inizia a provare dei sentimenti verso Tara. Tiene a entrambi, ma ormai appare evidente che è Tara la persona con cui desidera stare. 
Oz non tarda a capire che Willow prova questi sentimenti, sentendo su Tara il suo odore. Sconvolto, assume la sua forma di licantropo in pieno giorno tentando di aggredire Tara, la quale si salva solo grazie all'intervento di Riley che impedisce Oz di farle del male. Dopo questo avvenimento, provando rimorso per le sue azioni per non essere riuscito a tenere a freno la propria gelosia, Oz capisce che purtroppo non ha fatto progressi come credeva. Ha compreso che purtroppo è Willow una delle ragioni scatenanti della sua rabbia animale, perciò si dicono addio con affetto e la consapevolezza che Willow conserverà per sempre nel cuore un posto per Oz, il quale lascia Sunnydale definitivamente.

### Harmony Kendall
Personaggio secondario di Buffy l'ammazzavampiri e personaggio principale di Angel. È interpretata da Mercedes McNab.
Harmony viene presentata inizialmente come una liceale facente parte di un gruppo di amiche sciocche e vanesie capitanato da Cordelia Chase. Quando Cordelia inizia a uscire con Xander, Harmony si allontana da lei, in quanto considera il ragazzo un perdente, e le subentra come leader del gruppo. Alla fine della terza stagione di Buffy l'ammazzavampiri, mentre infuria la battaglia tra studenti e vampiri, Harmony viene morsa da uno dei vampiri.
All'inizio della quarta stagione si scopre che Harmony non è stata uccisa, bensì vampirizzata, pur mantenendo la frivolezza e l'ingenuità che la caratterizzavano da umana. Ha una breve relazione con Spike, che naufraga a causa del crescente disprezzo di lui nei confronti della sciocca vampira. Quando Spike riesce a fuggire dall'Organizzazione i due si riavvicinano, ma Harmony lo scaccia, mal tollerando l'ossessione di Spike per la Cacciatrice.
Dopo la rottura con Spike, Harmony vuole dimostrare di sapersela cavare da sola e si mette a capo di un'improbabile banda di vampiri, con la quale cerca di uccidere la Cacciatrice. Il suo piano di rapire Dawn per attirare Buffy fallisce miseramente, costringendola a rifugiarsi da Spike. Dopo che il vampiro dichiara il proprio amore a Buffy, Harmony rompe definitivamente con lui. Parte poi per Los Angeles.
Per un breve periodo diventa segretaria di Angel alla Wolfram & Hart, benché la sua sbadataggine e la mancanza di un'anima le rendano difficile integrarsi tra i colleghi. Infine tradirà Angel, ma il vampiro, preparato a questa evenienza, si limiterà a licenziarla concedendole una lettera di raccomandazione.
Nella serie a fumetti Buffy l'ammazzavampiri - Ottava stagione, Harmony firma un contratto con MTV per girare un reality show sulla sua vita da vampiro: Harmony Bites. Il programma riceve un successo considerevole e, in breve, la bionda non morta diventa una star. Attraverso questa manovra, tuttavia, Harmony dà il via a una reazione a catena che porta vampiri e Cacciatrici sotto i riflettori dell'opinione pubblica, la quale paradossalmente inquadra i vampiri come delle vittime. Seppur priva di intenti maliziosi, Harmony sfrutta tutto ciò per dare maggior share al suo programma.
A seguito della distruzione del Seme delle Meraviglie da parte di Buffy, con la conseguente rimozione di tutta la magia del mondo, il suo show verrà cancellato e dunque Harmony, per proseguire la sua carriera in televisione, parteciperà a Ballando con le stelle.

### Riley Finn
Personaggio di Buffy l'ammazzavampiri, è interpretato da Marc Blucas.
Nel primo episodio della quarta stagione, Buffy incontra Riley al college e le sembra un semplice studente e assistente di una professoressa, Maggie Walsh. Con l'andar del tempo i due iniziano a frequentarsi e scoprono che entrambi celano una doppia identità: lei studentessa-Cacciatrice di vampiri, lui studente-soldato di un commando, l'"Organizzazione" ("The Initiative"), che imprigiona e compie esperimenti scientifici su demoni e vampiri. Riley è cresciuto nell'Iowa, si è unito all'Organizzazione tramite un programma di reclutamento speciale, è di fede cristiana e frequenta come d'abitudine la Chiesa; è un ragazzo coraggioso, deciso e con un forte senso del dovere, anche se spesso si rivela orgoglioso e impulsivo.
La relazione tra Riley e Buffy viene subito messa alla prova dall'arrivo di Faith, uscita dal coma, che va a letto con Riley dopo aver preso possesso del corpo di Buffy; grazie ai consigli di Jonathan, il ragazzo viene perdonato. Nel frattempo le vere intenzioni della Walsh si rivelano: creare un'arma potentissima, Adam, dall'unione di parti umane e di demoni, ma il progetto le si ritorce contro. Riley rivede le sue priorità e smette di obbedire diventando disertore, ma si indebolisce senza le droghe che gli venivano somministrate. Alla fine della stagione, si scopre che Adam lo può manipolare tramite un chip che gli era stato impiantato dalla Walsh, ma Riley riesce a rimuoverlo per aiutare Buffy a sconfiggere il demonoide.
L'amore per Buffy lo porta a vedere in Angel e Spike, entrambi vampiri, due rivali in amore; anche perché, essendo loro molto forti nonché due creature con un lato oscuro, hanno più in comune con lei. Per Riley è stato molto umiliante il confronto con Angel quando, tentando di affrontarlo, il vampiro è riuscito facilmente a sconfiggerlo; prova nei suoi confronti un vero complesso di inferiorità, anche perché Angel è colui che Buffy ama più di tutti. Il dualismo con Spike invece evidenzia il paradosso sull'amore che entrambi provano per Buffy: quest'ultima ama sinceramente Riley, ma egli vive nella convinzione che Buffy non sappia apprezzarlo, al contrario il rapporto tra Buffy e Spike è incentrato sulla passione, ma la Cacciatrice non è mai stata capace di amarlo come Spike vorrebbe.
La relazione di Buffy e Riley attraversa momenti sempre più difficili man mano che la forza della Cacciatrice cresce, ponendo il problema del rapporto non paritario tra un'eroina Cacciatrice e un ragazzo "normale", il quale, non essendo più dotato dei poteri da superuomo sperimentati nell'Organizzazione, tenta in ogni modo di stare al suo livello. Riley infatti è stato costretto a rinunciare alla super forza che i farmaci di Walsh gli avevano conferito, a causa di un'operazione al cuore quando stava per morire. Ciò contribuisce ad allontanarlo da Buffy e, benché lei insista sul fatto che lo ama e che non sia costretto a combattere al suo fianco, la Cacciatrice involontariamente continua ad accrescere la distanza tra loro: ad esempio, quando Buffy scopre che la madre ha un tumore si confida prima con Spike facendolo sentire un escluso, oltretutto non vuole contare sul suo aiuto nella lotta contro Glory, e il suo orgoglio non le permette di mostrargli la propria vulnerabilità.
Riley finisce per sfogare la sua frustrazione pagando delle vampire per farsi mordere perché ciò genera in lui un senso di eccitazione. Spike, geloso del loro rapporto, conduce Buffy a vedere il fidanzato nel covo dei vampiri e, dalla lite che ne scaturisce, Riley riconosce che il suo è stato un comportamento squallido e irresponsabile, ma dà un ultimatum alla ragazza: o Buffy gli dimostrerà di amarlo chiedendogli di restare o lui lascerà Sunnydale, per una missione in Belize. Anche se inizialmente confusa, Buffy comprende i propri errori; ossessionata dal voler trasformare Riley in un compagno affidabile, non si è curata di come i suoi comportamenti lo facessero sentire e corre a fermarlo, ma arriva quando l'elicottero che lo porta via è già in volo.
Più volte è stato evidenziato che Buffy avrebbe voluto dare a Riley un'altra possibilità, ma ciò si rivela impossibile quando Riley torna a Sunnydale insieme a sua moglie Sam: si sono sposati dopo che Riley aveva lasciato Buffy. Riley e Sam chiedono a Buffy di aiutarli a rintraccia le uova di un demone poiché, se dovessero schiudersi, i mostri neonati potrebbero sterminare la popolazione di Sunnydale. Riley intuisce che Spike è coinvolto nel traffico delle uova di demone e, difatti, le trova nella cripta in cui vive il vampiro. A questo punto con Buffy distruggono le uova. Ci rimane male quando scopre che Buffy e Spike sono diventati amanti, ma non intende giudicarla; si separano nuovamente, ma questa volta in buoni rapporti a conferma di quanto sia profondo l'affetto che li lega. Per amore di Buffy, Riley decide di non sequestrare Spike. Dopo il confronto con Riley, la Cacciatrice decide di lasciare Spike, avendo capito che ciò che la lega al vampiro non è reale, al contrario dell'amore che c'è tra Riley e Sam.
Nell'ottava stagione a fumetti, Riley ricompare inizialmente come affiliato al gruppo di Twilight, tuttavia si scoprirà in seguito essere solo una copertura, in quanto vi si era infiltrato per conto di Buffy. Si riunirà al gruppo durante la guerra a Twilight sull'Himalaya e riporterà gravi ferite, per le quali sarà ricoverato dopo la sconfitta subìta.

### Allen Francis Doyle
Personaggio di Angel, interpretato da Glenn Quinn.
Doyle è un agente delle Forze dell'Essere, per metà umano e per metà un demone Brachen, dotato del potere di prevedere il futuro. Appare unicamente nella prima stagione del telefilm, svolgendo un ruolo di collegamento tra Angel e le Forze dell'Essere.
Doyle nacque in Irlanda. Prese il cognome da sua madre umana, mentre suo padre che non conobbe mai era un demone Brachen di nome Axtius. La madre gli nascose l'identità del padre e la natura demoniaca che gli aveva trasmesso, fino a quando questa non si manifestò quando aveva ventuno anni. Al tempo della rivelazione, Doyle era un insegnante che gestiva un istituto di volontariato per dare da mangiare ai poveri ed era sposato con una donna di nome Harriet, l'amore della sua vita. La coppia stava discutendo l'eventualità di avere dei figli, ma Doyle, terrorizzato all'idea di passare loro il DNA paterno, abbandonò Harriet, nonostante questa avesse accettato di buon grado la natura demoniaca del marito.
Da allora, Doyle visse alla giornata spostandosi da un appartamento all'altro, lasciando il suo lavoro e il volontariato e facendosi passare come uno sbandato, più interessato alla consumazione di alcolici che ad aiutare il prossimo. Venne poi contattato da un demone Brachen di nome Lucas, che gli chiese di aiutare la sua gente a nascondersi dal Flagello, un gruppo di demoni razzisti determinati a eliminare i mezzosangue. Doyle lo scacciò in malo modo, sostenendo che non fossero problemi suoi. In seguito, ebbe una visione di Lucas e un gruppo di Brachen massacrati dal Flagello. Distrutto dai sensi di colpa, Doyle scoprì che le visioni erano un dono delle Forze dell'Essere.
L'incontro tra Angel e Doyle avviene nella prima puntata della serie. Guidato da una delle sue visioni, Doyle incontra il vampiro e gli comunica il suo destino di redenzione attraverso la lotta contro i demoni, che le Forze dell'Essere hanno deciso per lui. I due salvano Cordelia, caduta nella trappola di un vampiro. I tre fonderanno la Angel Investigazioni, formata da Angel in qualità di capo, Doyle come suo assistente e Cordelia come segretaria part-time.
Doyle si innamora immediatamente di Cordelia, ma non si dichiara per paura che lei lo rifiuti a causa del suo sangue demoniaco, ragione per la quale le tiene nascosto il suo essere per metà demone. Doyle forma un legame profondo con Angel e, nonostante la sua riluttanza a parlare del proprio passato, i collaboratori vengono a sapere della sua storia nel momento in cui Harriet ricompare nella sua vita, informandolo del fatto di essere pronta a risposarsi e chiedendo la sua benedizione. Doyle la concede, ma lei annullerà le nozze quando scoprirà che il suo promesso sposo, il demone Richard Straley, voleva uccidere l'ex-marito mangiandogli il cervello come da tradizione del clan demoniaco degli Straley, prima delle nozze con una donna già sposata.
Venuto a sapere del ritorno in azione del Flagello, sulle tracce della tribù nomade di ibridi umani-demoni dei Listers, tenterà di portare questi al sicuro, ma nel momento in cui il Flagello attiverà un macchinario capace di distruggere ogni essere contenente umanità nel proprio DNA nel raggio di miglia, Doyle decide di sacrificarsi, avvicinandosi al macchinario per spegnerlo e impedendo ad Angel di intromettersi. In tal modo, si rivela essere colui di cui parlava l'antica profezia Listers, che annunciava la venuta di colui che avrebbe salvato il loro popolo dal Flagello alla fine del ventesimo secolo. Cordelia, ormai a conoscenza della natura demoniaca di Doyle, cerca di fermarlo, rivelando di ricambiare i sentimenti dell'uomo. I due si scambiano un bacio, ma poi Doyle si getta sul macchinario e lo disattiva, finendo incenerito dai suoi raggi. In seguito, Cordelia scoprirà che Doyle le ha passato il potere della preveggenza, attraverso il loro primo e ultimo bacio.

### Charles Gunn
Personaggio di Angel. È interpretato da J. August Richards. Gunn è un cacciatore di demoni e di vampiri ossessionato dalla sua missione, che in seguito diviene collaboratore di Angel e membro della Angel Investigazioni. Appare nella prima stagione nell'episodio Zona di guerra e diventa uno dei personaggi fissi della serie dalla seconda stagione in poi.
Gunn nasce a Badlands, un quartiere di Los Angeles che la polizia è solita trascurare, abitato da una quantità impressionante di vampiri e demoni. Ragazzo di strada di origini povere, Gunn verrà addestrato da sua nonna assieme a sua sorella Alonna a combattere i vampiri. A diciassette anni, dopo aver abbandonato il liceo, Gunn diventa il leader di una banda di combattenti anti-vampiri reclutati nel quartiere e agisce come una sorta di Robin Hood urbano, tenendo al sicuro dai demoni e dalle creature soprannaturali le persone residenti nel suo stesso quartiere. Il ragazzo si serve di tecniche di guerriglia ed è solito considerare la sua missione più importante della sua stessa vita: questo si è rivelato il suo principale problema, come più volte è stato evidenziato sia da Alonna che da Cordelia, lui mette in pericolo la propria vita con superficialità al fine si saziare la sua voglia di combattere. 
Incontra Angel durante una ronda notturna e, sebbene lo scambi inizialmente per un mal intenzionato, finisce per convincersi della sua buona fede e stringe con lui un'alleanza. Durante una delle sue battaglie, perde la tanto amata sorella Alonna a causa del morso di un vampiro: ella diventa infatti una vampira e Gunn è costretto a ucciderla con le sue stesse mani, decisione che gli peserà in eterno sulla coscienza. A seguito dell'episodio, egli si unisce ad Angel, Cordelia e Wesley, entrando a far parte in modo effettivo della Angel Investigazioni. All'inizio per avere un guadagno extra, ma in seguito abbraccerà pienamente la loro causa. Oltre a combattere i vampiri insieme a loro, affronterà varie minacce paranormali poiché acquisirà una visione più ampia della lotta tra il bene e il male. È stata Cordelia a insistere affinché Gunn venisse assunto alla Angel Investigazioni, ritenendo che questo fosse il modo migliore per tenerlo d'occhio e aiutarlo a vivere con più responsabilità.
Comprendendo di non poter fare tutto da solo, Gunn svilupperà un grande rispetto e un profondo affetto per i compagni di battaglia, che comincerà a vedere come una nuova famiglia. Al ritorno da Pylea assieme al team, troverà massacrati vari demoni, buoni e cattivi, e capirà che la sua vecchia gang ne è responsabile. La gang è guidata dal suo vecchio amico Rondell, il quale è affiancato da Gio, un giovane fanatico che odia i demoni. A seguito di un confronto, questi attaccano il Caritas e Gio viene ucciso da un demone. Quando Gunn capirà di sentirsi leale solo verso Angel, garantirà ai suoi ex-compagni che, se uccideranno ancora in modo indiscriminato, gliela farà pagare.
Nel frattempo, Gunn e Wesley si innamorano di Fred e ciò metterà alla prova la loro amicizia. Fred intraprende una relazione con Gunn, ma il loro rapporto degenera quando, nell'episodio Supersimmetria, il ragazzo uccide il professor Seidel, responsabile di aver mandato Fred a Pylea tra anni prima per invidia, per impedire alla ragazza di farlo con le proprie mani, tramutandosi in un'assassina. L'ostilità di Gunn per Wesley si intensifica quando il ragazzo capisce che Fred prova qualcosa per lui. Nonostante Fred volesse salvare la loro relazione, Gunn non ha più la forza di stare con lei pur continuando a essere suo amico. Avrà in seguito un breve flirt, con la mutante elettrocinetica Gwen Raiden.
Il ragazzo appare insoddisfatto della propria vita, per via delle sue limitate possibilità a dispetto delle indiscusse potenzialità. A seguito dell'unione tra la Angel Investigazioni e la sede di Los Angeles della Wolfram & Hart, in Gunn emerge il desiderio di affermarsi come uomo. Egli stesso ammette che si sarebbe fatto comunque assumere alla Wolfram & Hart, se i suoi amici avessero rifiutato. Tramite un processo di miglioramento cerebrale, il cervello di Gunn assimila la conoscenza delle leggi umane e demoniache di tutto il mondo dai dottori mistici dello studio legale, diventandone uno dei migliori avvocati. Lui e Wesley si riconciliano totalmente. Benché Fred e Wesley ormai siano diventati una coppia, lui approva dato che vuole bene a entrambi. Contrariamente a Angel, lui crede veramente che lavorando alla Wolfram & Hart potranno operare per il bene, ma dovrà in seguito affrontare il trauma della morte di Fred, causata involontariamente da lui stesso, per aver fatto entrare alla Wolfram & Hart un sarcofago contenente un demone millenario (Illyria), in cambio di un potenziamento cerebrale permanente. Il primo era solo temporaneo. Illyria si impossessa del corpo della giovane, cancellando al contempo ogni traccia di lei.
Gunn inizia a disprezzare la Wolfram & Hart, tanto che accetta di aiutare Angel nella lotta contro il Circolo della Spina Nera, uccidendo nell'ultimo episodio la senatrice Helen Brucker. Viene però ferito dai vampiri che lavoravano per lei come guardie del corpo. I Soci Anziani (nella serie a fumetti Dopo la caduta) fanno sprofondare Los Angeles in una dimensione infernale e Gunn rischia di morire per via della ferita, ma alcuni vampiri lo trasformano. Ora che Gunn è un vampiro affronta Angel, che i Soci Anziani hanno reso umano, infine lo uccide, ma dopo i Soci Anziani riavvolgono il tempo al momento in cui Gunn, Angel, Illyria e Spike avevano sconfitto i membri del Circolo della Spina Nera. Di conseguenza, Gunn torna umano.

### Winifred "Fred" Burkle
Personaggio di Angel. È interpretata da Amy Acker.
Fred è una ragazza texana ex-studentessa di fisica all'università di Los Angeles. Per pagarsi gli studi, lavorava nella biblioteca pubblica Stewart Brunell. Un giorno, mentre riordinava i libri sugli scaffali, fu risucchiata da un portale magico che la intrappolò nella dimensione di Pylea. In questo mondo, gli umani venivano trattati come schiavi e chiamati "mucche". Dopo cinque anni di schiavitù, Fred fuggì e si rifugiò in una grotta. Passò le giornate a scrivere sulle pareti della caverna ipotesi e teorie su come lasciare Pylea e tornare a casa. Questi anni la renderanno sempre più instabile psicologicamente.
Fred compare per la prima volta durante la seconda stagione di Angel, quando i membri della Angel Investigazioni partono per Pylea per trovare Cordelia, risucchiata in questa dimensione da un portale.
Durante la terza stagione, Angel e il suo team cercano di aiutare Fred che, traumatizzata dai suoi anni difficili, ha paura di uscire dalla sua stanza, teme il mondo esterno che non riconosce più e non riesce a integrarsi nel gruppo. L'arrivo dei genitori di Fred alla Angel Investigazioni è l'innesco che le consente di riprendersi dal calvario che ha vissuto negli ultimi cinque anni a Pylea. Da questo momento, Fred diventa un membro importante della Angel Investigazioni, che trae grande vantaggio dall'eccezionale intelligenza della ragazza. Presto, Wesley si innamora di Fred, ma la donna si innamora invece di Gunn e lo frequenta da circa un anno. Alla fine della stagione, Fred e Gunn gestiranno da soli la Angel Investigazioni in quanto Angel e Cordelia scompaiono, che Lorne li lascia per una carriera da showman a Las Vegas e che Wesley viene stato cacciato dal gruppo.
Nella quarta stagione, il gruppo torna a ricomporsi e le cose iniziano a tornare come erano prima. Fred scopre che era stato il suo insegnante di fisica, Oliver Seidel, che lei ammirava molto, a mandarla a Pylea insieme a molti altri suoi allievi. Furiosa, Fred vorrebbe ucciderlo e, con l'aiuto di Wesley, riesce quasi a spedirlo in una dimensione demoniaca, tramite un apposito portale. Tuttavia, Gunn spezza il collo all'uomo prima che Fred possa consumare la sua vendetta e macchiarsi di omicidio. Questo evento tuttavia li allontana l'uno dall'altra, creando inoltre un'ostilità tra Gunn e Wesley, da tempo innamorato della ragazza. Gunn infine lascia Fred, ma anche la relazione con Wesley muore sul nascere, avendo Fred scoperto che l'uomo ha avuto una relazione con la malvagia Lilah Morgan. Quando, più avanti nella stagione, la "figlia" di Cordelia, Jasmine, si impossessa della mente di ogni abitante della Terra, Fred è la prima a sottrarsi al suo controllo, dopo essere entrata in contatto con il sangue della stessa Jasmine. Così Fred si ritrova sola contro tutti ed è costretta a fuggire e nascondersi, perché anche i suoi stessi amici vogliono ucciderla. Infine, Fred riesce a mostrare ai suoi amici qual è la vera natura di Jasmine grazie al sangue di Cordelia che, per aver partorito il demone, porta dentro di sé parte del suo sangue. Così Angel e la sua squadra, non più ipnotizzati, possono finalmente combattere e uccidere Jasmine.
Nella quinta stagione, la Angel Investigazioni si fonde con la Wolfram & Hart e Fred diviene il capo del dipartimento scientifico. È assistita da Knox, con il quale ha un rapporto amichevole, cosa che crea tensioni di gelosia con Wesley, ancora innamorato di lei. Quando Spike resuscita in forma intangibile, Fred è la prima persona a cui chiede aiuto, poiché ha paura di andare all'inferno e il suo status di "fantasma" non gli piace. Fred promette di riportarlo alla sua forma materiale e i due diventano molto vicini quando Spike, costretto a scegliere tra salvare Fred da un altro fantasma e recuperare la sua forma, sceglie di salvare la giovane donna. Nel frattempo, il suo rapporto con Wesley continua a evolversi. Dopo essere uscita per breve tempo con Knox, si rende conto di essere ormai innamorata di Wesley e i due iniziano una relazione. Poco tempo dopo, un misterioso sarcofago viene consegnato al laboratorio di Fred. Quando, incuriosita, cerca di analizzare il sarcofago, la donna viene infettata dall'entità maligna che esso conteneva. Si tratta dell'anima del demone antico Illyria, che in poco tempo uccide Fred, tramutando il corpo della donna in un guscio vuoto nel quale Illyria si stabilirà permanentemente. Fred trascorre gli ultimi istanti di vita tra le braccia di Wesley.

### Illyria
Illyria, soprannominata "Illyria la Spietata", è un personaggio di Angel. È interpretata da Amy Acker.
Illyria è uno dei leggendari e potenti Antichi, un demone puro dell'età primordiale. Era una degli Antichi più temuti e potenti e governava la sua cittadella, Vahla ha'nesh, che corrisponde alla moderna Los Angeles. Come dipinta in un'illustrazione di una sua statua a Vahla ha'nesh, Illyria nella sua forma originale era mostruosa, cinque volte più alta di un essere umano e cinque tentacoli. Alla fine Illyria venne sconfitta e uccisa dai suoi tanti rivali.
Illyria era temuta e venerata come pochi Antichi, tanto che al giorno d'oggi ha ancora dei seguaci, nonostante il suo regno sia finito. Quando gli Antichi persero il loro dominio sul mondo, lo spirito di Illyria venne deposto in un sarcofago di pietra, i suoi poteri assorbiti e riposti in alcuni gioielli che vennero incastonati sulla bara. Il suo sarcofago venne posto in un mistico cimitero chiamato l'Immane Abisso, insieme con i sarcofaghi degli altri Antichi. Un guerriero del bene e la sua armata vennero incaricati di proteggere l'Immane Abisso per prevenire che qualcuno potesse sottrarre una delle bare, in modo da far risorgere uno degli Antichi. Nel XX secolo il custode dell'Abisso era Drogyn.
Prima di morire Illyria organizzò la sua resurrezione. Nascose il suo tempio in un diverso piano temporale, rendendolo completamente intangibile finché lei non fosse tornata ad aprire il cancello per entrare in esso. L'armata di Illyria era situata al suo interno, aspettando la resurrezione della propria padrona. Il tutto andò distrutto con il passare dei secoli, lasciando solo polvere e macerie.
Illyria viene introdotta nella seconda metà della quinta stagione. Il sarcofago di Illyria viene portato in territorio americano, ma i problemi doganali bloccano la sua strada verso la Wolfram & Hart. Il Dr. Sparrow inganna Charles Gunn, facendogli firmare un documento per il rilascio del sarcofago, in cambio di un aggiornamento del suo cervello. Knox, l'affascinante Qwa'ha Xahn (Gran Sacerdote) di Illyria e l'organizzatore della sua resurrezione, fa consegnare l'oggetto a Fred Burkle presso il laboratorio scientifico dello studio legale. La curiosità conduce Fred al sarcofago e, quando lei tocca uno dei cristalli incastonati sopra esso, l'essenza di Illyria viene liberata e infetta il suo corpo. Lo spirito di Illyria agisce come un'infezione liquefacendo gli organi di Fred, indurendo la sua pelle e consumando la sua anima. Dopo ore di agonia, e un inutile viaggio di Angel e Spike verso la prigione mistica di Illyria con lo scopo di trovare un modo per salvare la ragazza, l'Antico prende completamente possesso del corpo della ragazza, assorbendone anche i ricordi.
Con l'aiuto di Knox, Illyria si appresta a portare l'umanità alla distruzione grazie alla resurrezione della sua armata. Nonostante gli sforzi di Angel, Spike e Wesley Wyndam-Pryce, l'Antico riesce lo stesso ad aprire il portale dove la sua armata la stava aspettando, ma presto scopre che questa era stata distrutta molto tempo prima.
Perduta e senza uno scopo, Illyria decide d'imparare come funzioni il mondo moderno con l'aiuto di Wesley, attratto dall'Antico che ormai occupa il corpo della sua amata. Illyria incomincia a passare le notti in compagnia di un Wesley ubriaco e i suoi giorni vagando nei corridoi della Wolfram & Hart.
Quando Wesley le accenna che Gunn è bloccato in una dimensione infernale, Illyria apre un portale e salva Gunn senza esitazione. Nel frattempo i poteri d'Illyria cominciano a diventare instabili, al punto da costringerla a salti dimensionali e temporali non volontari, che confondono l'Antico, al punto da farlo apparire mentalmente instabile agli occhi degli altri. Prima che l'Antico si autodistrugga in un'apocalittica esplosione, Wesley utilizza un generatore Mutari per estrarre una porzione dei suoi poteri ed evitare la detonazione. Illyria rimane dunque in vita, ma priva di buona parte dei poteri originari.
La sua prima connessione emozionale avviene con Wesley, che continua a insegnarle un modo per adattarsi al mondo. Dopo aver riconosciuto i sentimenti che Wesley prova per il suo "guscio" (Fred), Illyria desidererebbe portare la sua relazione con Wesley in una direzione sessuale o romantica. L'Osservatore tuttavia rifiuta l'offerta di accettarla nella forma di Fred. Sviluppa anche una connessione con Spike, che condivide la sua condizione di demone e comunica facilmente con lei, aiutandola ad abituarsi al mondo.
Illyria viene brutalmente battuta e umiliata da Marcus Hamilton, che provoca la collera dell'Antico e la motiva a unirsi nella battaglia finale contro i Soci Anziani. Nel finale della serie di Angel, Non svaniremo, Illyria, Spike, Wesley, Gunn, Lorne, Lindsey McDonald e Angel combattono singolarmente contro un membro del Circolo della Spina Nera. Dopo aver ucciso le loro vittime demoniache, promettendo di "fare trofeo delle loro spine dorsali", Illyria cerca Wesley e lo trova morente. Percependo la sua imminente morte conforta l'uomo assumendo le sembianze di Fred. Riempita da un improvviso inaspettato e incontrollabile dolore, Illyria uccide violentemente l'assassino di Wesley, lo stregone Cyrus Vail, disintegrando la sua testa con un solo pugno. Illyria prende poi parte alla battaglia finale contro i Soci Anziani con Angel, Spike e Gunn.
Nel fumetto Angel: Dopo la caduta, a seguito dell'assassinio di tutti i membri del Circolo da parte del team di Angel, i Soci Anziani spediscono tutta Los Angeles all'inferno per punizione. Il gruppo viene separato e Illyria viene in seguito ritrovata da Spike, curiosamente con le fattezze e la personalità di Fred. Il vampiro si rende conto che Illyria e Fred si sono scisse e ora convivono come due entità separate tra loro nello stesso corpo e capisce la dinamica della scissione: la presenza di qualcuno a cui Fred voleva bene quand'era in vita causa il subentrare della sua personalità in sostituzione di quella di Illyria, mentre una situazione di tensione causa il subentrare della personalità di Illyria a quella di Fred.
Per non mettere in pericolo né Fred né Illyria, Spike porta Illyria con sé nella sua conquista di Beverly Hills, al fine di riprendersi Los Angeles dalla grinfie dei demoni. A missione compiuta si ricongiungono ad Angel, Connor, Gwen e Nina. Illyria, saputo che Spike ha avuto una relazione sessuale con una demone di nome Spider, lo bacia ingelosita e si fa promettere dal vampiro di essere la sua unica priorità.
Sfortunatamente la dimensione demoniaca ha l'effetto collaterale di risvegliare i pieni poteri di Illyria che ne perde il controllo progressivamente, fino ad assumere la sua originaria forma mostruosa. In questa forma semina il panico e la distruzione, credendo che Fred vorrebbe questo. Tuttavia, Wesley, in forma di spettro, interagisce con Illyria, riportandola alla ragione.
In seguito all'azzeramento della nuova realtà da parte dei Soci Anziani, grazie a un tranello di Angel, la situazione torna alla battaglia contro l'armata di fine serie, battaglia che stavolta viene vinta dal gruppo. Illyria, ora divenuta più umana per l'influenza della personalità di Fred, si colpevolizza della depressione di Wesley capendo di avergli portato via ciò che più amava.
Illyria, sotto l'influenza di Fred veglierà su Gunn privo di sensi all'ospedale e, in seguito al suo risveglio, si dirà contenta e spiegherà la sua situazione di "infetta dall'umanità". Gunn la conforterà e le spiega che le emozioni umane la renderanno più forte, cosa che suscita l'interesse di Illyria a "diventare umana".
Insieme a Gunn, Illyria visita la casa dei genitori di Fred e, in seguito a una battaglia con i demoni razzisti noti come "il Flagello", ritornerà in città e si riunirà alla Angel Investigations.

### Lorne
Krevlorneswath del Clan Deathwok, o più semplicemente Lorne, è un personaggio di Angel, interpretato da Andy Hallett. Il suo nome viene rivelato nel diciannovesimo episodio della seconda stagione, prima di allora viene semplicemente chiamato "Il gestore del Caritas".
Krevlorneswath nacque in un mondo parallelo di nome Pylea, in un clan di demoni empatici guerrafondai denominato clan Deathwok. Lorne, come preferisce essere chiamato, è l'ultimo di tre fratelli, di cui uno venne mangiato dai genitori per motivi imprecisati e un altro è il danzatore Numfar. A differenza dei suoi simili, demoni amanti della guerra e di tutto ciò che la riguarda, Lorne fin da piccolo dimostrava di avere un animo gentile e di non tollerare il razzismo verso gli umani, che a Pylea erano discriminati e chiamati "mucche". Rifiutò inoltre di addestrarsi al combattimento e di partecipare alle battute di caccia, diventando subito il disonore del suo clan. 
Un giorno, nel 1996, mentre camminava nel bosco, trovò un portale che conduceva in uno scantinato di un palazzo abbandonato a Los Angeles. In questo mondo, Lorne ascoltò la musica per la prima volta e capì cosa gli era mancato per tutta la sua vita, decidendo dunque di rimanere in quel mondo tanto diverso dal suo.
In breve scoprì il suo potere di lettura dell'anima legato al canto e decise di aprire un locale di karaoke, proprio nello scantinato in cui era capitato al suo arrivo sulla Terra. Il locale, battezzato "Caritas" (parola in latino che significa "pietà"), divenne in breve tempo un bar particolare, frequentato da tutti i generi di demoni, oltre che dagli umani. Per impedire ai demoni di fare del male agli umani e farsi del male tra loro, sul bar fu lanciato un incantesimo, il "Sanctuary", che bloccava ogni atto di violenza da parte dei clienti.
Lorne viene introdotto all'inizio della seconda stagione, quando diventa informatore di Angel per le sue indagini. Le performance canore dei clienti del Caritas sono infatti particolarmente ricche di informazioni per un demone empatico come Lorne. Lorne parteciperà direttamente all'azione solo quando la Angel Investigazioni farà meta proprio a Pylea, per salvare Cordelia e Fred, quest'ultima è rimasta in esilio a Pylea per cinque anni. Dopo l'esperienza del ritorno alle radici, Lorne deciderà di non rimanerci poiché predilige la Terra alla dimensione natia.
Il bar viene distrutto tre volte prima che Lorne decida di non riaprirlo più. La prima volta, dall'auto di Angel al ritorno da Pylea dopo aver salvato Fred e Cordelia; la seconda volta, dalla squadra di Gunn intenzionata a sterminare senza alcuna differenza tutti i demoni, anche quelli pacifici; l'ultima volta, quando Holtz vi fa detonare una bomba, in un tentativo di sterminare la squadra di Angel.
Dopo la distruzione della sua casa, Lorne si trasferisce all'Hyperion Hotel da Angel, dove diventa parte della squadra, aiutandoli a risolvere diversi casi grazie alla sua diplomazia e al suo talento naturale di leggere le anime. Lorne è segretamente innamorato di Cordelia, ha infatti ammesso che, se avesse avuto il sentore di poterla conquistare non avrebbe esitato a rivaleggiare con Angel, ma è consapevole che quest'ultimo è il solo uomo che lei ama, varie volte ha provato a convincere Angel a dichiararle il suo amore.
Alla fine della terza stagione, Lorne lascia il gruppo per iniziare una carriera di cantante a Las Vegas. Uno stregone titolare di un casinò, però, lo costringe a usare i suoi poteri per individuare, tra i membri del pubblico, quelli con un futuro promettente, così da potersene appropriare. Dopo essere stato salvato da Angel, Gunn e Fred, il demone torna a Los Angeles. In seguito, aiuterà Cordelia a riacquistare la memoria perduta quando lei era una delle Forze dell'Essere, ma in realtà Lorne ha solo risvegliato Jasmine che si era annidata dentro l'animo di Cordelia, sostituendosi a lei. Si apprende che era stata Jasmine a far sì che Lorne abbandonasse Pylea, e quando assume una sua forma fisica abbandonando il corpo di Cordelia lei finisce in coma, per poi morire.
Lorne è tra i pochi abitanti di Los Angeles a ribellarsi al controllo mentale di Jasmine, e quando Connor la uccide la Wolfram & Hart premia Angel e i suoi amici affidando a tutti loro la filiale di Los Angeles, di consegeunza Lorne diventa il nuovo capo della divisione spettacoli della Wolfram & Hart, a seguito dell'unione tra questi e la Angel Investigazioni, svolgendo il suo lavoro con estrema facilità.
Dopo la morte di Fred, la sua bontà è lentamente sostituita da un cinismo e un crescente disgusto di sé stesso e della sua posizione di veggente. Alla fine della serie, prenderà parte al piano di Angel per distruggere il Circolo della Spina Nera. Il demone eseguirà fino alla fine gli ordini del vampiro, anche quando scoprirà che il suo compito è assassinare Lindsay McDonald. Lorne esegue il compito, ma subito decide di abbandonare Los Angeles e il gruppo.
Nel fumetto Angel: Dopo la caduta, Lorne non riesce a lasciare Los Angeles prima che i Soci Anziani della Wolfram & Hart spediscano la città all'inferno per punire la ribellione di Angel e, di conseguenza, il demone dovrà assistere lla popolazione di Silver Lake dagli assalti dei demoni. Dopo aver stabilito un'area protetta nel territorio suddetto, grazie al Sanctuary e all'aiuto di una strega, Lorne verrà eletto leader di Silver Lake dai cittadini e farà di tutto per rendere il suo territorio "un paradiso in mezzo all'inferno".
Inizialmente, tenta di rimanere neutrale nella guerra per riprendersi la città tra le varie gang di Los Angeles, ma poi si schiera dalla parte di Angel. Quando i Soci Anziani si trovano costretti a cancellare gli eventi successivi alla caduta di Los Angeles, Lorne, al pari del resto della Angel Investigazioni, viene proclamato eroe cittadino.

## Personaggi secondari

### Adam
Personaggio di Buffy l'ammazzavampiri; è interpretato da George Hertzberg. Adam è il nemico principale della quarta stagione. Inizialmente chiamato "progetto 314", si tratta di un agglomerato di parti di demoni, umani e robot, creato per conto dell'Organizzazione dalla dottoressa Walsh e da Angleman, al fine di un utilizzo a scopo militare. 
Adam è pressoché invulnerabile, a meno che non si strappi il suo cuore di androide (una batteria nucleare virtualmente eterna). Il suo nome è un chiaro riferimento al personaggio biblico di Adamo, il primo uomo, anche perché Adam rappresentava la fase preliminare del progetto dell'Organizzazione: studiare i demoni ed eventualmente usarli per scopi bellici voluto dal governo, di cui persino i soldati dell'Organizzazione erano all'oscuro. Si riferisce a Walsh chiamandola "mamma", egli è un essere privo del senso della pietà, infatti alla sua attivazione, si ribella immediatamente ai suoi creatori, uccidendo Walsh e Angleman. In tutta la serie televisiva è l'unico nemico di Buffy oltre a Glory che sia capace di superare nettamente la forza della Cacciatrice, quando Buffy affronta Adam la prima volta si rivela totalmente impotente davanti alla sua forza.
Implicitamente la crudeltà di Adam e la sua indole indomabile sono dovute alla sua parte demoniaca, praticamente non si sa nulla della sua vita da umano, prima che fosse convertito in un demonoide, nemmeno il suo vero nome, durante una conversazione con Spike ha ammesso con ironia che era uno scout. Solo in un'occasione Buffy, quando la Prima Cacciatrice entrò in contatto con lei nel mondo dei sogni, vide Adam nella sua forma umana.
Fuggito dal laboratorio dell'Organizzazione vaga per Sunnydale uccidendo e analizzando i demoni. Si propone poi ai demoni e ai vampiri come guida, unendoli in gruppo e spingendoli a superare le loro paure (ad esempio suggerisce a dei vampiri di entrare in una chiesa e fare del loro peggio coi fedeli per verificare dove sia il Dio che tanto temono). Vista la grande considerazione che Walsh aveva di Riley, lo stesso Adam desidera farlo passare dalla sua parte, addirittura afferma che Riley è praticamente un fratello per lui. La mente di Adam non può essere plagiata o condizionata, nemmeno dalla magia, questo perché, come lui stesso afferma, nessuno essere vivente ha mai avuto più autoconsapevolezza di quanta ne abbia lui.
Dopo aver fatto della base operativa dell'Organizzazione il suo centro di comando, inizia a trasformare gli umani in esseri a lui simili, Forrest che è stato ucciso dallo stesso Adam è stato il primo (oltre che l'unico) che lui ha convertito in un demonoide; sebbene non saranno realmente dotati di volontà, ma quasi sue "estensioni" da lui stesso controllate. Molto interessato ai rapporti e relazioni umane, arruola Spike per scoprire i segreti della Cacciatrice e dei suoi amici. Dalle sue ricerche evince l'imperfezione delle razze esistenti e si appresta a farle scontrare tra loro per una reciproca distruzione, allo scopo di creare una nuova razza, simile a se stesso, che prenda il controllo del pianeta. Buffy si oppone al piano di Adam, ma si ritrova in seria difficoltà, essendo Adam molto più forte di lei, addirittura dal loro ultimo scontro ha apportato delle migliorie al proprio corpo robotico. Tuttavia, grazie a un incantesimo di Willow che unisce le forze della strega, di Giles e di Xander nel corpo della Cacciatrice, Buffy diviene temporaneamente una dea: con questi nuovi poteri sconfigge Adam, strappandogli il cuore robotico.

### Amy Madison
Personaggio di Buffy l'ammazzavampiri; è interpretata da Elizabeth Anne Allen.
Amy è originaria di Sunnydale ed è coetanea di Buffy, Xander e Willow, con cui frequenta la Sunnydale High School. Amy e Willow sono amiche fin dalle scuole medie. I genitori di Amy stavano insieme dai tempi del liceo, si sono sposati dopo il diploma ma poi hanno divorziato quando il padre di Amy ha abbandonato la famiglia per stare con un'altra donna. Sua madre Catherine era una cheerleader estremamente benvoluta e passata alla storia della città come "Catherine la Grandiosa", nonché segretamente una strega. Dopo il divorzio, Catherine divenne estremamente severa con Amy, controllando la sua dieta e il suo sviluppo fisico e scolastico per far sì che seguisse le sue orme. Amy si sentiva sminuita dalla madre, che la faceva costantemente sentire una nullità.
Compiuti i sedici anni, Amy viene punita da Catherine per non aver mai combinato nulla nella vita e forzandola a uno scambio di corpi. In questo modo, Catherine vuole rivivere la propria giovinezza e, innanzitutto, tenta l'esame da cheerleader eliminando tutte le altre concorrenti e attirando, in questo modo, l'attenzione di Buffy e della gang. Scoperto il suo inganno, Giles riesce a riportare Amy nel suo legittimo corpo, mentre Buffy usa contro Catherine la sua stessa magia, confinandola in un vecchio trofeo da cheerleader.
Libera dall'oppressione materna, Amy inizia a vivere con il padre e ad assaporare maggiormente la vita, scoprendo piano piano di possedere poteri simili a quelli materni. Diviene un'amica della Scooby Gang, tanto che nella seconda stagione Xander le chiederà di fare un incantesimo d'amore su Cordelia, per farle provare ciò che ha provato lui quando la ragazza l'ha lasciato. L'incantesimo fallisce e tutte le donne della città, compresa Amy, sviluppano un'attrazione morbosa verso Xander. Fortunatamente, Giles scioglie l'incantesimo.
Nella terza stagione, i cittadini di Sunnydale, maledetti da un demone, vengono indotti a una "caccia alle streghe" che culminerà nella cattura di Willow, Amy e Buffy che vengono condannate al rogo. Disperata, Amy riesce a scappare trasformandosi in topo, ma rimane bloccata in tale forma in quanto non esiste in città una strega tanto potente da rompere il suo incantesimo. Willow decide allora di tenerla con sé come animale domestico, finché non sarà in grado di ridarle fattezze umane.
Nella sesta stagione, Willow, divenuta molto più potente, fa tornare Amy una umana. Le due ridivengono amiche, ma Amy avrà una pessima influenza su Willow, peggiorando la sua già grave dipendenza dalla magia nera. Alla richiesta di spiegazioni, Amy risponde che è una sorta di vendetta per averle fatto passare tre anni rinchiusa in una gabbia come un ratto, mentre lei viveva la sua vita e diventava di giorno in giorno sempre più potente e emancipata, quasi come se si fosse dimenticata di lei. Willow le impone di uscire dalla sua vita.
Nella settima stagione, Willow, dopo il primo bacio scambiato con Kennedy, si trasformerà fisicamente in Warren, il ragazzo che uccise la sua precedente fidanzata, Tara. L'esperienza di essere nel corpo di Warren la porta sull'orlo della follia, ma Kennedy riesce a scoprire che dietro a tutto ciò si cela un'illusione provocata da Amy. La ragazza ammette di odiare Willow per tutto il potere che possiede e per come sia riuscita a superarla, nonostante lei sia una strega per ereditarietà genetica. L'incantesimo viene tuttavia spezzato, grazie a un secondo bacio tra Kennedy e Willow.
Amy ricompare nell'ottava stagione a fumetti come uno dei principali antagonisti. Viene svelato che, dopo il crollo di Sunnydale, lei era rimasta intrappolata nel sottosuolo: il fatto di vivere nuovamente sottoterra come un ratto ha aggravato la sua condizione psicologica. Amy sta ora con Warren Meers, l'assassino di Tara e che Willow scuoiò per vendicarsi, che la strega ha resuscitato fornendogli un'invisibile pelle magica. I due vengono soccorsi dai militari, i quali sono anch'essi avversi a Buffy e le sue Cacciatrici, e si alleano con loro. Sarà lei a guidare un esercito di zombie e vampiri contro il castello in cui risiedono Buffy e le altre Cacciatrici; ingaggerà una battaglia mistica con l'odiata rivale Willow, uscendone vincitrice e portandola al cospetto di Warren per essere torturata. Tuttavia, l'intervento di Buffy e la conseguente liberazione di Willow costringono i due alla fuga.
Si scopre più avanti che essi rispondevano in realtà a Twilight, per conto del quale lanceranno un missile caricato magicamente contro il castello delle Potenziali in Scozia, causando la distruzione di buona parte dell'edificio e assediandolo tramite dei demoni evocati dalla strega. Tuttavia, l'organizzazione delle Cacciatrici si salverà ugualmente. Lei e Warren si redimeranno dopo aver capito di essere stati solo sfruttati da Twilight, e indirizzeranno Buffy verso la base dell'ex-capo per liberare Andrew, Giles e Faith dalle sue grinfie. Quando il nemico si rivelerà essere Angel, che ascenderà con Buffy a una dimensione superiore rendendo l'attuale sacrificabile, Amy e Warren combatteranno al fianco delle Cacciatrici per difendere il proprio mondo dall'invasione di demoni transdimensionali. Terminata la battaglia, con la distruzione del Seme delle Meraviglie e la scomparsa di tutta la magia del mondo, Amy si ritrova spogliata dei propri poteri e Warren muore, a causa della dissoluzione dell'incantesimo che gli faceva da pelle.

### Andrew Wells
Personaggio di Buffy l'ammazzavampiri e di Angel; è interpretato da Tom Lenk.
Andrew è il fratello più giovane di Tucker Wells, lo studente che aveva radunato i mastini infernali per attaccare il ballo scolastico nell'episodio Il ballo. Andrew stesso possiede l'abilità di evocare i demoni e controllare gli animali, benché questi non vengano mai impiegati dopo la sesta stagione.
Durante l'ultimo anno scolastico di Buffy al Sunnydale High, Andrew creò dei "demoni scimmie volanti" perché attaccassero la recita scolastica di fine anno, apparentemente per nessun altro motivo che divertirsi. La Scooby Gang non ha invece il minimo ricordo di questo fatto, che è semplicemente uno dei moltissimi avvenimenti soprannaturali avvenuti a Sunnydale ed inoltre non ha la più pallida idea di chi Andrew sia, fino a quando non rivela la sua parentela con Tucker. In seguito continueranno spesso a riferirsi a lui come "l'altro tipo", "il fratello di Tucker" e simili. Altre gag che spesso coinvolgono il personaggio riguardano la sua latente omosessualità, spesso goffamente tenuta nascosta dal ragazzo.
Andrew compare per la prima volta nella sesta stagione come membro del "Trio", gli auto-nominatisi "arci-nemici" di Buffy, ai quali Andrew si unisce per divertimento e sete di potere. Molti dei loro piani si basano sulla sua abilità a convocare e controllare i vari tipi di demoni. Quando il capo del Trio, Warren, per sbaglio uccide la fidanzata di Willow, Tara, mentre spara a Buffy, Willow lo scuoia vivo e dà la caccia a Andrew e al terzo membro, Jonathan. Grazie all'aiuto della stessa Buffy e degli altri membri della Scooby Gang, Andrew e Jonathan si sottraggono alla vendetta della strega e fuggono in Messico.
Mentre vive in Messico con Jonathan, Andrew è avvicinato dal Primo, che, sotto le spoglie di Warren, lo convince ad aprire il Sigillo di Danzalthar: tornato a Sunnydale nella settima stagione, uccide Jonathan nell'atto di aprire il sigillo. Viene presto scoperto, catturato e tenuto ostaggio dagli Scoobies che gli sono molto ostili, sia perché ha assassinato Jonathan, sia per le sue fastidiose abitudini. Ciononostante, col passare del tempo inizia a identificarsi con Buffy e il suo gruppo e stringe un legame di amicizia con Anya. Nell'episodio Il narratore, Andrew decide di documentare le avventure degli Scoobies per le generazioni future, filmandoli con una videocamera, esagerando in drammaticità ed edulcorando tutto ciò che riguarda il descrivere se stesso. Buffy è irritata dai suoi tentativi di trasformare tutto in "fiction" e lo costringe ad ammettere la gravità delle sue colpe. Dopo ciò, in preda al rimorso, Andrew si sforza di aiutare Buffy nella lotta, partecipando alla battaglia finale nell'episodio La prescelta, sopravvivendo.
Andrew compare in due episodi della quinta stagione di Angel, leggermente maturato e sotto la guida di Giles, che lo addestra per farne un Osservatore. Nell'episodio Il danno giunge a Los Angeles per aiutare una Cacciatrice psicopatica, Dana, e quando Angel prova a portarla nella sede della Wolfram & Hart, Andrew fa valere la sua autorità di Osservatore, ricordando come ella debba andarsene con lui, e non restare lì. Riappare nell'episodio La ragazza in questione dove racconta ad Angel e Spike che Buffy frequenta un vampiro noto come l'Immortale, ma nel sequel a fumetti Buffy l'ammazzavampiri - Ottava stagione verrà rivelato che questa era una menzogna dovuta ad una precauzionale misura di sicurezza, e che quella "Buffy" era solo una controfigura.
In Buffy l'ammazzavampiri - Ottava stagione, Andrew addestra e gestisce numerose Cacciatrici. Manderà le sue truppe in sostegno alla squadra di Buffy nella battaglia contro dei vampiri asiatici con poteri anormali al centro di Tokyo. Qui darà anche una mano a Dawn a combattere un robot gigantesco sfruttando la sua conoscenza sull'argomento dei robot giapponesi. In seguito tenterà di riportare sulla retta via la Cacciatrice Simone Doffler, un tempo sotto la sua responsabilità. In questa occasione il ragazzo dimostrerà definitivamente di essere diventato più maturo arrivando a dirsi pronto a dare la vita pur di rimediare ai suoi errori. Pur non riuscendo a riconvertire la ragazza al bene, Andrew riceverà da Buffy parole di conforto che lo ufficializzano come effettivo membro della "famiglia" delle Cacciatrici. Quando Twilight assale i protagonisti con un esercito armato, Andrew fa tutto il possibile per reggere l'attacco e limitare le perdite, ma ciò non sarà sufficiente a vincere la battaglia e difatti finisce per essere catturato dal nemico assieme a Giles e Faith. Teletrasportato nella base di Twilight, assisterà alla facile disfatta di Faith da parte di quest'ultimo e la soccorrerà indossando una speciale armatura progettata anni prima assieme a Warren. Viene tuttavia messo in difficoltà dal nemico, ma verrà salvato da Buffy poco prima che questi lo uccida. Si unirà ai compagni durante la battaglia finale contro i demoni transdimensionali, rimanendo ferito, ma sopravvivendo.

### Benjamin "Ben" Wilkinson
Personaggio di Buffy l'ammazzavampiri; è interpretato da Charlie Weber.
Ben è l'alter-ego della malefica dea Glory, generato come prigione per la divinità infernale. Ciononostante, conduce una vita normale: dopo essere diventato un medico, è giunto a Sunnydale e ha lavorato nell'ospedale della cittadina. Ben è un uomo gentile ed educato che dimostra una grande abilità nel confortare la famiglia Summers durante la malattia di Joyce. Tuttavia, Glory impara a liberarsi dalla sua prigione di carne per brevi lassi di tempo, durante i quali il corpo e la mente di Ben si tramutano in quelli della dea. Un incantesimo impedisce che eventuali esseri umani spettatori della mutazione ne conservino il ricordo.
Man mano che Glory passa più tempo "libera" nella loro esistenza comune, la vita di Ben si complica e alla fine perde il suo lavoro all'ospedale dopo un periodo di tre settimane passate nell'identità di Glory. Ben sa che Dawn è la Chiave Mistica che Glory sta cercando, ma tenta di nasconderlo al suo alter-ego, e prova persino ad iniziare una relazione romantica con Buffy, che però non ha seguito.
Alla fine della quinta stagione, le due entità iniziano a sovrapporsi, al punto da poter comunicare tra loro e condividere i ricordi e le emozioni, cosa prima di allora impossibile; allo stesso tempo, i testimoni delle loro trasformazioni iniziano a ricordarle.
In seguito, Glory rapisce Dawn, con l'intento di usare il sangue della ragazza per aprire un portale verso la dimensione demoniaca da cui proviene, cosa che metterebbe a rischio le sorti del pianeta Terra. Ben prova ad aiutare Dawn a fuggire da Glory, ma alla fine si arrende, quando la divinità gli promette l'immortalità e un'esistenza indipendente da lei. Alla fine, Ben viene soffocato da Giles per assicurarsi che l'infernale divinità non riaffiori più.

### Billy Blim
Personaggio di Angel; è interpretato da Justin Shilton. Ragazzo di famiglia altolocata, è un ragazzo crudele animato da una forte e incontenibile misoginia. La famiglia di Billy è molto potente, sono clienti della Wolfram & Hart, a detta di Lilah la famiglia Blim è talmente influente che per esercitare il proprio potere non hanno nemmeno bisogno dell'aiuto dello studio legale.
Anche se Billy è un normale essere umano, è probabile che la famiglia Blim sia di discendenza demoniaca, infatti Billy possiede l'innato potere della persuasione che riflette la sua avversione per le donne: egli risveglia e amplifica negli uomini la latente misoginia verso le donne spingendoli a diventare rabbiosi e violenti, senza autocontrollo. Il potere di Billy è incontenibile, tanto che Wesley anche solo esaminando un campione di sangue del ragazzo si è lasciato plagiare dalla sua forza, anche se indirettamente, risvegliando la propria misoginia. Billy può anche concentrare il suo potere per aumentare la sua forza fisica. Persino i parenti di Billy, vista la sua cattiveria, faticano a contenerlo.
Per ragioni che non sono state chiarite, Billy è stato catturato e imprigionato in una gabbia di fuoco con il demone Skip a sorvegliarlo, quindi Lilah si mette all'opera per salvarlo. Lilah mette in pericolo Cordelia obbligando Angel a scendere a patti con lei: Cordelia avrà salva la vita solo se Angel libera Billy. Il vampiro, non avendo altra scelta, sconfigge Skip e salva Billy il quale ritorna dalla sua famiglia. Lilah si pente velocemente di averlo salvato quando Billy, con il proprio potere, spinge Gavin a picchiare ferocemente la donna. Anche se l'orgoglio di Lilah le impedisce di ammetterlo, questa esperienza è stata molto umiliante per lei, tanto che decide di collaborare con Angel e Cordelia in modo da fermare Billy dato che quest'ultimo è fin troppo pericoloso.
Con il jet privato della sua famiglia, Billy cerca di lasciare Los Angeles, ma Angel e Cordelia impediscono la sua fuga. Billy tenta di plagiare Angel con i suoi poteri in modo che il vampiro uccida Cordelia, ma sorprendentemente Angel, per merito del proprio autocontrollo, riesce a contrastare con relativa facilità il potere di Billy. Angel e Billy si affrontano ma lo scontro viene interrotto da Lilah che uccide Billy sparandogli con due colpi di pistola.

### Caleb
Personaggio di Buffy l'ammazzavampiri; è interpretato da Nathan Fillion.
Caleb è il braccio destro del Primo, l'antagonista principale della settima stagione.
In passato fu un prete scomunicato e un omicida seriale, responsabile della morte di almeno due ragazze, che attirò sfruttando il suo fascino e i suoi sermoni. Caleb è il servo più fedele del Primo che ritiene superiore al Dio che adorava in passato; è un uomo estremamente misogino ed è anche l'unico essere senziente ad aiutare il Primo in totale consapevolezza, senza essere manipolato o stregato in alcun modo. È dotato di una forza sovrumana, donatagli dal Primo stesso, grazie alla quale può affrontare a mani nude qualunque nemico, Cacciatrici comprese.
Caleb viene introdotto nella seconda metà della settima stagione. Nel tentativo di eliminare tutte le minacce alla rinascita del Primo, dirige orde di Portatori per uccidere sistematicamente le Potenziali Cacciatrici in tutto il mondo. Nell'episodio Ragazze sporche, Caleb attacca di persona la Scooby Gang. Uccide due Potenziali Cacciatrici, sconfigge senza sforzo Buffy, Faith e Spike, e cava un occhio a Xander. Caleb viene sconfitto nell'ultimo episodio della serie, quando Buffy usa la Falce della Cacciatrice per castrarlo e poi tagliarlo in due.

### Clem
Clem (nome completo Clemente) è un personaggio di Buffy l'ammazzavampiri, interpretato da James Charles Leary.
Clem è un demone benevolo che vive nella città di Sunnydale e durante la sesta stagione diventa amico della Scooby Gang, in particolare di Dawn e Spike. Il suo aspetto è quello di un umanoide dagli occhi rossi, enormi orecchie e pelle particolarmente cascante. A differenza della maggior parte dei demoni, Clem è di natura gentile e non teme la Cacciatrice. Clem è ghiotto di gattini, unico lato della sua personalità che inquieta i suoi amici umani. 
Buffy lo incontra la prima volta nell'episodio Sotto esame quando accompagna Spike ad una partita di poker tra demoni (in cui gattini vivi sono la posta) dove Clem bara nascondendo le carte tra le pieghe della pelle dei suoi avambracci. È poi tra gli invitati alla festa di compleanno di Buffy (Il compleanno di Buffy) ed alle nozze di Anya e di Xander (Le campane dell'inferno). 
Nella settima stagione, Clem, come la maggior parte degli abitanti di Sunnydale, fugge dalla città, poco prima che questa sia distrutta. Nell'ottava stagione a fumetti, Clem diverrà assistente personale, autista e guardia del corpo di Harmony, di cui s'innamorerà.

### Collins
Personaggio di Buffy l'ammazzavampiri e Angel; è interpretato da Alastair Duncan. Membro del consiglio degli Osservatori, Collins dirige una squadra operativa, ritenuta la migliore e la più preparata del consiglio, specializzata in recuperi, sequestri e interrogatori.
Per lui conta solo portare a termine gli incarichi che gli vengono affidati, Collins è un uomo freddo che non scende a compromessi, pur di portare a termine una missione sarebbe anche disposto a sacrificare i suoi stessi uomini, Giles dal modo in cui parla di Collins ne sembra quasi timorato. Collins non si fa problemi a uccidere, Buffy infatti riconosce quanto egli sia spietato. È evidente che Collins non nutre una buona considerazione di Buffy, la quale nonostante il suo ruolo di Cacciatrice non mostra rispetto verso il consiglio degli Osservatori.
Collins va a Sunnydale insieme ai suoi uomini, Weatherby e Smith, per catturare la Cacciatrice Faith, che per i suoi crimini deve rispondere al consiglio, infatti Collins deve portarla da loro in Inghilterra. Riescono a catturarla, ignari però che nel corpo di Faith c'è Buffy, a causa di un oggetto magico le due ragazze si sono scambiate i corpi, tuttavia dato che riuscire a superare i controlli doganali è troppo difficile, Collins decide di uccidere la Cacciatrice. Buffy riesce però a sottomettere Collins e a scappare, successivamente lei e Faith ritornano nei loro rispettivi corpi. Faith fugge a Los Angeles, ma Collins continua a starle dietro.
Cerca un alleato in Wesley, infatti quest'ultimo è amico di Angel che si è impegnato a proteggere Faith, effettivamente Collins è consapevole che Faith e Angel sono troppo forti per lui, preferendo non affrontarli direttamente. Tenta di far passare Wesley dalla sua parte, con la promessa che se consegnerà Faith al consiglio lo farà reintegrare dopo che Wesley era stato allontanato dagli Osservatori. Wesley però non intende aiutarlo, infatti è ovvio che Collins non vuole consegnare Faith dal consiglio ma ucciderla, decice dunque di fare irruzione con i suoi uomini nella casa di Angel dove Faith si nasconde. Buffy affronta Collins e lo sconfigge proteggendo Faith, che poi si costituisce alla polizia per i crimini commessi, dopo ciò il Consiglio degli Osservatori smette di darle la caccia.

### Cyvus Vail
Personaggio di Angel; è interpretato da Dennis Christopher. È un demone dotato di enormi poteri magici, ritenuto uno stregone molto temuto e potente.  Si presenta come un anziano dall'aspetto malandato, tanto che si porta sempre appresso un respiratore. Cyvus è un membro del Circolo della Spina Nera, probabilmente è il più potente tra i membri della setta.
È a capo di un vasto impero demoniaco e, tra i suoi servi, ci sono i demoni Kith'harn. La sua influenza raggiunge tutta Los Angeles. Cyvus è il motivo per cui Angel ha accettato di dirigere la filiale di Los Angeles della Wolfram & Hart: dato che lo studio legale si era impegnato a dare a suo figlio Connor una vita migliore, Cyvus è stato pagato con molto denaro per fare un incantesimo di alterazione della realtà, in modo di cancellare i ricordi di Connor e dargli una famiglia amorevole. Per realizzare l'incantesimo si è dovuto avvalere dell'aiuto di altri stregoni.
Più volte Cyvus mette in pericolo Connor, attirando così l'attenzione di Angel che pretende dallo stregone una spiegazione: il suo era solo un espediente per mettere Connor nella posizione di uccidere il demone Sahjhan intrappolato nell'ulna che è in possesso di Cyvus. Lui e Sahjhan sono vecchi nemici e Cyvus, temendo che Sahjhan possa un giorno evadere dall'ulna, vuole che Connor lo uccida poiché è proprio lui a dover adempiere a questo incarico, come viene narrato nella Profezia Nyaziana. Connor accetta, mettendo però in chiaro con Cyvus che, una volta ucciso Sahjhan, ucciderà anche lui se proverà nuovamente a minacciarlo. Connor libera Sahjhan dall'ulna e lo affronta, ma viene sottomesso dall'avversario. Wesley e Illyria, tuttavia, rubano a Cyvus il suo cubo magico, ovvero la Finestra Orlon che racchiude tutti i ricordi cancellati dall'alterazione della realtà generata da Cyvus. Wesley distrugge il cubo e Connor riacquista i propri ricordi, e con essi la consapevolezza della propria forza; in questo modo può uccidere facilmente Sahjhan.
Quando Angel e i suoi amici affrontano i membri del Circolo della Spina Nera nel finale della quinta stagione, a Wesley viene dato il compito di uccidere Cyvus affrontandolo nella sua dimora. Cyvus e Hamilton sono stati i due antagonisti più ostici nell'ultimo episodio della serie. Wesley mette in difficoltà Cyvus, ma quest'ultimo riesce a ucciderlo accoltellandolo mortalmente. Quando Illyria fa la sua apparizione, Cyvus commette l'errore di sottovalutarla, arrivando addirittura a provocarla quando afferma che Wesley è morto inutilmente. Lo stregone paga a caro prezzo la propria arroganza, poiché Illyria lo uccide disintegrando il suo cranio con un solo pugno.

### D'Hoffryn
Personaggio di Buffy l'ammazzavampiri; è interpretato dall'attore Andy Umberger.
D'Hoffryn è un demone assai potente che occupa un posto elevato nella gerarchia demoniaca. Si tratta del capo dei demoni della vendetta, un ordine che include esseri umani convertiti volontariamente in demoni e dotati della capacità di esaudire desideri di vendetta espressi da altri umani. Per lungo tempo uno tra i più malvagi demoni al suo servizio fu Anyanka, la vendicatrice delle donne tradite, entrata nelle sue schiere durante il Medioevo.
Durante la terza stagione, Anyanka viene privata dei suoi poteri da Giles che le distrugge l'amuleto che le conferiva la sua natura demoniaca. D'Hoffryn rifiuta di aiutarla, lasciandola imprigionata nell'identità della teenager Anya Jenkins.
Nella quarta stagione, D'Hoffryn tenta di convincere Willow, appena lasciata da Oz, a divenire un demone della vendetta. La ragazza rifiuta, ma D'Hoffryn le lascia un suo amuleto, grazie al quale ella lo potrà invocare nel caso cambiasse idea.
Nella sesta stagione, D'Hoffryn è tra gli invitati alle nozze di Anya e Xander: quando questi lascia la ragazza all'altare, D'Hoffryn le restituisce i poteri, rendendola di nuovo un demone della vendetta.
Nella settima stagione, Anya e Buffy si ritrovano a lottare a causa di un desiderio esaudito da Anya, che ha provocato la morte di numerosi ragazzi. Per porre fine al combattimento, Willow invoca D'Hoffryn, chiedendogli di restituire ad Anya la sua umanità. Il demone decide di chiedere ad Anya stessa cosa desideri e lei risponde che vuole riportare in vita i giovani, pur sapendo che ciò richiederebbe la morte di un demone della vendetta. Disgustato, D'Hoffryn riporta in vita i giovani, ma per punire Anya, anziché sacrificarla, la ritrasforma in un'umana e uccide davanti ai suoi occhi il demone Halfrek, da sempre grande amica di Anya. In varie occasioni D'Hoffryn ha mandato dei demoni a uccidere Anya ma lei sopravvive prontamente salvata da Buffy e Spike.

### Dana
Dana, nota anche come "Dana la Cacciatrice", è un personaggio di Angel. È interpretata da Navi Rawat.
Dana nacque a Los Angeles in una famiglia che la ricopriva di affetto e visse una vita tranquilla, ignorando di essere una Potenziale Cacciatrice in quanto non venne mai identificata come tale dal Consiglio degli Osservatori. Una notte, quando aveva solo dieci anni, un uomo di nome Walter Kindel irruppe in casa sua e uccise i suoi genitori davanti ai suoi occhi. In seguito, la rapì e la imprigionò nella cantina di una distilleria, dove la tenne legata a un palo completamente nuda. L'uomo la violentò, fino a privarla della capacità di procreare.
Una volta riuscita a fuggire, mesi dopo, venne ritrovata nuda e sanguinante a girovagare in stato catatonico; fu soccorsa e portata in un ospedale psichiatrico, in cui vi trascorse quindici anni di vita. Quando Willow effettuò l'incantesimo che trasformò ogni Potenziale Cacciatrice in una Cacciatrice vera e propria, Dana divenne psicotica e violenta. Le sue già gravi condizioni psichiche furono ulteriormente aggravate dai sogni divinatori e dalle memorie delle precedenti Cacciatrici, tanto che non riuscì più a distinguere gli eventi della sua vita da quelli delle precedenti Cacciatrici.
Il personaggio viene introdotto nella quinta stagione. Un giorno, l'infermiera di Dana scambia per errore le sue medicine con quelle di un altro paziente, la ragazza non viene quindi sedata e, durante la terapia con il dottore, coglie l'occasione per fuggire, distruggendo il cancello di sicurezza e uccidendo un infermiere, col cui sangue si dipinge il volto.
Si dirige verso la città in cerca di vendetta e, non sapendo dove recarsi, ritorna alla distilleria dove venne stuprata, uccidendo chiunque le si pari dinanzi.
Spike, credendola posseduta da un demone, l'attacca, ma lei lo riconosce dai ricordi delle due Cacciatrici che ha ucciso e si convince che Walter Kindel e il vampiro siano la stessa persona. Riesce ad anestetizzarlo con una siringa e a tagliargli le braccia. Spike tenta di spiegarle di non essere il suo torturatore, ma Dana, nella sua follia, non sembra curarsene e tenta di ucciderlo. Fortunatamente, irrompe Angel che spiega come il suo stupratore sia rimasto vittima di una rapina in un negozio di liquori. Dana attacca Angel nonostante la sua confusione, ma viene sedata da Wesley.
Inizialmente, per ristabilizzarla il gruppo conta di affidare la Cacciatrice psicotica alle cure della Wolfram & Hart, ma in seguito sopraggiunge Andrew assieme alla sua squadra di Cacciatrici. Il ragazzo, divenuto Osservatore, persuade Angel a lasciargli Dana, di modo che l'aiuti a guarire dalla sua malattia mentale. Il vampiro accetta e consegna la ragazza al gruppo di Cacciatrici.

### Daniel Holtz
Personaggio di Angel; è interpretato da Keith Szarabajka. Holtz è un cacciatore di vampiri, ritenuto il migliore, ha vissuto nel XVIII secolo, viene chiamato anche Capitano, è stato l'antagonista principale di Angel nella terza stagione.
Scelse di diventare un cacciatore di vampiri nel 1754, sposò Caroline e da loro matrimonio nacquero due figli, Sarah e Daniel. Holtz diede la caccia a Darla e Angel (che a quel tempo si faceva ancora chiamare Angelus) i due vampiri più pericolosi dell'epoca, colpevoli di avergli ucciso la famiglia a York nel 1764, infatti Angel stuprò Caroline e poi la uccise, e con lei il piccolo Daniel, inoltre trasformò Sarah in un vampiro mettendo Holtz nella posizione di uccidere la figlia. Per nove anni diede la caccia a Angel e Darla riuscendo a uccidere 378 vampiri, provò a catturarli a Marsiglia nel 1767 e a Roma nel 1771, ma anche nel Nord Africa, tuttavia i suoi sforzi non diedero risultati, tra i due era Darla quella che temeva di più perché la reputava più subdola e imprevedibile rispetto a Angel. Darla invece che uccidere Holtz ha preferito tenerlo in vita perché trovava divertente l'idea che lui si rovinasse la vita nel vano tentativo di ucciderli.
Nel 1773, il demone Sahjhan gli offrì la possibilità di viaggiare nel futuro, in modo da poter uccidere Darla e Angel in un'epoca dove Holtz sarebbe stato più avvantaggiato, anche perché il demone gli rivelò che, nella propria epoca, sarebbe morto prima di poter eliminare i due vampiri. Holtz accetta e viene catapultato nel mondo moderno, viaggiando in avanti di 227 anni. Non lo si vede mai combattere seriamente, anche perché preferisce la pianificazione e la strategia, ma si può supporre che Holtz sia un combattente formidabile, sovente si esprime in maniera pacata, è un uomo paziente e carismatico ed è facile per lui guadagnarsi l'ammirazione altrui. È un ottimo leader abile nel studiare i suoi nemici, tra tutti gli avversari di Angel è praticamente l'unico che il vampiro stima seriamente, infatti, pur essendo nemici, Angel lo reputa una persona di animo nobile. Holtz afferma di lavorare seguendo il volere di Dio.
Sahjhan assolda dei demoni Grappler affinché lo aiutino a uccidere Angel; sono ottimi lottatori e, con il loro aiuto, il cacciatore uccide i membri della Wolfram & Hart che volevano rapire Darla. Holtz rimane sorpreso quando scopre che Darla sta per avere un figlio da Angel e che quest'ultimo ora ha un'anima, non essendo più un vampiro malvagio. Darla muore per dare alla luce suo figlio Connor e, a quel punto, Holtz decide di rapire il piccolo per proteggerlo, poiché teme che Angel possa fargli del male. Il cacciatore si rifiuta di credere che Angel possa essere una brava persona. Uccide i Grappler perché accetta solo l'aiuto di persone che come lui possano lottare animate dall'odio verso i vampiri, infatti mette in piedi un suo gruppo, gente che ha perso i propri cari a causa dei vampiri. La prima che recluta è Justine Cooper, che diviene il suo Numero 2, e che poi si innamorerà di lui.
Quando Holtz e Justine rapiscono Connor con l'intenzione di crescerlo nello Utah, emerge la sua natura folle e manipolatrice. Angel, tuttavia, decide di lasciarlo alle sue cure perché il cacciatore minaccia di uccidere Connor qualora il vampiro avesse tentato di inseguirlo. Anche Lilah minaccia di far del male al bambino, e il demone Sahjhan apre un portale per la dimensione demoniaca di Quor'toth, ritenuta da tutti la più pericolosa. Holtz, per proteggere Connor dalla Wolfram & Hart, si lancia nel portale con Connor. 
I due riappaiono dopo qualche giorno da un altro portale. Holtz ha ribattezzato Connor con il nome di Steven, crescendolo e amandolo come un figlio. Quest'ultimo ora è un adolescente, mentre Holtz è decisamente invecchiato, infatti su Quor'toth il tempo scorre più velocemente. Nonostante la rabbia contro Holtz, Angel gli risparmia la vita essendo consapevole che le sue azioni sono in parte giustificabili a causa del male che lui stesso gli ha fatto in passato. Il cacciatore decide di separarsi da Connor per dargli modo di allacciare un rapporto con il padre biologico. In realtà, si tratta di una messa in scena: Justine, su richiesta dello stesso Holtz, lo uccide infliggendogli dei segni sul collo simili al morso di un vampiro, in modo da far credere a Connor che è stato assassinato da Angel. Il ragazzo, accecato dalla rabbia per la sua morte, con l'aiuto di Justine intrappola Angel in una cassa, gettandola poi nelle profondità del mare.
Solo dopo tre mesi Wesley recupera la cassa salvando Angel, grazie anche all'aiuto di Justine che Wesley aveva catturato per obbligarla ad aiutarlo nella ricerca. Angel rivela poi a Connor che Holtz lo aveva solo manipolato e che non era stato lui a ucciderlo. Anche se Holtz ha privato Connor di un'infanzia felice, quest'ultimo lo ricorda comunque come un padre amorevole; a dispetto di tutto, Connor lo ammirava e lo reputava una brava persona.

### Darla
Personaggio di Buffy l'ammazzavampiri e di Angel; è interpretata da Julie Benz.
Si tratta di una vampira di quasi cinquecento anni, nonché la sire di Angel. Il nome Darla fu scelto dal Maestro dopo la sua trasformazione in vampiro; Darla dimenticò il suo vero nome, come pure molti altri dettagli della sua vita da umana.
In vita, Darla era una prostituta che giovanissima si ritrovò a un passo dalla morte dopo aver contratto la sifilide. A salvarla fu un antico vampiro chiamato il Maestro che la vampirizzò facendola diventare una sua seguace. Darla restò al fianco del suo sire fino a quando non conobbe Liam nel 1753. Dopo essere stato vampirizzato da Darla, Liam cambiò il proprio nome in Angelus. Darla portò Angelus dal Maestro, ma i suoi modi irrispettosi indussero il Maestro a scacciarlo. Darla, per amore, decise di restare con lui, abbandonando l'antico vampiro per un intero secolo. In seguito Angelus vampirizzò Drusilla dopo averla, anche con l'aiuto di Darla, condotta alla follia ed ella si unì ai due; a sua volta Drusilla vampirizzò Spike. I quattro divennero inseparabili e per circa vent'anni seminarono terrore e morte ovunque andassero. Il gruppo si dissolse quando Angel divenne di nuovo capace di provare sentimenti umani, a causa di una maledizione degli zingari che gli permetteva di possedere nuovamente l'anima. Darla tornò dunque dal Maestro.
Darla viene introdotta nella prima stagione di Buffy l'ammazzavampiri come braccio destro del Maestro e cerca insieme agli altri seguaci di liberarlo dall'incantesimo che lo imprigiona nella Bocca dell'Inferno. Scopre che Angelus, condizionato dalla propria anima, ha cambiato il suo nome in Angel ed è diventato alleato della Cacciatrice, di cui inoltre è palesemente innamorato. Darla cerca di distruggere la fiducia che si è creata tra i due e indurre Angel a tornare al male. Tuttavia, dopo aver cercato di assassinare Buffy, Darla verrà uccisa da Angel stesso.
Nella prima stagione di Angel, Darla, grazie alla Wolfram & Hart, viene richiamata dalla morte per merito della pergamena di Aberjian sacrificando cinque vampiri. È ora un essere umano e può essere usata per attirare il suo amato Angel in trappola. Durante la seconda stagione, grazie a un'essenza magica Angel sogna Darla tutte le notti. Da questi sogni si risveglia sempre più stanco e inizia a dormire sempre più ore al giorno. In realtà questi non sono solo dei semplici sogni perché Darla è realmente con lui. Il piano funziona, Angel è ossessionato da lei. Darla vuole farlo tornare Angelus perché ancora lo ama, ma il vampiro le rivela che lei non può dargli la felicità vera perché non ha mai potuto amarla davvero senza un'anima. Col passare del tempo inizia, però, a sentirsi male: non solo per i ricordi di tutte le persone che ha ucciso barbaramente, ma anche per via della sifilide, che continua a progredire poiché lei è ora umana. Darla chiede ad Angel di trasformarla in vampiro perché non sopporta più il senso di colpa dovuto all'anima, ma al rifiuto del vampiro se ne va e gli dice di non volerlo più vedere. Lindsey, innamorato di lei, cerca le cure per la sifilide ma ormai è in uno stato talmente avanzato che curarla è impossibile, essendo rimasta nel suo corpo per secoli.
Darla chiede nuovamente aiuto ad Angel, e questi cerca di trovare il modo di dare a Darla una seconda occasione affrontando delle prove che nessuno ha mai superato prima. Nell'ultima Angel deve sacrificare la sua vita e accetta di morire, ma in realtà era un test per verificare la risolutezza del vampiro. Darla, però, è già tornata in vita e quindi non può avere una seconda occasione, perché la sta già vivendo. Angel è furibondo e inizia persino a pensare che, forse, se lui la trasformasse potrebbe rimanerle l'anima visto che lui la possiede, ma Darla, commossa dal sacrificio che avrebbe fatto per lei, accetta il suo destino e non intende più nemmeno trasformarsi in vampira. Angel le promette che le rimarrà accanto il tempo che le rimane fino alla fine, ma Lindsey non ha intenzione di accettarlo. Così rintraccia Drusilla, che morde Darla e la fa tornare vampira. Insieme iniziano a fare stragi, ma a fermare i loro giochi è di nuovo Angel, che dà loro fuoco. Così Darla è di nuovo senza forze e trova riparo da Lindsey. Ripresasi, decide di affrontare Angel, ma invece di un violento scontro, i due fanno l'amore. Darla è consapevole che la maledizione degli zingari può essere spezzata facendo provare a Angel dell'autentica felicità, ma scopre di non essere stata in grado di renderlo felice. Ancora in possesso dell'anima, Angel scaccia Darla, dicendole che la prossima volta la ucciderà.
Darla è sconvolta per il fatto di non aver fatto provare ad Angel la felicità, ma soprattutto dal fatto di essere rimasta incinta, sebbene i vampiri non possano donare la vita. Quando Darla se ne rende conto inizia a vagare per il mondo, alla ricerca di qualcuno che sappia aiutarla, ma nessuno riesce a capire. Durante la terza stagione, dopo circa otto mesi di ricerche, ritorna da Angel e gli svela la verità. Ma a volere quel bambino sono in molti, tutti i demoni mirano ad appropriarsi del figlio di due vampiri, in più c'è Holtz, cacciatore di vampiri che sogna la sua vendetta da secoli: uccidere Darla e Angel. L'anima del bambino viene condivisa da Darla facendole provare amore, istinto materno e paura perché sa che una volta nato questi sentimenti non li proverà mai più. Le contrazioni iniziano con la fuga per evitare Holtz, così Darla e il gruppo si rendono conto che il corpo della vampira non è fatto per un parto e che il bambino morirà senza mai nascere. Allora Darla decide di sacrificare la sua esistenza da vampira per dare la vita a Connor dopo aver fatto giurare a Angel che lo avrebbe sempre protetto e che gli avrebbe detto che la madre gli ha voluto bene. S'impaletta da sola e diventa polvere tra la quale resta Connor.
Darla ricompare, infine, nell'episodio Dentro e fuori, come una sorta di spirito (ha un aspetto normale ma è intangibile) per convincere Connor a non uccidere una ragazza innocente necessaria al parto di Cordelia. Gli spiega che ha dovuto morire per poterlo far nascere e lo supplica di non diventare un assassino. Tuttavia, Cordelia lascia credere a Connor che si tratta in realtà di un incantesimo fatto da Angel e dai suoi per confonderlo. In realtà Darla è stata mandata lì dalle Forze dell'Essere per evitare la nascita di Jasmine. In ogni caso Connor, scosso dalla visione della madre, non compie l'omicidio. ma esso viene comunque portato a termine da Cordelia (sempre sotto l'influenza di Jasmine). Quando Jasmine ottiene un proprio corpo dopo il parto di Cordelia, rivela la verità sulla gravidanza di Darla: quando Angel superò le prove affinché le fosse data un'altra possibilità per vivere, pur non avendo ottenuto la possibilità di guarire Darla dalla sifilide le era stata concessa la possibilità di creare un'altra vita, questa è la ragione per cui Darla era rimasta incinta.

### Dracula
Personaggio di Buffy l'ammazzavampiri; è interpretato da Rudolf Martin. È il vampiro che ha ispirato l'omonimo personaggio, anche per questo Spike (che un tempo fu suo rivale) lo odia dato che Dracula ha reso fin troppo ben noti alla comunità umana i punti deboli dei vampiri. È conosciuto anche come "Vlad l'Impalatore", secondo Spike per un semplice umano sarebbe impensabile batterlo.
Si distingue dagli altri vampiri perché ha sviluppato poteri molto diversi dai suoi simili, ad esempio lui può ipnotizzare le persone e asservirle, secondo Harmony questo è un potere che funziona soltanto con le menti più deboli, inoltre non può essere ucciso colpendolo con un paletto al cuore, anche se il suo corpo si polverizza poi si rigenera autonomamente, quando morde il collo di una persona per nutrirsi il suo volto conserva le fattezze umane, tra l'altro è anche un mutaforma (ha infatti la capacità di trasformarsi in un pipistrello o in un lupo). Differisce dal resto dei suoi simili anche per le abitudini, infatti invece che vivere in fatiscenti rifugi lui ama dimorare nei castelli, inoltre quando decide di trasformare una persona in un vampiro, ama tentare colui che prende di mira in modo tale che sia la persona interessata a desiderarlo.
Anya ha ammesso che in passato lei e Dracula uscivano insieme. Dracula è stato il primo che è riuscito a mettere realmente a nudo la vera natura di Cacciatrice di Buffy, facendo capire a quest'ultima che la forza della Cacciatrice affonda le sue radici da un potere di natura oscura, ritenendo la Cacciatrice non molto diversa da lui, ovvero una creatura che appartiene alle tenebre. Dracula è molto forte, tanto che si è rivelato uno dei pochi vampiri oltre a Spike e Angel capace di sostenere uno scontro con Buffy.
In un'occasione Buffy si è lasciata volutamente mordere da Dracula, in parte perché era attratta dalla sua figura, esperienza che lei aveva chiaramente gradito, ciò è stata una delle cause che ha spinto Riley a volerla lasciare vedendo in ciò l'emblematica prova che Buffy, pur faticando ad ammetterlo, prova attrazione per individui che oltre a essere forti sono pervasi dall'oscurità.

### Drogyn
Personaggio di Angel; è interpretato da Alec Newman. È un guerriero nobile e, in passato, lui e Angel ebbero modo di conoscersi. Drogyn è un membro del consiglio degli Osservatori, soprannominato "Drogyn l'Invittobrando" è da mille anni che è stato benedetto del dono dell'enerna giovinezza. Egli è il custode dell'Immane Abisso che si trova a Cotswolds, a cui si può accedere attraverso un portale che si presenta con l'aspetto di un albero. L'Immane Abisso dove Drogyn è il guardiano da decenni è in realtà un'enorme voragine che attraversa il pianeta da un emisfero all'altro. Vi sono custoditi i sarcofaghi degli spiriti appartenenti ai demoni antichi, su cui Drogyn vigila. 
Odia quando le persone gli rivolgono delle domande perché è costretto a rispondere con assoluta sincerità; secondo Angel, è persino pronto a uccidere se qualcuno lo importunasse. Drogyn può rintracciare chiunque abbia visitato almeno una volta l'Immane Abisso, indipendentemente da dove si nasconda. È un esperto di torture, si fa vanto di saper estorcere la verità a chiunque riesca a torturare, Drogyn è considerato un grande sterminatore di demoni. Lui e Hamilton si conoscono da molto tempo. 
Purtroppo, il sarcofago contenente lo spirito di Illyria sfugge alla sua supervisione e viene recapitato a Los Angeles. Quando Illyria risorge, possiede il corpo di Fred. Angel e Spike si recano nell'Immane Abisso da Drogyn per chiedergli aiuto ed egli è disposto a usare un incantesimo per liberare Fred dal controllo di Illyria, attirando lo spirito del demone di nuovo nell'Immane Abisso, ma Spike e Angel devono rifiutare loro malgrado poiché l'incantesimo richiede il sacrificio di molti innocenti.
Qualche tempo dopo, Drogyn si reca a Los Angeles e Hamilton ne approfitta per rapirlo, nonostante Illyria tenti di proteggere il guerriero. Viene portato dai membri del Circolo della Spina Nera, che lo picchiano con brutalità e poi lasciano a Angel il compito di ucciderlo. Il vampiro lo morde e gli spezza l'osso del collo, poiché ucciderlo è il rito di iniziazione per entrare a far parte del Circolo della Spina Nera. Malgrado Angel non sia contento di ciò che ha fatto, sacrificare Drogyn è l'unico modo per entrare a far parte della setta e individuarne tutti i membri. Difatti, nell'ultimo episodio della serie, Angel e i suoi amici eliminano tutti coloro che vi appartengono.

### Drusilla
Personaggio di Buffy l'ammazzavampiri e di Angel; è interpretata da Juliet Landau. È una vampira e la sire di Spike.
Da umana, Drusilla era una ragazza timida e molto religiosa, che viveva a Londra nel diciannovesimo secolo. Aveva due sorelle, erano tutte vergini, ma Drusilla era diversa, aveva la capacità di vedere il futuro e venne presto convinta dalla madre di essere una creatura del diavolo, cosa che la riempì di vergogna e sensi di colpa. Nel 1860 venne presa di mira dai vampiri Angelus e Darla. Angelus, per conoscere Drusilla, si sostituì al parroco della chiesa dove la ragazza si recava abitualmente e ascoltò la sua confessione. Drusilla espresse tutti i suoi timori circa la sua capacità di preveggenza e Angelus colse l'occasione per iniziare a tormentarla, confermandole che lei era una creatura di Satana. In seguito, Angelus e Darla portarono la ragazza alla pazzia, uccidendo tutta la sua famiglia per poi fare sesso davanti a lei. Drusilla provò a rifugiarsi in un convento e, proprio il giorno in cui avrebbe dovuto farsi suora, Angelus decise di vampirizzarla, ritenendo un "capolavoro" generare una creatura destinata a essere tormentata in eterno dalla follia.
Drusilla divenne una vampira estremamente malvagia e pericolosa, sia per la sua follia che per le sue capacità divinatorie, rimaste intatte dopo la trasformazione. Si unì a Angelus e Darla, ai quali si affezionò rapidamente chiamandoli rispettivamente "papà" e "nonna"; divenne inoltre amante di Angelus, che divise con Darla. Iniziò tuttavia a desiderare un compagno che fosse tutto suo, e dopo circa vent'anni dalla sua trasformazione, si imbatté nel poeta fallito William Pratt, che ella vampirizzò e integrò nel gruppo. Divenuto vampiro, William cambiò il suo nome in Spike e si innamorò in fretta di Drusilla, il fatto che Angelus costrinse Spike a dividere con lui le attenzioni di Drusilla e il suo amore carnale fu uno dei fattori scatenanti che portò alla loro rivalità. Per diversi anni Drusilla, Darla, Spike e Angelus seminarono insieme morte e distruzione per il mondo, fino a quando Angelus fu maledetto con la restituzione dell'anima, cosa che portò il gruppo a dissolversi. Drusilla e Spike girarono per il mondo in coppia finché, a Praga, Drusilla fu rapita e torturata da un inquisitore umano, cosa che la rese estremamente debole.
Drusilla viene introdotta nella seconda stagione di Buffy l'ammazzavampiri, quando, allo scopo di trovarle una cura, Spike la porta a Sunnydale, sede della Bocca dell'Inferno abitata sia dalla Cacciatrice Buffy che da Angel, ciò che rimane di Angelus dopo la restituzione dell'anima. Per restituire le forze a Drusilla, Spike cattura Angel, in quanto sire di Drusilla, e compie un rituale che prevede il dissanguamento del vampiro con l'anima. Buffy, aiutata dalla seconda Cacciatrice Kendra, salva Angel, ma il rituale dura abbastanza da far guarire Drusilla, mentre Spike rimane ferito nello scontro e costretto sulla sedia a rotelle. In seguito, Angel perde l'anima tornando a essere Angelus e si riunisce a Drusilla e Spike. Angelus circuisce Drusilla, amoreggiando con lei davanti a Spike, tanto che questi, pur di riavere indietro Drusilla, si allea con Buffy, ormai intenzionata a uccidere Angelus. Drusilla uccide Kendra, tagliandole la gola con le sue unghie affilate, e usa i suoi poteri ipnotici su Giles, convincendolo di essere la sua fidanzata uccisa da Angelus, Jenny Calendar, e costringerlo a rivelare il segreto per riportare in vita il demone Acathla e distruggere il mondo. Drusilla, durante la battaglia finale fra Buffy e Angelus, cerca di difendere il vampiro, ma viene tramortita da Spike e portata via da Sunnydale.
Nella terza stagione, Spike torna brevemente a Sunnydale da solo, asserendo che Drusilla lo ha tradito con un demone del caos. Il loro rapporto si è infatti deteriorato in quanto Drusilla, grazie ai suoi poteri psichici, ha intuito l'ossessione di Spike per Buffy.
Drusilla ricompare nella seconda stagione di Angel e nella quinta di Buffy l'ammazzavampiri. La vampira viene invitata a Los Angeles dallo studio legale Wolfram & Hart, gruppo di avvocati alleati con le forze del male e nemici di Angel, nel frattempo tornato in possesso dell'anima. Drusilla riceve la richiesta di vampirizzare Darla, riportata in vita in forma umana, ma mortalmente malata di sifilide. Drusilla e Darla compiono diversi massacri, finché Angel non prova a bruciarle vive. Ristabilita, Drusilla raggiunge Spike a Sunnydale per convincerlo a unirsi a lei e Darla e far tornare Angel malvagio. Spike, tuttavia, è ormai follemente innamorato di Buffy e rapisce entrambe le donne. Il vampiro rivela di voler uccidere Drusilla davanti a Buffy, per dimostrare il suo amore alla Cacciatrice. Buffy rimane disgustata dall'amore malato di Spike, mentre Drusilla, riuscita a liberarsi, abbandona Sunnydale col cuore spezzato.

### Ethan Rayne
Personaggio di Buffy l'ammazzavampiri, interpretato da Robin Sachs. Ethan è un ex-amico di Giles e un uomo dedito al "culto del caos", che ama maledire chi gli sta attorno per puro divertimento.
Ethan viene dapprima introdotto nella seconda stagione, nell'episodio Halloween, come proprietario, apparentemente per bene, di un negozio di costumi. Ethan getta una maledizione sui suoi costumi in nome del dio romano Giano, di modo che chi li indossa si trasformi in ciò in cui è vestito: Xander Harris diviene un soldato, Buffy una svampita dama del diciottesimo secolo e Willow un fantasma. Scoperto che Ethan è il responsabile, Giles picchia duramente l'ex-amico finché questi non annulla la magia.
Nell'episodio della terza stagione I dolci della banda, il vampiro Mr. Trick, agli ordini del sindaco Richard Wilkins, si avvale dei servigi di Ethan quando ha bisogno di distrarre la popolazione adulta di Sunnydale, durante la cerimonia di tributo per il demone Lurconis. Ethan mette in circolazione barrette di cioccolato stregate, distribuite agli adulti attraverso gli allievi della Sunnydale High School. Tali barrette fanno in modo che gli adulti che le mangiano si comportino come adolescenti, lasciando molte zone della città nell'anarchia, compreso l'ospedale dove si trovano i neonati da offrire in sacrificio. La Scooby Gang scopre ogni cosa e blocca Mr. Trick ed Ethan, il quale sostiene di non conoscere la vera natura del tributo, ma entrambi riescono a fuggire.
Nella quarta stagione, Ethan ritorna a Sunnydale nell'episodio Un uomo nuovo: incontratosi con Giles, vanno assieme a bere qualcosa come ai vecchi tempi. Ethan lo avverte che l'Organizzazione sta alterando l'equilibrio dei mondi, portando ogni cosa "in un inferno di lotta." Giles non prende seriamente l'avvertimento, dal momento che grazie a Buffy è convinto di conoscere ogni mossa dell'Organizzazione. La mattina dopo, Giles si sveglia sotto forma di un demone Fyarl. Dopo la rottura dell'incantesimo alla fine dell'episodio, Ethan è arrestato dall'Organizzazione stessa che, apparentemente, lo pone sotto custodia militare nell'attesa di chiarire la sua posizione, prima di mandarlo a riabilitarsi in Nevada.
Riappare nell'ottava stagione a fumetti, nell'arco narrativo The Long Way Home. Nell'episodio The Long Way Home, Part Three, Ethan riappare per la prima volta dopo parecchi anni come guida di Buffy nel mondo onirico in cui si trova; le offre criptici messaggi e la aiuta a trovare un frammento del mondo onirico di Amy, per trovare una memoria da usare contro di lei. Nell'episodio The Long Way Home, Part Four, Buffy, intrufolatasi in un'installazione militare a due miglia a sud di Sunnydale, cerca di far evadere Ethan, ma lo trova cadavere perché qualcuno gli ha sparato, probabilmente il Generale Voll.

### Eve
Personaggio di Angel; è interpretata da Sarah Thompson. Lavora per la Wolfram & Hart. Quando i Soci Anziani danno a Angel e ai suoi amici la titolarità sulla filiale di Los Angeles, Eve viene incaricata di fare da tramite tra Angel e i Soci Anziani.
Eve è un essere umano creato dai tre Soci Anziani, proprio come Hamilton del quale lei è terrorizzata. Ha le sembianze di una giovane donna, ma probabilmente ha più anni di quanti ne mostri, e dice di aver frequentato l'Università di Santa Cruz. È una donna decisamente sfacciata e provocatrice, Angel a stento la sopporta, anche perché si dimostra ambigua e bugiarda. Benché sia stata creata dai Soci Anziani, ammette che sa poco di loro. È l'amante segreta di Lindsey di cui è innamorata; si può presumere che la loro relazione sia iniziata dopo che Lindsey ha lasciato Los Angeles nella seconda stagione. La donna mira ad aiutare il suo amato Lindsey a conquistare un posto di rilievo tra i fedeli dei Soci Anziani, i quali sono all'oscuro delle sue vere intenzioni.
In un'occasione, durante una festa aziendale, lei e Angel fanno sesso, ma poi si scopre che è stata opera di Lorne che, involontariamente, ha usato su di loro il potere della persuasione. Angel prova imbarazzo, ma Eve con malizia si limita a dirgli: «non è certo la priva volta che faccio sesso sotto l'effetto di un incantesimo».
Angel inizia a sospettare sempre di più che Eve stia agendo contro il volere dei Soci Anziani. Ne ha conferma quando Lindsey affronta il vampiro apertamente, tentando di attivare un congegno che i Soci Anziani volevano usare contro Angel in caso di emergenza, congegno posto nella sede dello studio legale. Angel sconfigge Lindsey, che viene bandito in un'altra dimensione dai Soci Anziani, mentre Eve viene allontanata dalla Wolfram & Hart. A quel punto, Hamilton la sostituisce come nuovo tramite tra Angel e i Soci Anziani.
Quando Fred muore a causa della resurrezione di Illyria che ha preso possesso del suo corpo, Eve tenta vanamente di aiutare Angel a salvarla. Nonostante Angel sia suo nemico, non prova nessun risentimento verso i suoi amici. Angel decide di proteggere Eve dai Soci Anziani, appellandosi a una clausola del suo contratto di direttore della filiale che gli dà il potere di metterla sotto la propria protezione, offrendole l'immunità. Nonostante tutto, Hamilton costringe Eve a firmare un contratto che annulla la sua immortalità. Sarà costretta a invecchiare e morire come una normale umana. Eve si ricongiunge a Lindsey, quando Angel e Spike lo liberano dalla dimensione dove i Soci Anziani lo tenevano prigioniero.
Angel convince Lindsey a schierarsi dalla sua parte nel piano che implica l'eliminazione dei membri del Circolo della Spina Nera, ma Eve non si fida. Teme che Angel tradisca Lindsey e le sue preoccupazioni di rivelano fondate, poiché Lorne, su ordine di Angel, uccide Lindsey nell'ultimo episodio. Eve perde così l'uomo che ama.

### Faith Lehane
Personaggio di Buffy l'ammazzavampiri e di Angel. È interpretata da Eliza Dushku.
Nella terza stagione di Buffy l'ammazzavampiri, Faith giunge a Sunnydale, dopo essere stata attivata come Cacciatrice dalla morte di Kendra Young (la quale era stata attivata a sua volta in seguito alla morte temporanea di Buffy nella prima stagione). Proveniente da un contesto di traumi e abusi, Faith cerca senza successo di integrarsi nella Scooby Gang di Buffy, diventando sempre più isolata e amareggiata. A metà stagione, mentre cerca di mostrare a Buffy il lato divertente dell'essere una Cacciatrice, Faith uccide accidentalmente il vicesindaco Allan Finch, un essere umano che lei scambia per un vampiro. Nella crisi che ne segue, tradisce la Scooby Gang e si allea con il malvagio sindaco di Sunnydale, Richard Wilkins, con cui instaura una sorta di rapporto padre-figlia. Su ordine del sindaco, Faith cerca di uccidere Angel, l'amante vampiro di Buffy, provocando un duello tra Cacciatrici in cui Faith viene sconfitta, andando in coma.
Durante la quarta stagione, Faith si risveglia dal coma e decide di vendicarsi di Buffy. Tramite un dispositivo mistico lasciatole in eredità dal sindaco ormai defunto, Faith scambia il suo corpo con Buffy, in modo da appropriarsi della sua vita. Mentre Buffy viene presa in custodia dal Consiglio degli Osservatori per crimini che non ha commesso, Faith scopre per la prima volta cosa significa essere circondata da amici e familiari affettuosi. Il senso del dovere si risveglia nuovamente in lei e la Cacciatrice salva numerose persone prese in ostaggio da un gruppo di vampiri. Faith viene poi trovata e attaccata da Buffy: durante lo scontro, esprime tutta la rabbia e il disgusto che sente verso se stessa, aggredendo l'avversaria che ancora conserva le sue fattezze. Costretta da Buffy a tornare nel proprio corpo, Faith fugge da Sunnydale. 
La sua storia continua nella prima stagione di Angel, quando Faith giunge a Los Angeles e viene assunta dalla Wolfram & Hart per assassinare Angel. Faith, invece, organizza un piano intricato per far sì che Angel la uccida. Il vampiro, che vede molto di se stesso in lei, la convince invece ad affrontare le conseguenze delle sue azioni, e le offre supporto e amicizia nel suo percorso di redenzione. Faith si consegna alla polizia e viene incarcerata, ricevendo comunque visite da Angel. Nella quarta stagione di Angel, il vampiro perde l'anima e riacquista la sua malvagia identità originaria di Angelus. Faith viene contattata dal suo ex Osservatore, Wesley, che la informa della presenza di Angelus, spingendola a evadere dalla prigione e ad aiutarli. Desiderosa di aiutare Angel come lui ha aiutato lei, Faith si inietta una droga mistica e si introduce nella mente di Angelus per interagire con il suo subconscio.
Nella settima stagione di Buffy l'ammazzavampiri, Faith fa ritorno a Sunnydale per unirsi a Buffy nella lotta contro il Primo. In questi episodi cerca di riconciliarsi con Buffy. Il loro rapporto viene subito messo alla prova quando, in seguito a una missione dall'esito disastroso, le Potenziali Cacciatrici guidate da Buffy ripudiano quest'ultima e scelgono Faith come loro capo. Anche sotto la guida di Faith, tuttavia, il gruppo finisce in trappola e viene salvato da Buffy. Le due Cacciatrici finalmente si riappacificano. Dopo un'avventura di una notte con il preside del liceo di Sunnydale, Robin Wood, i due iniziano una relazione romantica ed entrambi sopravvivono alla battaglia nel finale della serie.
Faith è presente nel fumetto Buffy l'ammazzavampiri - Ottava stagione, che funge da continuazione canonica della serie televisiva. Faith va in missione sotto copertura per conto di Giles, per assassinare la Cacciatrice disonesta Genevieve "Gigi" Savidge, che intende usurpare la posizione di Buffy come leader delle Cacciatrici. Invece, Faith stringe un legame inaspettato con Gigi e si ritrova divisa tra la sua nuova amica e la sua vecchia nemica. Quando Gigi scopre la sua vera identità, Faith la uccide involontariamente in battaglia e l'arco narrativo si conclude con Faith che trova un nuovo scopo al fianco di Giles, aiutando le Cacciatrici affinché non seguano la strada che lei e Gigi hanno percorso. Faith si unisce nuovamente a Buffy per affrontare Twiligh. In seguito Angel, posseduto da Twilight, uccide Giles, spezzandogli il collo. Dopo la sconfitta di Twilight, Faith riceve in eredità quasi tutti i beni terreni di Giles. Faith si prende inoltre cura di Angel, sconvolto dall'esperienza appena vissuta.
Dopo l'ottava stagione, Faith riceve un ruolo di coprotagonista nel fumetto Angel & Faith. Residenti nella casa londinese di Giles, Angel e Faith si occupano dei suoi affari in sospeso e combattono le forze del male a Londra, mentre Angel persegue segretamente un piano per resuscitare Giles. Faith assume il ruolo di mentore di un gruppo di Cacciatrici, ma il rapporto con loro è sono messo a dura prova dalla sua amicizia con Angel. Alla fine, il gruppo riesce a resuscitare Giles in forma di ragazzo e a scongiurare un'imminente apocalisse. La storia si conclude con la decisione di Faith di prendersi un po' di tempo da sola per ritrovare se stessa. Nella decima stagione a fumetti di Buffy l'ammazzavampiri, Giles si ricongiunge con Buffy e ferisce Faith, dicendole freddamente che la sua priorità è Buffy. Nel secondo volume di Angel & Faith, Faith si unisce alla società di sicurezza privata della Cacciatrice Kennedy e, mentre lavora con loro, è turbata dalla sua missione di salvare Riley Finn, con cui è andata a letto mentre si fingeva Buffy alcuni anni prima. Torna infine a Londra per combattere al fianco di Angel contro l'antico demone Archaeus, che sta terrorizzando la città.

### Forrest Gates
Personaggio di Buffy l'ammazzavampiri; è interpretato da Leonard Roberts. Amico di Riley, proprio come lui appare come un normale studente all'Università di Sunnydale, ma entrambi sono anche soldati dell'Organizzazione, un commando militare che cattura i demoni con lo scopo di studiarli. Forrest, inizialmente un bravo soldato, diventa poi uno degli antagonisti nel finale della quarta stagione, quando Adam lo trasforma in un demonoide.
Forrest e Riley sono tra i migliori soldati dell'Organizzazione, tuttavia Forrest è all'oscuro del vero scopo del gruppo governativo per cui lavorano, ovvero usare i demoni per scopi militari. Forrest è stato il primo a capire che Riley è innamorato di Buffy, quando poi i due diventano una coppia e la Cacciatrice si unisce al gruppo. Forrest tradisce più volte una certa ostilità nei confronti di Buffy, secondo Riley è principalmente invidioso perché quest'ultima è una combattente migliore di lui. Anche quando Forrest scopre dell'esistenza di Adam il demonoide, creato dall'Organizzazione assemblando parti robotiche e demoniache e che si rivela un assassino, contrariamente a Riley che abbandona l'Organizzazione, continua a essere devoto alla loro causa. Uno dei motivi per cui Forrest prova antipatia per Buffy è che ha allontanato Riley dall'Organizzazione, mettendolo nella posizione di rivalutare le convinzioni che in principio condivideva con lui.
Forrest dà la caccia ad Adam, ma, non potendo nulla contro la sua forza, viene ucciso dal demonoide che poi lo riporta in vita, facendo di Forrest un demonoide a sua volta. Diviene un ibrido demone-robot simile ad Adam, acquisendo una grande forza comunque inferiore a quella di Adam. La sua mente viene forviata e afferma di adorare questa sua nuova evoluzione; secondo il piando di Adam, Forrest dovrebbe essere soltanto il primo di una serie di demonoidi che conquisteranno il mondo. Ciò a cui aspirano è che Riley si unisca a loro.
Dopo aver liberato i demoni catturati dall'Organizzazione, questi affrontano i soldati. La coppia di demonoidi vuole che si annientino tra di loro, per poi riconvertirli anch'essi in demonoidi. Buffy affronta Forrest, ma lui riesce a sopraffarla; in aiuto della Cacciatrice interviene Riley, il quale la salva e combatte contro il suo ex amico, che muore nello scontro.

### Gavin Park
Personaggio di Angel; è interpretato da Daniel Dae Kim. Avvocato della Wolfram & Hart. Quando Lindsey lascia lo studio legale, Gavin diventa il diretto rivale di Lilah nella scalata al potere aziendale. Tra i due c'è una forte antipatia reciproca.
Al contrario di Lilah, che preferisce usare metodi più estremi per ottenere dei risultati, Gavin ammette di sentirsi più a suo agio traendo beneficio dal potere della burocrazia. Se Lilah rispettava Lindsey come rivale, al contrario non nutre la minima ammirazione per Gavin, da lei reputato solo un individuo debole e insignificante. Con Linwood che diventa il nuovo direttore della filiale di Los Angeles della Wolfram & Hart, Gavin diventa il suo braccio destro. Tentano assieme di allontanare Lilah dallo studio, con l'intenzione di affidarle una posizione di poco rilievo nell'organico aziendale, ma le cose non vanno secondo i loro piani: Lilah, con l'approvazione dei Soci Anziani, uccide Lindwood prendendo il suo posto.
Adesso che è Lilah a comandare, Gavin diventa più servile e disponibile nei suoi confronti. Quando la Bestia semina terrore a Los Angeles, la Wolfram & Hart cerca un accordo con il demone, ma Gavin da subito si rivela contrario all'idea intuendo che la Bestia non sia interessata a un'alleanza con la Wolfram & Hart. Infatti, le sue preoccupazioni si rivelano fondate quando la Bestia fa irruzione nello studio uccidendo tutti coloro che si trovano all'interno, compreso Gavin che stava tentando di fuggire dall'uscita di emergenza. Solo Lilah riesce a mettersi in salvo.

### Glory
Glorificus, o più semplicemente Glory, conosciuta anche come la Bestia, l'Abominio e "Ciò Che Non Può Essere Nominato", è un personaggio di Buffy l'ammazzavampiri, interpretato da Clare Kramer. Appare nella quinta stagione, nel ruolo dell'antagonista principale.
Glory è una dea infernale che si dedicava a portare morte, terrore e distruzione; alleatasi con altre due divinità, delle quali era più forte, aveva formato un triumvirato di dolore e sofferenza, governavano una delle dimensioni demoniache più pericolose. In seguito, temendo che la dea avrebbe cercato di prendere per sé tutto il potere, le altre due divinità ingaggiarono battaglia contro di lei. Sconfitta, ma comunque impossibile da uccidere, fu esiliata sulla Terra in un corpo umano e mortale, Ben, creato appositamente per contenerla e farla morire come una comune mortale.
Ma in breve tempo ella riuscì a prendere il sopravvento e controllare il corpo mortale di Ben, prendendo l'aspetto per brevi periodi di una giovane e splendida donna, immortale e incredibilmente forte, veloce e potente. Un incantesimo impediva ad eventuali umani testimoni delle trasformazioni di conservarne il ricordo.
Glory giunge a Sunnydale per cercare la "Chiave", una fonte di energia mistica abilmente nascosta da dei monaci col potere di distruggere le mura tra le dimensioni, in modo da poter tornare (e regnare) nella propria; l'uso della Chiave però causerebbe anche il crollo di tutte le altre dimensioni, compresa quella umana. La dea ignora che forma essa abbia assunto: seppur sprovvista di dettagli più precisi, sa solo che si trova in California e, nell'attesa di un indizio su dove e come cercarla, vive in un lussuoso appartamento circondata da una schiera di leali servitori adoranti.
Per mantenere la propria forza, Glory assorbe l'energia cerebrale di vittime umane, infilando le dita nei loro crani. Ciò porta i malcapitati a divenire mentalmente menomati, deliranti, non più in grado di fare discorsi coerenti, tant'è che l'arrivo di Glory segna per Sunnydale un inspiegabile aumento dei ricoveri nel reparto ospedaliero locale per malattie mentali. Questo vero e proprio esercito sempre crescente di quasi zombie, che parlano a vuoto e vagano per la città in stato confusionale, ha la capacità di riuscire a riconoscere la Chiave, a differenza di ogni altro essere vivente, umano o demoniaco.
Per un errore di Ben, che si era lasciato sfuggire con uno dei servi di Glory una frase troppo esplicativa, la dea viene a conoscenza del fatto che la chiave ha assunto la forma di un essere umano, ma solo dopo aver succhiato l'energia mentale a Tara scopre che il punto d'arrivo delle sue ricerche non è altro che Dawn, la sorella minore della Cacciatrice.
Glory rapisce quindi Dawn, poiché non ha più molto tempo a disposizione: infatti la Chiave può essere usata solo in un dato momento, e più questo momento si avvicina più la coabitazione tra Ben e Glory diviene instabile. L'incantesimo che li teneva separati inizia a dare segni di cedimento: i pensieri, i ricordi e persino i sentimenti si confondono, e le due personalità iniziano a lottare senza sosta per controllare quel corpo. Allo stesso tempo, anche l'incantesimo che impediva agli umani di ricordare che i due sono la stessa persona smette di funzionare.
Ben accarezza l'idea di uccidere Dawn pur di mandare a monte il rito ed evitare la fine del mondo, ma alla fine, distrutto psicologicamente e disperato, si arrende alla volontà di Glory.
Buffy attacca Glory con il martello del Dio dei Troll che infatti la indebolisce abbastanza da tramortirla e sconfiggerla, perde l'occasione di tornare nella sua dimensione, e si tramuta di nuovo in Ben, sapendo che così Buffy non avrà il coraggio di infierire ulteriormente. Tuttavia, Giles soffoca a morte Ben, assicurandosi che Glory non possa mai più tornare.

### Graham Miller
Personaggio di Buffy l'ammazzavampiri; è interpretato da Bailey Chase. Studente dell'Università di Sunnydale, amico di Riley e Forrest, in realtà tutti e tre sono dei soldati sotto copertura che lavorano per l'Organizzazione, il cui fine è quello di catturare i demoni.
Graham ha un buon rapporto di amicizia con Riley, tiene e lui e lo rispetta molto, paragonato a Forrest che è più orgoglioso e intemperante, Graham al contrario ha un carattere meno aggressivo. Graham, così come tutti gli altri soldati dell'Organizzazione, scopre che l'impresa militare a loro insaputa catturava i demoni al solo scopo di studiarli e trasformarli potenzialmente in armi a scopo bellico, ciò viene rivelato quando il demonoide Adam (creato dalla stessa Organizzazione) si ribella. Diversamente da Riley, che davanti alla verità abbandona l'Organizzazione, Graham e Forrest continuano a servire il commando militare.
Egli prende parte alla battaglia tra i soldati dell'Organizzazione e i demoni che avevano catturato, che Adam ha fatto liberare, tuttavia Riley e Buffy, aiutati dai loro amici, mettono in salvo i soldati, compreso Graham. Dopo il fallimento Graham lascia la città dato che la base operativa di Sunnydale viene chiusa. Torna brevemente per aiutare Riley, infatti quando quest'ultimo necessita di un'operazione al cuore per colpa dei farmaci che l'Organizzazione gli faceva assumere e che hanno aggravato le sue condizioni di salute, Graham mette a disposizione di Riley un cardiochirurgo che riesce a salvarlo.
In più occasioni Graham cerca di convincere Riley a porre fine alla sua storia d'amore con Buffy, ritenendo che il suo amico deve tornare a lavorare all'Organizzazione. Graham infatti comprende che Riley sta inconsciamente sprecando le sue potenzialità continuando ad amare Buffy, la quale forte del suo potere di Cacciatrice metterà sempre Riley nella posizione di non potersi confrontare alla pari con lei. Quando Riley lascia Buffy, comprendendo che per rimettere ordine nella propria vita deve dedicarsi nuovamente a uno scopo, accetta l'offerta di Graham e torna a lavorare con lui all'Organizzazione.

### Groosalugg
Personaggio di Angel; è interpretato da Mark Lutz. È il guerriero più forte della dimensione demoniaca di Pylea, rivale in amore di Angel dal momento che entrambi amano Cordelia, ma è un combattente forte e con animo nobile. Gli amici lo chiamano amichevolmente "Groo".
Egli è per metà demone e per metà umano, tuttavia crescendo è solo la sua parte umana a emergere, infatti il suo corpo non mostra tratti demoniaci. È dotato di una forza sovrumana, inoltre ha la capacità di percepire l'energia di un demone. Lui e Cordelia si innamorano subito l'uno dell'altra. Angel è invidioso di lui, non solo per l'amore che unisce Groosalugg a Cordelia, ma anche perché è più forte di lui. Nonostante tutto, Angel arriva a stimarlo. Quando Cordelia e i suoi amici liberano Pylea dalla tirannia del Consiglio di Trombli, vestono Groosalugg del titolo di sovrano.
Diverso tempo dopo, Groosalugg appare a Los Angeles poiché a Pylea è stata istituita una repubblica e non è più necessario che lui la governasse. Ciò lo rende felice perché essere un monarca non gli piaceva. Adesso, quel che vuole è stare con Cordelia, che però ha paura del com-shuck: se lei e Groosalugg avessero un rapporto sessuale, lui finirebbe inevitabilmente per privarla del potere delle visioni, assorbendole lui stesso. Cordelia riesce a ovviare al problema assumendo una pozione magica che le permette di conservare il potere delle visioni, anche concedendosi a Groosalugg.
Ormai senza più ostacoli, Groosalugg e Cordelia diventano amanti, inoltre in varie occasioni aiuta Angel nella lotta ai demoni. Tuttavia, a Groosalugg appare sempre più evidente che Cordelia è innamorata di Angel, decide quindi di lasciarla e i due si separano da buoni amici.

### Gwen Raiden
Personaggio di Angel; è interpretata da Alexa Davalos. È una giovane ladra con il potere dell'elettrocinesi, anche se i suoi genitori sono persone benestanti. Non appena tocca una persona, finisce col fulminarla viva, infatti fin da bambina le è stato vietato il contatto fisico con chiunque.
Gwen può proiettare elettricità dal proprio corpo; il suo è un potere molto versatile, tanto che può deviare i raggi infrarossi stimolando le particelle subatomiche e annullandole prima che raggiungano lo stato fondamentale, ma purtroppo attira a sé i fulmini che, tuttavia, non hanno su di lei effetti letali. È anche un'eccezionale combattente, al punto che è capace di mettere in difficoltà un vampiro forte come Angel. È una ladra estremamente competente che, con un ottimo senso della pianificazione, lavora su commissione su incarichi particolarmente delicati. Lei stessa, per via dei propri poteri, si autodefinisce un mostro. Ha scelto di fare la ladra perché, data la sua impossibilità ad avere un contatto fisico con le persone e vivendo da emarginata, lo ritiene uno stile di vita divertente in cui riesce a districarsi.
Prova una certa attrazione per Angel, in parte ricambiata. Veste sempre in maniera provocante ma in contrasto con la sua natura arrogante e sfacciata Gwen è vergine, non potendo stabilire contatto fisico con nessuno. È di conseguenza una ragazza solitaria, ma ama vivere nel lusso tanto che ha pure la servitù. Quando lei e Gunn si sono incontrati la prima volta, lo affrontò fermando il suo cuore con l'elettricità e uccidendolo, ma poco dopo lo rianimò allo stesso modo, dimostrando che, a dispetto della sua tempra spregiudicata, Gwen ha un buon cuore.
Chiede a Gunn di aiutarla a recuperare L.I.S.A., un dispositivo elettronico, dalla villa del miliardario giapponese Takeshi Morimoto. Gunn porge il suo aiuto nell'impresa, capendo che il furto del dispositivo è a beneficio personale della ladra: Gwen infatti vuole L.I.S.A. solo per sé, poiché può unirsi alla sua pelle permettendole di controllare pienamente i propri poteri. In questo modo, non c'è più rischio che toccando una persona possa fulminarla. Sarà così che Gwen perderà la verginità, facendo l'amore con Gunn.
In Dopo la caduta, i Soci Anziani fanno sprofondare Los Angeles in una dimensione infernale proprio quando Gwen è insieme a Nate, un ragazzo che aveva iniziato a frequentare, uccidendolo accidentalmente con i propri poteri. Ciò accade perché l'alterazione dimensionale disattiva temporaneamente L.I.S.A.. La donna intraprende in seguito una relazione con Connor, morendo per proteggerlo da alcuni draghi, ma tornando in vita quando i Soci Anziani riavvolgono il tempo, prima che Los Angeles venisse ingoiata nella dimensione demoniaca.

### Halfrek
Halfrek, detta Hallie; è un personaggio di Buffy l'ammazzavampiri, interpretato dall'attrice Kali Rocha.
Halfrek compare per la prima volta in un flashback della quinta stagione, nella sua originaria identità umana di Cecily. Nel diciannovesimo secolo, Cecily era corteggiata dal poeta fallito William Pratt (che successivamente sarebbe diventato il vampiro Spike), ma lei lo rifiutò sdegnosamente. In circostanze ignote, Cecily divenne in seguito il demone della vendetta Halfrek, specializzata nel vendicare i figli di cattivi genitori. Divenne inoltre amica della collega Anyanka, la vendicatrice delle donne tradite.
Durante la sesta stagione, Halfrek giunge a Sunnydale dopo essere stata invitata da Anyanka, diventata l'umana Anya Jenkins e in procinto di sposarsi. Halfrek è ben poco fiduciosa sulla futura felicità di Anya, ma accetta comunque l'invito. In seguito, Halfrek, fingendosi un'assistente sociale, riesce a far esprimere un desiderio a Dawn: pensando che nessuno voglia passare del tempo con lei, Dawn desidera che la gente non la lasci e Halfrek così lancia un incantesimo che impedisce a chiunque di andarsene dalla casa di Buffy. La crisi si risolve quando Anya, bloccata in casa di Buffy, evoca l'amica, che rimane a sua volta intrappolata nella casa, vedendosi costretta a rompere l'incantesimo. Halfrek assiste poi all'abbandono di Anya all'altare.
Nella settima stagione, Halfrek continua ad essere amica di Anya, ormai tornata un demone della vendetta, e la rimprovera per la poca crudeltà che dimostra nel punire gli uomini. In seguito, nell'esaudire un desiderio di vendetta, Anya trucida numerosi giovani e, in preda ai sensi di colpa, chiede a D'Hoffryn (il capo dei demoni della vendetta) di sacrificarla alle potenze infernali, in cambio della resurrezione dei ragazzi uccisi. D'Hoffryn riporta in vita i giovani, ma per punire Anya, anziché ucciderla la ritrasforma in un'umana e uccide invece Halfrek davanti ai suoi occhi.

### Hank Summers
Henry "Hank" Summers è un personaggio di Buffy l'ammazzavampiri; è interpretato da Dean Butler. Hank è l'ex marito di Joyce ed il padre di Buffy. È dipinto come un uomo che fa molte promesse, ma sostanzialmente incapace di mantenerle e non sembra particolarmente legato alla famiglia. 
Hank è chiaramente la fonte delle insicurezze di Buffy nel suo modo di relazionarsi con gli uomini. Costretta a rassegnarsi al fatto che suo padre non sia un uomo su cui fare affidamento, è diventata indipendente troppo presto e una parte di lei tende a sabotare le sue relazioni per una mancanza di fiducia nella figura maschile. Hank è anche il motivo per cui Buffy tiene tanto a Giles: quest'ultimo è una figura paterna responsabile e premurosa, cioè quel che Hank per lei non è mai stato. 
Come viene rivelato in seguito, il motivo principale del divorzio tra Joyce e Hank era l'eccessiva infedeltà di quest'ultimo. All'inizio della serie, egli tenta di mantenere un buon rapporto con la figlia promettendole di passare insieme almeno un week end al mese, tuttavia, con un qualsiasi pretesto il proposito finisce con l'andare sempre a monte. Quando, nella quinta stagione, la realtà viene alterata dalla creazione di Dawn, Hank diviene naturalmente anche suo padre; non ha con la figlia minore un rapporto diverso da quello avuto con Buffy. Ad un certo punto della storia, Buffy, Dawn e Joyce perderanno completamente i contatti con lui, fuggito in Spagna con la segretaria. Per questo motivo, le figlie non riusciranno a comunicargli in tempo della morte di Joyce. Dawn contatterà nuovamente il padre nel 2001, ma lo terrà all'oscuro della morte di Buffy per impedire che questi la prenda con sé. Quando la serie volge al termine, il rapporto tra Hank e le sue due figlie è ormai irrimediabilmente degenerato.

### Holland Manners
Personaggio Angel, interpretato da Sam Anderson. È uno dei dipendenti più anziani della Wolfram & Hart e il capo di Lilah Morgan e Lindsey McDonald, che considera il suo pupillo. Ha una profonda devozione alla causa dei Soci Anziani, di cui è il principale strumento.
Holland è molto stimato dai suoi colleghi, essendo un uomo intelligente e astuto. Nonostante la sua indubbia crudeltà, è anche una persona empatica, persino saggia; secondo Holland, il vero potere di una persona risiede nel rispetto e nella consapevolezza del ruolo che deve ricoprire. Ha una moglie più giovane di lui e vivono in una lussuosa villa, che in passato era un rifugio di guerra. Si prodiga anche nelle opere di beneficenza.
A causa di una clausola nel contratto con la Wolfram & Hart, i Soci Anziani possono servirsi di lui come dipendente anche dopo la sua morte, ovvero possono materializzarne spirito o corpo a piacimento, quando occorre che svolga un qualche compito alle loro dipendenze. Il contratto è indistruttibile, ragione per la quale non può essere annullato in alcun modo, condannandolo a servire lo studio per sempre come immortale.
Ha sempre avuto un occhio di riguardo per Lilah e Lindsey, considerandoli due avvocati molto promettenti. È stato Holland ad assumere Lindsey alla Wolfram & Hart, perché aveva intravisto il suo potenziale quando il ragazzo frequentava il secondo anno di università. A metà della prima stagione, viene promosso a capo del Reparto Speciale e lascia il precedente ruolo al suo pupillo, facendolo retrocedere dal cammino di redenzione che stava per intraprendere.
È Manners a dare l'ordine di resuscitare Darla e, in seguito, farla nuovamente 
vampirizzare da Drusilla, nonché organizzare altri complotti volti a corrompere Angel, in modo che il vampiro si converta definitivamente al male, spesso attraverso Lilah e Lindsay, dei quali stimola la rivalità. Sarà ucciso, insieme ad altri membri del Reparto Speciale, nella sua stessa villa, proprio dalle due vampire Darla e Drusilla, sotto gli occhi di Angel che non muoverà un dito. Quella fu l'unica occasione in cui Holland perse la sua naturale compostezza, terrorizzato dal fatto che sarebbe morto. In seguito, ricomparirà come emissario non-morto dei Soci Anziani, a causa del contratto che lo condanna a servirli per l'eternità.

### Il Consacrato
Personaggio di Buffy l'ammazzavampiri; è interpretato da Andrew J. Ferchland.
Il Consacrato è un vampiro in grado, secondo una profezia, di permettere al Maestro di uccidere la Cacciatrice, nonché di farlo rivivere, nel caso la Cacciatrice dovesse riuscire a prevalere su di lui.
Nella prima stagione, il Maestro individua il Consacrato in un bambino, Collin, e lo fa vampirizzare. Da questo momento, Collin diventerà un fedele alleato del Maestro e sarà proprio lui a condurre Buffy al suo cospetto, permettendo all'antico vampiro di bere il suo sangue e liberarsi dalla sua prigione mistica. Tuttavia, Buffy viene rianimata da Xander e uccide il Maestro.
Nella seconda stagione, il Consacrato cerca di mettere a punto un rituale magico volto alla resurrezione del Maestro. Il rituale prevede che, in presenza delle ossa del defunto vampiro, vengano uccise le persone fisicamente più vicine al Maestro al momento della sua morte, le quali sono tutte amiche di Buffy. La Cacciatrice manderà a monte i piani del Consacrato, salvando i suoi amici e distruggendo le ossa. Nelle settimane successive, il Consacrato continua a cercare di uccidere Buffy, servendosi dei suoi sottoposti. Il vampiro Spike, appena giunto nella città, propone di lasciargli carta bianca, ma fallisce. Lungi dal voler chiedere perdono al Consacrato, Spike espone il piccolo vampiro alla luce del sole, uccidendolo e rubando il suo posto di capo dei vampiri di Sunnydale.

### Il Maestro
Personaggio di Buffy l'ammazzavampiri e di Angel; è interpretato da Mark Metcalf. Il Maestro è l'antagonista principale della prima stagione di Buffy l'ammazzavampiri; compare inoltre in alcuni flashback in Angel.
Si tratta di un vampiro antico e potentissimo, capo della setta di vampiri chiamata Ordine di Aurelius. Rispetto agli altri membri della sua specie, il Maestro ha un aspetto molto più mostruoso e non è in grado di assumere sembianze umane. È inoltre dotato di abilità superiori rispetto ai normali vampiri, come ad esempio la capacità di controllare mentalmente le sue vittime. È stato lui a trasformare Darla in un vampiro, avrebbe voluto che anche Angel si unisse all'Ordine di Aurelius ma ciò si rivelò impossibile vista la natura ribelle di Angel che aveva ambizioni ben diverse da quelle del Maestro. Angel ammette di aver paura di lui, è per questo che non ha mai avuto il coraggio di affrontarlo personalmente.
Ciò che vuole che è che i vampiri possano conquistare Terra in modo che il mondo possa tornare a quello che lui definiva il vecchio splendore, ovvero quando a governarlo erano i demoni antichi. Nel 1932 il Maestro cercò di aprire la Bocca dell'Inferno situata sotto la cittadina di Sunnydale, ma proprio mentre effettuava il rito, si scatenò un terremoto. Questo evento, oltre a mandare a monte i piani del Maestro, comportò che l'antico vampiro rimanesse intrappolato, fisicamente e magicamente, nella grotta che conduceva alla Bocca dell'Inferno, per mezzo di una barriera che soltanto lui non poteva oltrepassare.
L'arrivo di Buffy a Sunnydale, all'inizio della prima stagione, coincide con la cerimonia del Raccolto, la quale prevede che il Maestro attraverso il Veicolo, un suo seguace con cui ha stretto un legame mistico, si nutra di sangue umano e spezzi così la barriera mistica che lo tiene prigioniero, permettendogli di camminare di nuovo nel mondo, nonché di aprire la Bocca dell'Inferno. Sfortunatamente per lui, questo evento viene scongiurato dalla Cacciatrice, prolungando ulteriormente la sua prigionia. Nell'episodio Il primo appuntamento, il Maestro si preoccupa di individuare e far condurre al suo cospetto il Consacrato, un vampiro in grado, secondo un'altra profezia, di farlo rivivere qualora la Cacciatrice riuscisse ad ucciderlo. Il Consacrato verrà individuato in un bambino, Collin, che il Maestro farà tempestivamente vampirizzare. Nell'episodio La profezia, il Maestro riesce a uccidere Buffy, bevendone il sangue, e grazie a ciò si libera dalla sua prigione. La sua fuga però di breve durata, perché la Cacciatrice viene rianimata da Xander e lo uccide. A differenza degli altri vampiri, dopo la morte il Maestro non si incenerisce completamente, in quanto le sue ossa rimangono intatte.
Durante la seconda stagione, il Consacrato cerca di resuscitare il Maestro tramite un rito che coinvolge le sue ossa e coloro che erano presenti nel luogo della sua morte. Anche questa volta Buffy riesce fermare il piano, disintegrando le ossa del vampiro e ponendo definitivamente fine alla sua minaccia.
Durante la terza stagione, il Maestro ricompare brevemente, quando il demone Anyanka altera la realtà, facendo in modo che Buffy non sia mai giunta a Sunnydale. In questa nuova realtà, il Maestro è riuscito a liberarsi dalla sua prigione mistica e ha fatto cadere Sunnydale sotto il controllo dei vampiri. La sconfitta di Anyanka, ad opera di Giles, ripristina la linea temporale originale.

### Il Primo
Il Primo, detto anche il Primo Male o il Male Primordiale, è un personaggio di Buffy l'ammazzavampiri, nonché l'antagonista principale della settima e ultima stagione del telefilm. Dato che compare quasi esclusivamente con le sembianze di altri personaggi, il Primo è interpretato da un gran numero di attori, ovvero Sarah Michelle Gellar, Shane Barach, Edward Edwards, Cornelia Hayes O'Herlithy, Robia LaMorte, Adam Busch, Clare Kramer, George Hertzberg, Harry Groener, Juliet Landau, Mark Metcalf, Azura Skye, Kristine Sutherland, James Marsters, Danny Strong, Amanda Fuller, K.D. Aubert, Lalaine, Carrie Southworth e Nathan Fillion.
Il Primo è l'essenza di tutto ciò che è malvagio. Privo di corpo, si manifesta con l'aspetto e la personalità delle persone defunte, compresi esseri non-morti, come i vampiri, e persone in seguito resuscitate, come Buffy. In rare occasioni, può apparire brevemente sotto forma di una confusa immagine simile a un diavolo. Essendo un'entità incorporea, il Primo non può nuocere in modo diretto da un punto di vista fisico; può tuttavia confondere e manipolare le persone, presentandosi con l'aspetto dei loro cari defunti e sfruttando la sua profonda conoscenza degli esseri umani, nonché la capacità di replicare le memorie dei defunti che impersona.
Viene introdotto nella terza stagione, quando cerca di spingere Angel a uccidere Buffy, cercando di fargli riabbracciare la sua natura malvagia. Il vampiro cercherà di suicidarsi esponendosi alla luce del sole, ma verrà salvato da Buffy.
Durante la settima stagione, il Primo intensifica la sua influenza sul mondo e cerca di cancellare la stirpe delle Cacciatrici, cosa che gli permetterebbe di assumere forma corporea e dominare il mondo. Ciò è possibile a causa della resurrezione di Buffy, che ha provocato uno sconvolgimento delle forze che proteggevano la stirpe delle Cacciatrici. Con l'aiuto del prete scomunicato Caleb, di vampiri antichi chiamati Turok-Han ed ex-esseri umani chiamati Portatori, la malefica entità inizia a uccidere Potenziali Cacciatrici di tutto il mondo, costringendo Buffy ad ospitarne una ventina nella sua stessa casa. Durante la stagione, il Primo prepara un esercito di Turok-Han per dare il via alla sua conquista del mondo. Nell'ultimo episodio viene sconfitto grazie al piccolo esercito di Potenziali Cacciatrici creato da Buffy, dopo che la magia di Willow ha permesso loro di diventare Cacciatrici vere e proprie, senza aspettare la morte di una precedente Cacciatrice. Le Cacciatrici sconfiggono l'esercito di Turok-Han, e Spike si sacrifica facendo crollare la Bocca dell'Inferno, impedendo per sempre al Primo ogni tentativo di prendere il controllo del mondo.

### Jasmine
Personaggio di Angel; è interpretato da Gina Torres. È l'antagonista principale della quarta stagione, Jasmine è una delle Forze dell'Essere che però è giunta sulla Terra assumendo una forma corporea con lo scopo di governare sull'umanità. Il suo avvento era stato predetto dalla Profezia Nyaziana in un evento chiamato Tro-Clon.

### Jennifer Calendar
Jennifer "Jenny" Calendar, il cui vero nome è Janna, è un personaggio di Buffy l'ammazzavampiri, interpretato dall'attrice Robia LaMorte.
Jenny è una docente di informatica del Liceo di Sunnydale. Viene introdotta nella prima stagione, nell'episodio Il male nella rete, e subito si scontra sia col collega Rupert Giles che con il preside Snyder, per via del suo metodo di insegnamento moderno e informale. Si ritrova presto coinvolta nelle attività della Scooby Gang e ne diventa una preziosa alleata, grazie alle sue conoscenze sia nel campo dell'informatica che della magia nera. Jenny è presente quando il Maestro riesce temporaneamente ad aprire la Bocca dell'Inferno e Buffy lo uccide.
Nella seconda stagione, Jenny viene rapita insieme a Giles, Willow e Cordelia per ordine del vampiro chiamato "il Consacrato", intenzionato a sacrificare i quattro in un rituale volto a resuscitare il Maestro. L'intervento di Buffy, tuttavia, manda a monte i piani del Consacrato. Jenny continua ad aiutare la Scooby Gang e si avvicina sempre più a Giles, finché i due diventano una coppia. Il rapporto tra i due si raffredda quando un demone evocato da Giles in gioventù entra nella donna, la quale viene salvata da Angel. Jenny e Giles si riavvicineranno nuovamente, ma la loro storia subirà un altro colpo quando Angel perderà l'anima dopo aver fatto per la prima volta l'amore con Buffy, tornando ad essere il malvagio vampiro Angelus del passato. Buffy si rende conto che Jenny sapeva che ciò poteva succedere e la minaccia, finché la donna rivela la sua vera identità. Jenny, il cui vero nome è Janna, è un membro dei Kalderash, la tribù di zingari che un secolo prima maledì Angelus con la restituzione dell'anima, in modo che potesse sentire rimorso per tutte le azioni orribili compiute: Jenny era stata mandata a sorvegliare Angel, in modo da impedirgli di provare quel momento di felicità che avrebbe infranto la maledizione. Con difficoltà, Jenny riesce a ricucire i rapporti con Buffy e Giles e nel frattempo si procura il materiale necessario a maledire nuovamente Angelus. Questi, tuttavia, scopre il piano di Jenny e la uccide, spezzandole il collo.

### Jesse
Personaggio di Buffy l'ammazzavampiri è interpretato da Eric Balfour. Studente del liceo di Sunnydale, amico di Willow e Xander, quando Buffy si trasferisce nella loro scuola Jesse, Xander e Willow sono stati i primi a fare amicizia con lei. Xander tiene molto a Jesse, infatti lo considera il suo migliore amico.
Nel contesto scolastico Jesse, non diversamente da Willow e Xander, è ritenuto poco popolare, ha un debole per Cordelia ma lei lo reputa una persona insignificante. Quando incontra Darla, rimanendo affascinato da lei, si lascia catturare, Buffy tenta di salvarlo con l'aiuto di Willow e Xander ma è tutto inutile, infatti Darla e Luke lo portano al cospetto del Maestro. L'Ordine di Aurelius trasforma Jesse in un vampiro, lui ormai ama totalmente la sua nuova natura demoniaca. Jesse accompagna Luke al Bronze tentando di fare strage di tutti i presenti, ma l'intervento di Buffy, Giles, Xander e Willow intralcia i loro piani.
Xander si assume la responsabilità di fermare il suo ex amico, Jesse però non oppone resistenza, Xander tenta ingenuamente di fare leva sulla sua razionalità, per via dell'affetto che nutre per lui non ha il coraggio di ucciderlo. Ma è tutto inutile, Jesse è guidato solo dalla sua irrazionale crudeltà di vampiro, Xander comunque finisce involontariamente per ucciderlo conficcandogli un paletto di legno nel cuore, Jesse è stato il primo vampiro che Xander ha ucciso.

### Jonathan Levinson
Personaggio di Buffy l'ammazzavampiri; è interpretato da Danny Strong.
Il personaggio di Jonathan viene introdotto nella seconda stagione come una comparsa, ma nel corso della serie acquista progressivamente importanza. Jonathan frequenta il liceo di Sunnydale, è un ragazzo timido, impacciato, escluso e deriso da tutti, soprattutto per la sua bassa statura. Ha una cotta per Buffy ed è alla disperata ricerca di amici. Spesso viene preso in ostaggio o rischia di essere ucciso da mostri.
Si classifica come personaggio ricorrente nella terza stagione, nell'episodio Poteri metafisici, quando, disperato per la propria emarginazione sociale, sale sulla torre del liceo con un fucile di precisione con l'intento di uccidersi. Buffy lo vede, e, credendo che Jonathan stia cercando di commettere un omicidio di massa, entra precipitosamente nella torre, ma, una volta chiariti i propositi suicidi del ragazzo, lo convince a darle il fucile, salvandogli la vita. Jonathan va in terapia e torna al liceo per il ballo scolastico, durante il quale esprime la sua riconoscenza a Buffy consegnandole il premio di "Difensore di classe" a nome dei ragazzi della scuola.
Durante la quarta stagione Jonathan avrà un intero episodio dedicato a lui, Superstar, nel quale cerca di risolvere i suoi problemi sociali tramite un rituale magico che altera la realtà, rendendolo una celebrità ammirata da tutti e un prezioso aiuto per la Scooby Gang. L'incantesimo ha però un risvolto negativo, infatti crea un demone che inizia ad aggredire delle persone. Jonathan e Buffy si mettono alla ricerca del demone, che attacca e mette in difficoltà Buffy. Jonathan lo uccide, accettando di perdere la propria popolarità pur di salvare Buffy. Una volta morto il demone, l'incantesimo svanisce e Jonathan torna ad essere un emarginato.
Jonathan ricompare nella sesta stagione, in cui fa amicizia con Andrew Wells e Warren Mears. I tre amici, frustati dalla loro emarginazione, decidono di formare un trio di supercattivi e di conquistare Sunnydale, per procacciarsi potere, denaro e compagnia femminile senza fatica. Jonathan, pur volendo ottenere potere e divertimento facilmente, rimane fondamentalmente una brava persona e non vuole fare del male a nessuno. Nel corso della stagione Warren, Andrew e Jonathan procurano notevoli grattacapi agli Scoobies. Ma l'avventura goliardica dei tre aspiranti supercattivi si trasforma in tragedia quando Warren uccide accidentalmente la sua ex-fidanzata, Katrina. Warren arriva al culmine della sua spietatezza e Andrew ne diviene acriticamente succube, mentre Jonathan si sente in colpa per la morte della ragazza e rimane sconvolto dalla crescente malvagità dei suoi due colleghi.
Dato che Jonathan è riluttante ad eseguire i piani malvagi del trio, Warren ed Andrew progettano segretamente di abbandonarlo al momento opportuno. Durante uno scontro tra Buffy e un Warren reso magicamente invincibile, Jonathan dà istruzioni a Buffy su come privare Warren di tutto quel potere. Sconfitto, Warren riesce a fuggire, mentre Jonathan ed Andrew vengono arrestati. Quando Warren uccide accidentalmente Tara nel tentativo di uccidere Buffy, Willow diviene una strega malvagia e assassina a sua volta Warren. La Scooby Gang fa dunque evadere Jonathan ed Andrew per salvarli dalla furia di Willow e permette loro di fuggire in Messico.
Nella settima stagione, Andrew e Jonathan sono tormentati da orribili visioni sui piani del Primo. Jonathan, volendo redimersi dagli errori commessi in passato e diventare amico di Buffy, convince Andrew a tornare a Sunnydale per avvertire la Cacciatrice del pericolo che corre. I due si recano nel Liceo di Sunnydale a raccogliere prove, dove riportano alla luce il sigillo nascosto nella scuola. Tuttavia il Primo, che per aprire il sigillo ha bisogno di sangue, assume le sembianze di Warren e convince Andrew a pugnalare a morte Jonathan.

### Joyce Summers
Personaggio di Buffy l'ammazzavampiri, interpretato da Kristine Sutherland. Joyce è la madre di Buffy e di Dawn. Inizialmente inconsapevole che Buffy sia la Cacciatrice, interpreta gli strani comportamenti della figlia come una grave mancanza di autocontrollo e disciplina. Dopo aver scoperto la verità, diventerà molto più bendisposta nei suoi confronti.

### Justine Cooper
Personaggio di Angel; è interpretata da Laurel Holloman. Perse la sorella gemella Julia per colpa dei vampiri, da allora li combatte da sola; effettivamente Justine lotta in modo rudimentale, tuttavia Holtz decide di prenderla sotto la propria ala in modo da fare di lei una valida alleata nella sua lotta personale contro Angel, colpevole di avergli ucciso sia la moglie che i figli.
Justine è una donna rabbiosa e aggressiva. Quando incontra Holtz per la prima volta rifiuta la sua offerta di lottare al suo fianco contro i vampiri, ma poi cambia idea quando lui le promette che la trasformerà in una combattente decisamente migliore. Holtz incarica Justine di reclutare per lui altre persone per formare un gruppo, tutta gente che ha perso i propri affetti per colpa dei vampiri. Justine, permettendo a Holtz di farle da mentore, impara a lottare con più disciplina e scaltrezza, tanto che impara ad addestrare gli altri membri del gruppo. Si innamora di Holtz perché hanno una cosa in comune, ovvero il disprezzo quasi patologico verso i vampiri; secondo Holtz, lei è nata per lottare contro i vampiri.
Holtz e Justine accettano di risparmiare la vita ad Angel limitandosi a rapirgli il figlio Connor, nel timore che un giorno possa fargli del male. Justine sequestra Connor dopo aver tagliato la gola a Wesley, il quale tuttavia sopravvive. Hanno intenzione di crescere Connor nello Utah. Le cose però non vanno come avevano programmato, infatti Justine perde Holtz quando quest'ultimo si lancia nel portale aperto da Sahjhan, che lo confina insieme a Connor nella dimensione demoniaca di Quor'toth. Dopo qualche giorno, Connor e Holtz ritornano sulla Terra da un altro portale; a quel punto, Holtz decide di servirsi di Justine per completare la sua vendetta contro Angel: chiede a Justine di ucciderlo, in modo che Connor possa dare la colpa ad Angel e rivoltarsi contro il suo vero padre.
Justine, con il dolore nel cuore, uccide Holtz e fa credere a Connor che il responsabile sia Angel. Solo dopo la morte di Holtz, la donna capisce che l'uomo non provava niente nei suoi confronti; Connor è la sola persona che amava e con cui desiderava una vita felice e serena. Assieme al ragazzo rinchiude Angel in una cassa e, dopo aver preso il largo con una barca, lo gettano in mare. Dopo tre mesi, Wesley recupera la cassa, anche grazie a Justine che aveva sequestrato per dargli una mano. Dopo aver salvato Angel, la libera consigliandole di abbandonare una volta per tutte la lotta contro i vampiri, perché è il solo modo per evitare che la rabbia continui a consumarla.

### Kate Lockley
Personaggio di Angel, interpretato da Elisabeth Röhm. Kate è una giovane detective del Dipartimento di Polizia di Los Angeles. Inizialmente ignara del soprannaturale, diventa in seguito alleata della Angel Investigazioni.

### Kendra Young
Personaggio di Buffy l'ammazzavampiri; è interpretata da Bianca Lawson. È una Cacciatrice giamaicana che compare esclusivamente nella seconda stagione del telefilm.
Kendra fu affidata dai suoi genitori alle cure del Consiglio degli Osservatori quando era ancora in fasce, dopo essere stata identificata come una Potenziale Cacciatrice. Visse su un'isola allenandosi ardentemente, in attesa che arrivasse il suo turno, sotto la guida dell'Osservatore Sam Zabuto. Questi le inculcò fin da piccola severe dottrine che la resero dedita unicamente alla sua missione e al suo ruolo, allontanandola completamente dall'idea di allacciare dei rapporti interpersonali o di avere una vita sentimentale.
Kendra viene attivata a seguito della morte di Buffy per mano del Maestro, avvenuta alla fine della prima stagione. Tuttavia, Xander riesce a rianimare l'amica Buffy, causando per la prima volta nella storia il paradosso dell'esistenza di due Cacciatrici.
Durante la seconda stagione, inconsapevole della resurrezione di Buffy, Kendra si reca a Sunnydale per incontrare Rupert Giles e subentrare alla Cacciatrice deceduta. Tradisce un po' di attrazione per Xander, ma non ha esperienza con i ragazzi, lei non ha mai coltivato una vita privata, aspetto che la distingue totalmente da Buffy che invece ha degli amici che possono supportarla oltre al fatto che lei è una ragazza liceale. Kendra pur possedendo la forza di una Cacciatrice, si è rivelata meno forte rispetto a Buffy, tanto che contrariamente a lei non è capace di affrontare ad armi pari vampiri forti come Spike e Drusilla, in effetti Buffy associa il loro divario di forza al fatto che Kendra, essendo abituata a combattere in maniera troppo disciplinata, non ci mette ardore nel suo stile di lotta e quindi non è capace di usare pienamente il suo potenziale.
Il primo incontro tra le due Cacciatrici è brusco: Kendra, dopo aver visto Buffy baciare Angel, la scambia per una vampira e cerca di ucciderla. Il malinteso si chiarisce presto, ma si scopre che Kendra ha rinchiuso Angel in una cella per farlo incenerire dai raggi del Sole. Fortunatamente, le due ragazze riescono a liberarlo e salvarlo in tempo.
Inizialmente, i rapporti tra Buffy e Kendra rimangono ostili, in quanto Kendra non tollera la relazione di Buffy con Angel, né ritiene appropriato che l'altra Cacciatrice abbia amici. Dal canto suo, Buffy non sopporta la rigidità di Kendra ed è inoltre gelosa delle attenzioni che le riserva Giles. Solo affrontando insieme Spike e l'Ordine di Taraka le due imparano a stimarsi, diventando in qualche modo amiche, infine Kendra ritorna nella propria isola.
Quando Angel, diventato malvagio per la perdita dell'anima, tenterà di attivare un rito apocalittico invocando il demone Acathla, Kendra tornerà a Sunnydale e consegnerà a Buffy una spada speciale, capace di porre fine al rito, uccidendone l'evocatore. Mentre Buffy si reca ad affrontare il nemico, Kendra resta nella biblioteca del liceo di Sunnydale a proteggere Xander e Willow, mentre questa tenta il rito per ridare l'anima al vampiro. Tuttavia, essi vengono interrotti da Drusilla che, dopo un breve scontro, riesce a tagliare la gola di Kendra, uccidendola. Buffy comunque, usando la spada che Kendra le aveva fornito, è stata in grado di impedire il risveglio di Acathla.

### Kennedy
Personaggio di Buffy l'ammazzavampiri; è interpretata da Iyari Limon.
Kennedy nacque a New York da una famiglia agiata, ma anaffettiva. In questo ambiente familiare, in cui ognuno pensava a se stesso, Kennedy fu costretta a imparare a cavarsela da sola fin da bambina. A suo dire, capì di essere lesbica quando a cinque anni si innamorò di Scarlett guardando Via col vento.
Kennedy viene introdotta nella settima stagione. Identificata come Cacciatrice Potenziale, Kennedy viene contattata da Giles e portata a Sunnydale insieme ad Annabelle e Molly. A differenza delle sue compagne, Kennedy è decisa, determinata, sicura di sé e intraprendente, tanto da arrivare spesso ad avere scontri verbali con Buffy e a mettere in dubbio le sue capacità di comando e le sue decisioni, sebbene alla fine la riconosca come un buon capo e una buona amica, dichiarandosi pronta a seguirla ovunque. Essendo l'unica ad avere conoscenze specifiche di arti marziali, sarà anche l'unica Potenziale a ricoprire il ruolo di addestratrice e non di allieva; svolgerà anche delle missioni a stretto contatto con gli altri membri della Gang. Col procedere della stagione, Kennedy e Willow diventeranno una coppia, sebbene all'inizio Willow sia restia ad iniziare una relazione, non volendo tradire la memoria di Tara. Durante la battaglia finale contro l'esercito del Primo, Kennedy rimane indietro, per aiutare Willow nello svolgimento dell'incantesimo d'attivazione totale delle Potenziali. Avrà modo di provare i superpoteri acquisiti, dando una mano a Buffy e gli altri nella lotta ai Turok-Han.
Kennedy compare anche nell'ottava stagione a fumetti. Dopo la distruzione di Sunnydale, Willow e Kennedy si staccheranno dal gruppo e andranno in Brasile a Rio de Janeiro per passare un po' di tempo insieme. Tuttavia, durante gli anni passati li, Willow parte per un viaggio mistico di sei mesi di cui non rivelerà niente a un'accondiscendente Kennedy. Finiti gli studi, Willow torna da Kennedy e le due fanno insieme l'esperienza di una morte mistica. Quando Buffy si troverà nei guai e la sua base in Scozia sarà posta sotto assedio da Amy Madison, Willow si recherà in suo soccorso, ma non porterà Kennedy con sé, temendo che faccia la fine di Tara.
Solo molto tempo dopo, Willow si convincerà a lasciar prendere alla ragazza un ruolo attivo nell'organizzazione delle Cacciatrici. La manderà a Manhattan in avanscoperta, dopo aver avuto una percezione su forze mistiche che stavano per scatenarsi sulla città, e servendosi del suo aiuto per scoprire di cosa si tratta. Dopo che Buffy sarà spedita nel futuro di Melaka Fray, inoltre, sarà l'aiuto di Kennedy a far sì che Willow si metta in contatto con Saga Vasuki per permetterle di recuperare l'amica.
Kennedy diverrà uno dei migliori luogotenenti di Buffy. Sarà ufficialmente nominata capo-ispezioni delle varie squadre di Cacciatrici sparse per il mondo. Nel momento in cui Buffy e Angel daranno inavvertitamente origine a un nuovo universo, Kennedy, al pari delle altre Cacciatrici, difenderà il suo mondo dall'invasione dei demoni transdimensionali. A fine battaglia, dopo che Buffy distruggerà il Seme delle Meraviglie, causando la scomparsa della magia da tutto il mondo, Willow lascerà Kennedy perché finalmente consapevole di essere innamorata di Saga Vasuki, che ormai non potrà più vedere per la scomparsa della magia, a causa di Buffy. Anche Kennedy, furiosa, darà la colpa a Buffy per la fine della sua relazione con Willow.

### Knox
Personaggio di Angel; è interpretato da Jonathan M. Woodward. Lavora alla Wolfram & Hart, nel reparto ricerche scientifiche; Fred diventa il suo supervisore quando lo studio legale la nomina capo-dipartimento.
All'insaputa di tutti, Knox è il Qwa'ha Xahn, il sacerdote devoto al demone antico Illyria. Si è persino cucito sotto la pelle, in prossimità del cuore, i sacramenti del demone. Knox è ossessionato da Illyria, al punto che la venera reputandola una creatura che va oltre la perfezione; afferma di essersi innamorato della sua figura quando aveva undici anni, ammirando una sua illustrazione. Knox si presenta come una persona gentile e semplice, persino un po' goffo, ma in realtà è un uomo spietato, un misantropo che ha sempre desiderato la resurrezione di Illyria affinché quest'ultima stermini il genere umano di cui Knox non si considera parte.
Si innamora di Fred, la quale ingenuamente lo considera un bravo ragazzo. Ciò porta lui e Wesley, anche lui innamorato di Fred, a essere rivali in amore. Wesley si è sin da subito rivelato contrario all'amicizia tra i due. Il ragazzo si sforza di avere con Wesley un rapporto amichevole e cordiale, ma è evidente che prova antipatia per lui. Fred decide di uscire con Knox, ma comprende di non provare niente per lui poiché ama Wesley. All'apparenza, Knox rispetta la sua decisione, ma ha altri piani: fa recapitare alla Wolfram & Hart il sarcofago di Illyria e, quando Fred lo tocca, ne assorbe l'essenza, morendo quando Illyria si sostituisce a lei prendendo possesso del suo corpo e risorgendo a nuova vita.
Knox desiderava Fred in maniera morbosa, tanto da vederla come la sola donna perfetta che potesse fungere da "guscio" di Illyria. Nella propria follia, afferma che le sue azioni non sono motivate dalla cattiveria, ma dall'ammirazione che provava per Fred; mai avrebbe consentito che il demone, che Knox venera come un Dio, sarebbe risorto nel corpo di un qualsiasi umano. Quando Illyria si presenta a lui, Knox le giura fedeltà, ma il demone lo reputa un individuo insignificante, palesemente disgustata dal suo servilismo e cinismo. Arriva a sfidare Angel domandandogli se, nel tentativo di affrontarla per impedirle di annientare l'umanità, arriverebbe a salvare anche Knox: Angel ammette che, se fosse necessario, salverebbe anche lui perché, pur reputando Knox la personificazione di tutto ciò che è crudele nel genere umano, deve accettare che gli esseri umani che protegge siano inevitabilmente imperfetti. Subito dopo, tuttavia, Knox trova la morte per mano di Wesley, che gli spara perché ha condannato a morte Fred. Successivamente, Wesley prova rimorso per ciò che ha fatto, riconoscendo che uccidere Knox in quel modo è stato un gesto vile.

### La Bestia
Personaggio di Angel; è interpretato da Vladimir Kulich. È un demone che riveste il ruolo di antagonista secondario nella quarta stagione. È un essere imponente, il cui corpo appare virtualmente invulnerabile, poiché persino le armi da taglio o i proiettili sono inefficaci contro di lui. Oltre ad avere una forza sovrumana, dispone di un'incredibile agilità, tanto che può ricoprire lunghissime distanze con un solo salto. Sa praticare la magia e l'alchimia.
La Bestia è indubbiamente uno dei demoni più forti apparsi nella serie; l'unico, oltre a Illyria, la cui forza supera nettamente quella di Angel ed è superiore a quella della Cacciatrice. Viene invocato da Cordelia, il cui corpo è manovrato da Jasmine, della quale la Bestia è infatuato, tanto che in un'occasione si sono persino baciati. In segno di devozione, le offre un pugnale creato con le proprie ossa. Jasmine lo evoca nel vicolo dietro al Caritas, dove nacque Connor. In un primo momento, Angel, Wesley, Lorne, Conner e Gunn lo affrontano, ma la Bestia si rivela un avversario ben oltre le loro possibilità.
Inizia seminare il panico a Los Angeles. Fa cadere una pioggia di fuoco sulla città, poi oscura il Sole su tutta Los Angeles e ciò permette ai demoni di uscire per le strade indisturbati. Jasmine fa in modo di eliminare dal piano dimensionale ogni documentazione inerente la Bestia, così da evitare che Angel e i suoi amici possano trovare il modo di sconfiggerlo. Wesley si rivolge allo sciamano Wo-Pang, il quale priva temporaneamente Angel della sua anima tornando a essere Angelus, il quale ricorda di aver conosciuto la Bestia nel 1789 in Prussia: il demone era minacciato dalle Sacerdotesse di Svear, la cui magia poteva sigillarlo. Il demone tentò di convincere Angelus ad aiutarlo a eliminarle, ma il vampiro si rifiutò e la Bestia tentò di ucciderlo. Angelus venne salvato dalle Sacerdotesse di Svear, che bandirono la Bestia dalla Terra.
Jasmine, tuttavia, uccide le Sacerdotesse di Svear e le loro famiglie, in modo che non possano usare nuovamente la loro magia contro la Bestia. Il demone fa irruzione nella sede della Wolfram & Hart facendo strage di tutti i suoi dipendenti, solo Lilah è l'unica a sopravvivere perché salvata da Wesley. Faith, la Cacciatrice, giunge a Los Angeles per affrontarlo, combatte ma viene facilmente sconfitta. La Bestia, tuttavia, abbassa la guardia permettendo ad Angelus di ucciderlo con lo stesso pugnale che il demone voleva offrire a Jasmine. Angelus aveva difatti compreso che solo un'arma fatta con il suo corpo avrebbe potuto annientarlo. Con la morte de la Bestia, il Sole torna a risplendere su Los Angeles.

### Landok
Personaggio di Angel; è interpretato da Brody Hutzler. Landokmar del Clan Deathwok, è un demone della dimensione di Pylea, egli è il cugino di Lorne, loro due sono molto diversi, se infatti Lorne è sempre stato la vergogna della famiglia per la sua avversione alle tradizione demoniache del proprio regno, Landok invece è un prode guerriero.
Nonostante Landok sia un superficiale, contrariamente agli altri demoni di Pylea lui è meno ostile con gli umani, come combattente lui ritiene il valore in battaglia un elemento fondamentale per ottenere il rispetto, anche per questo Angel gode della sua stima dato che il vampiro ha dato prova di essere un ottimo guerriero. Anche lui, come Lorne, è un demone empatico, ma Landok usa questo potere in maniera diversa, essendosi addestrato a usarlo per percepire l'aura aggressiva che emanano i demoni, abilità che viene usata per cacciare. Anche se Lorne non nutre antipatia per il cugino, vede in Landok tutto ciò che ha sempre odiato in Pylea, dove la violenza e la forza in combattimento sono il solo modo di esprimersi, senza compromessi o spazio per i sentimenti e l'emotività.
Landok e i suoi parenti per molto tempo non hanno mai saputo spiegarsi le ragioni della sparizione di Lorne, che infatti tramite un portale dimensionale ha lasciato Pylea raggiungendo Los Angeles, infatti Landok scopre la verità solo quando, anche lui, raggiunge accidentalmente Los Angeles a causa di Cordelia che aveva proiettato un portale tra le due dimensioni. Landok disapprova lo stile pacifico e serafico che Lorne conduce a Los Angeles, ammettendo che preferirebbe vederlo morto, tuttavia aiuta Angel e Lorne a dare la caccia al demone Drokken giunto da Pylea poco prima. Il Drokken morde Landok avvelenandolo, comunque Angel uccide il demone, cosa che consente a Landok di ammirarlo. Dato che il morso del Drokken è velenoso, Landok è costretto a tornare a Pylea per guarire dato che solo lì ci sono le cure adatte.
Purtroppo Landok, accidentalmente, quando apre il portale per tornare a Pylea, finisce per proiettare nel suo regno anche Cordelia, mettendo Angel, Gunn, Lorne e Wesley nella posizione di raggiungerli nella dimensione demoniaca per salvare Cordelia, generando la serie di eventi che porta il gruppo a sconfiggere il Consiglio di Trombli e abolire la schiavitù degli umani a Pylea. Quando il Consiglio di Trombli aveva fatto decapitare Lorne, è stato Landok su richiesta di Groosalugg a mettere al sicuro la testa del cugino in modo che fosse riattaccata al corpo impedendone la morte, ciò mette in evidenza che, benché Landok e la sua famiglia reputino Lorne una delusione, nonostante tutto nutrono dell'affetto per lui.

### Lee Mercer
Personaggio di Angel; è interpretato da Thomas Burr. È un avvocato della Wolfram & Hart. Nella prima stagione della serie lui, Lindsey e Lilah vengono presentati come i tre giovani associati più promettenti dello studio legale. È tra gli avvocati che maggiormente tenta di danneggiare Angel. Va d'accordo con Lindsey.
Durante la sua prima apparizione, assume la difesa legale del boss della malavita Tony Papazian che è stato arrestato da Angel e Kate Lockley. Viste le prove a suo carico, Mercer preferisce evitargli la galera tentando di farlo evadere dalla stazione di polizia dov'è detenuto grazie allo sciamano Allen Lloyd. Papazian, invece che scappare, preferisce uccidere Kate fallendo miseramente. L'avvocato decide di non rappresentarlo legalmente, dal momento che Papazian ha agito di testa sua non potendo più essere assolto per i suoi crimini.
Lee e Lindsey provano a convincere la Cacciatrice Faith a uccidere Angel in cambio di denaro e di un aiuto legale, ma lei fallisce l'incarico e decide di tradire la Wolfram & Hart. Arriva inoltre a picchiare brutalmente Marcer, il quale reagisce con frustrazione all'umiliazione ricevuta. Holland fa radunare tutti gli associati dello studio nella sala riunioni, accusando uno di loro di aver tentato di tradire lo studio. Il colpevole si rivela essere Marcer, infatti i loro sciamani scoprono che quest'ultimo voleva lasciare la Wolfram & Hart e passare allo studio Klein & Gabler, portando via anche dei clienti.
Mercer prova inutilmente a giustificarsi, ma una delle guardie di sicurezza lo uccide sparandogli alla testa davanti ai colleghi senza nessuna esitazione. Holland non poteva tollerare un atto di slealtà nei confronti dello studio. Si limita ad affermare: «eliminare un dipendente non è mai piacevole».

### Lilah Morgan
Personaggio di Angel; è interpretata da Stephanie Romanov. È un avvocato che lavora per lo studio legale Wolfram & Hart. Donna estremamente autoritaria che vive per la conquista del potere, lei e Angel sono nemici. I Soci Anziani vogliono il vampiro, benché Angel continui a trovare espedienti per danneggiare lo studio, perché avrà un ruolo cruciale nell'Apocalisse che vogliono attuare. Nonostante ciò, Lilah inizia a provare nei confronti di Angel un astio di natura personale. Più volte si augura la sua morte, provando anche a causarla, nonostante questo vada contro il volere dei suoi superiori.
Lilah ha votato la propria vita all'ambizione, per lei conta solo il successo. È indifferente alla natura losca degli affari della Wolfram & Hart, tuttavia non è totalmente priva di empatia. Essendo una donna, rappresenta una minoranza nello studio legale; per rivaleggiare con i colleghi maschi e ottenere una posizione di rilievo ha dovuto imparare a essere spietata. Non crede nella distinzione tra il bene e il male, dato che secondo lei la vita è fatta principalmente di compromessi. Nonostante gli attriti con Angel, è attratta da lui. Angel col tempo impara a vederla come una buona risorsa, infatti in varie occasioni lui e Lilah hanno collaborato per causa di forza maggiore. Non si conosce molto sulla sua vita; ha una madre che vive fuori da Los Angeles che soffre di demenza senile, ed è Lilah a pagare la clinica dove è ricoverata.
Non è molto apprezzata dai colleghi, data la sua natura imprevedibile e autorevole; rivaleggia con Lindsey per la posizione di vice-direttore della filiale di Los Angeles, ma lo stima dal punto di vista professionale. Quando Lindsey lascia lo studio cedendo a lei la promozione, Lilah non è comunque contenta della sua partenza perché il collega aveva sempre rivaleggiato correttamente.
Intraprende una relazione con Wesley, ma lui non nutre stima nei suoi confronti, arrivando ad ammettere che stare con lei gli genera un senso di disgusto. Tuttavia, col proseguire della loro relazione, Wesley inizia ad affezionarsi a Lilah, mentre lei è chiaramente innamorata. Ha sempre cercato di non trarre profitto o vantaggio dal loro rapporto; stare con Wesley risveglia in parte la sua umanità, ma il fatto che Lilah sia irrimediabilmente crudele è il motivo per cui Wesley non è capace di amarla. Lilah è consapevole che Wesley è innamorato di Fred, ma finge che la cosa non le crei problemi. In un episodio, Lilah fa a Wesley un costoso regalo, quasi a voler evidenziare il bisogno di approvazione e affetto da parte del suo amante.
Quando la Bestia attacca la sede della Wolfram & Hart, uccide tutti i suoi dipendenti ma Lilah viene salvata da Wesley. L'uomo cerca di convincerla a lasciare Los Angeles e assumere una nuova identità per la sua sicurezza. Aveva già deciso di porre fine alla loro relazione ammettendo che, pur non amando Fred, non riuscirebbe a concepire un futuro con Lilah dal momento che troppo diversi. Purtroppo Lilah torna comunque a Los Angeles con un aspetto piuttosto malandato. Vuole vendicarsi della Bestia e di colui che lo ha evocato. È accecata dalla rabbia perché il demone, facendo strage dei suoi colleghi, l'ha messa in una posizione scomoda togliendole potere e privilegi. Si illude di riottenerli con la sconfitta della Bestia, perché l'ambizione e il derivante guadagno sono il suo solo punto stabile. 
Cordelia, conversando con Lilah, comprende che nutre solo paura perché non è capace di aggrapparsi a una speranza pura. Sarà Cordelia a ucciderla quando è posseduta da Jasmine, colei che aveva evocato la Bestia. Nonostante il brutto rapporto che Angel aveva con lei, il vampiro ammette di essere costernato per la morte di Lilah, soprattutto perché sa che Wesley teneva a lei. Dopo che Angel sconfigge sia la Bestia che Jasmine, lo spirito di Lilah, che deve servire da contratto i Soci Anziani anche dopo la morte, offre al vampiro e alla sua squadra l'opportunità di dirigere la Wolfram & Hart. Questo è il volere dei Soci Anziani, ora che la filiale di Los Angeles è in fase di riassetto; Angel accetta e inizia a occupare la posizione che prima era di Lilah.
Wesley entra nell'archivio dello studio legale, trova il contratto di Lilah e lo brucia, in modo da renderle la libertà. Ora la sua anima potrà riposare in pace, senza essere controllata dai Soci Anziani. Purtroppo, un nuovo contratto riappare per magia. Lilah lo accetta con rassegnazione, la sua anima apparterrà per sempre ai Soci Anziani, ma ammette che è rimasta sinceramente toccata dal gesto di genuino altruismo di Wesley.

### Lindsey McDonald
Personaggio di Angel; interpretato da Christian Kane. Lindsey è uno degli avvocati della Wolfram & Hart, nonché uno degli antagonisti principali della serie. È meno cinico rispetto agli altri suoi colleghi di lavoro, in particolare Lilah, tanto che non sempre condivide la crudele politica aziendale, rivelandosi persino un uomo compassionevole, infatti non è la spietatezza a motivare la propria devozione verso la Wolfram & Hart, ma solo la convinzione che la forza e il rispetto vanno a pari passo con la ricerca del potere. È un uomo orgoglioso e non accetta di farsi sottomettere da nessuno. È stato condizionato dal suo passato di stenti, la sua famiglia era estremamente povera, crescendo in una casa con un'unica stanza che condivideva coi genitori e i cinque fratelli, due dei quali morirono quando si ammalarono.
Lindsey è ossessionato dai Soci Anziani, a detta di Eve nessuno alla Wolfram & Hart li conosce meglio di lui avendo trascorso tanto tempo a studiarli. Un aspetto che distingue Lindsey dai suoi colleghi della Wolfram & Hart è che lui non ha problemi a combattere in prima persona, addirittura ammette che l'idea di lottare lo esalta. Inizia a nutrire verso Angel una vera e propria ostilità, che trascende il semplice fatto che il vampiro è nemico dello studio legale, infatti Lindsey lo vede come un rivale da eliminare. Quando i due si sono incontrati la prima volta, Angel lo umilia uccidendo il suo cliente Russell Winters senza che Lindsey potesse fare nulla per impedirglielo, impotente davanti alla forza di Angel.
Inizia a riconsiderare i propri valori etici quando la Wolfram & Hart cerca di uccidere tre bambini che possiedono il potere dell'empatia, che potrebbero in futuro diventare una minaccia, infatti non volendo contribuire a un crimine così orribile, tradisce la Wolfram & Hart e aiuta Angel a salvarli. Tuttavia rinuncia alla sua redenzione quando viene promosso, inoltre Lindsey con la pergamena di Aberjian per riportare in vita Darla, l'ex amante di Angel, il quale taglia la mano destra di Lindsey durante il rito di resurrezione, ora costretto a usare una protesi.
Darla viene accudita dalla Wolfram & Hart, Lindsey finisce con l'infatuarsi di Darla, e questo acuisce la rivalità verso Angel dato che Darla è ancora attratta da lui. Quando Darla rischia di morire per via della sifilide, pur di non perderla Lindsey fa convocare Drusilla che la genera in un vampiro. Lindsey si inferocisce quando Darla fa sesso con Angel, mettendo in evidenza che i sentimenti che prova per lei sono a senso unico, inoltre Darla e Drusilla massacrano tutti gli avvocati del Reparto Progetti Speciati della Wolfram & Hart, risparmiando solo Lindsey e Lilah. I loro superiori decidono di designare uno di loro due come nuovo vice-direttore della filiale di Los Angeles. Intanto i colleghi di Lindsey, per premiarlo del suo buon lavoro lo ricompensano con il trapianto di una nuova mano organica dalla Fairfield Clinic con l'aiuto della magia dei demoni Pockla, e gli viene offerta la promozione tanto attesa. Lindsey però ha il sentore che quella mano nasconde un segreto, e con l'aiuto di Angel scopre che apparteneva a Bradley Scott, un collega di Lindsey che venne allontanato dalla Wolfram & Hart, tenuto ora prigioniero in uno stato di ibernazione insieme ad altre persone affinché i loro organi vengano usati per esperimenti chirurgici. Lindsey e Angel liberano tutti i prigionieri e infine Lindsey, ritenendolo l'unico gesto umano che potesse fare, stacca il macchinario che teneva in vita Bradley in modo che muoia e non debba più soffrire. Lindsey, dopo quanto accaduto, stufo della Wolfram & Hart, rinuncia alla promozione in favore di Lilah, avendole salvato così la vita.
Lindsey ricompare durante la quinta stagione. Tornato a Los Angeles dopo tre anni, è infuriato per la scoperta che i Soci Anziani hanno donato al suo rivale Angel la direzione della Wolfram & Hart di Los Angeles, cosa che aveva sempre desiderato e non gli era mai stata concessa. Lo scopo di Lindsey è unirsi al Circolo della Spina Nera, sono loro che tra i fedeli dei Soci Anziani detengono il vero potere, inoltre si avvale dell'aiuto di Eve, la sua amante nonché collegamento diretto tra Angel e i Soci Anziani. Anche se è evidente che Lindsey si approfitti dell'infatuazione che Eve prova verso i suoi confronti, i suoi sentimenti per lei sono sinceri, ammette infatti che Eve è la cosa più bella nella sua vita. Spike muore per chiudere la Bocca dell'Inferno a Sunnydale, ma Lindsey fa in modo che il suo spirito venga vincolato alla Wolfram & Hart, e in seguito con una magia lo riporta in vita. Lindsey si spaccia per un veggente facendo credere a Spike che le Forze dell'Essere lo abbiano proclamato loro nuovo campione, il titolo che un tempo apparteneva a Angel, al solo scopo di rendere quest'ultimo insicuro.
Lindsey si è tatuato dei simboli mistici sul proprio corpo, che oltre a impedire ai Soci Anziani di avvertire la sua presenza gli conferiscono abilità metafisiche apprese in Nepal. Cordelia aiuta Spike e Angel a smascherare Lindsey, egli affronta Angel il quale, ancora una volta, riesce a batterlo rivelandosi come sempre un avversario irraggiungibile per Lindsey. Wesley con un incantesimo elimina i tatuaggi di Lindsey, che ora non è più al sicuro dai Soci Anziani, venendo punito da loro e vincolato in una dimensione, intrappolato in un loop temporale. Successivamente Angel e Spike lo liberano, e lui si ricongiunge con Eve.
Nel finale della serie Angel lo convince a passare dalla sua parte, vuole eliminare i membri del Circolo della Spina Nera, e a Lindsey affida i demoni del Clan Sahrvin, con la promessa che la poltrona da lui ambita come direttore dello studio legale di Los Angeles sarà finalmente sua. Lindsey accetta e insieme a Lorne tende un agguato ai demoni Sahrvin riuscendo a ucciderli. Lindsey si reputa soddisfatto ma scopre poi di essere caduto nella trappola di Angel che non aveva mandato Lorne con lui per aiutarlo, ma per ucciderlo. Per Angel e Lorne lui rappresenta una minaccia che va eliminata, infine Lorne gli spara due volte e l'uomo passa gli ultimi istanti di vita ad osservare disgustato il suo assassino, trovando ingiusto che Angel non si sia preso la briga di uccidere il suo rivale con le sue stesse mani.

### Linwood Murrow
Personaggio di Angel; è interpretato da John Rubinstein. Sostituisce Manners come nuovo direttore della filiale di Los Angeles della Wolfram & Hart. È un uomo spietato con un carattere debole, tuttavia ama esercitare un potere arbitrario con i propri dipendenti, forte della sua posizione di superiorità.
Quando Angel e Darla danno alla luce loro figlio Connor, una nascita totalmente imprevista essendo stato concepita da due vampiri, Linwood decide di rapire il bambino al fine di studiarlo anche sottoponendolo a crudeli esperimenti. Il direttore fallisce a causa delle intromissioni di Daniel Holtz, inoltre Angel arriva a minacciarlo davanti ai suoi dipendenti, mettendolo nella posizione di non rappresentare più un pericolo per Connor. Quando quest'ultimo viene rapito da Holtz, che lo porta con sé nella dimensione demoniaca di Quor'toth, Angel per salvare suo figlio costringe Linwood a usare le risorse della Wolfram & Hart aprendo, con la magia nera, un altro portale che condurrà alla dimensione demoniaca. In effetti, l'incantesimo crea un collegamento per Quor'toth dal quale Connor ritorna come adolescente, dato che nella dimensione demoniaca il tempo scorre in maniera diversa. Questo rinnova l'interesse di Linwood di rapirlo nuovamente, ma essendo Connor e Angel troppo forti ciò si rivela impossibile.
Il direttore decide di allontanare Lilah dalla filiale di Los Angeles, ma la decisione gli si ritorce contro perché Lilah agisce d'anticipo chiedendo ai Soci Anziani il permesso di ucciderlo. Il permesso le viene accordato alla luce dei fallimenti di Linwood nel sequestro di Connor. In sala riunioni, tramite un congegno nascosto proprio nella poltrona dove Linwood siede, Lilah lo decapita davanti ai suoi colleghi e prende il suo posto come direttrice della filiale.

### Luke
Personaggio di Buffy l'ammazzavampiri; è interpretato da Brian Thompson. È stato il primo antagonista di Buffy nella serie, apparso nei primi due episodi (Benvenuti al college e La riunione). Luke è un vampiro appartenente all'Ordine di Aurelius, servo devoto del Maestro.
È, al pari di Darla, il discepolo prediletto del Maestro. È un vampiro molto forte, anche più di Darla, la quale appare addirittura timorata di lui. Nell'Ordine di Aurelius, è il secondo nella linea di comando dopo il Maestro. Per propria ammissione, ha sempre desiderato uccidere una Cacciatrice. Quando Buffy e Luke si affrontano per la prima volta, quest'ultima non riesce a sconfiggerlo, venendo sopraffatta senza troppe difficoltà, tanto da essere costretta a fuggire.
Il secondo e ultimo scontro tra Buffy e Luke avviene quando il vampiro, alla guida di un suo gruppo, tenta di uccidere tutti gli avventori del Bronze. Proprio quando è sul punto di uccidere Cordelia, viene interrotto da Buffy che lo sfida; questa volta, lo scontro tra i due è più equilibrato e Buffy ne esce vincitrice uccidendolo. L'uccisione di Luke ha permesso a Buffy di affermare la propria autorità di Cacciatrice su Sunnydale, identificando in lei una nemica di cui i vampiri iniziano ad avere paura.

### Maggie Walsh
Personaggio di Buffy l'ammazzavampiri; è interpretata da Lindsay Crouse. La professoressa Walsh viene introdotta nella quarta stagione come insegnante di psicologia di Buffy presso l'Università di Sunnydale. In ambito professionale è molto stimata. 
Successivamente, viene rivelato che la Walsh è la leader dell'Organizzazione, un progetto militare intento a catturare, studiare e modificare il comportamento di vari demoni. La Walsh è anche coinvolta nel progetto 314, un programma tenuto segreto anche a molti membri dell'Organizzazione, che consiste nel creare un ibrido demone-umano-robot noto come Adam. La Walsh ha un rapporto molto stretto con i soldati alle sue dipendenze, in particolare Riley, il suo preferito. Quando Riley scopre che la sua fidanzata Buffy è la Cacciatrice, la Walsh inizialmente pensa che la ragazza possa essere un utile alleato dell'Organizzazione, ma ben presto inizia a provare ostilità nei suoi confronti, a causa della sua natura ribelle e la sua curiosità sul progetto 314. 
Intuendo che Buffy costituisce un pericolo per il progetto, la Walsh cerca di ucciderla mandandola in una missione, in cui viene aggredita da due demoni liberati dalle celle dell'Organizzazione stessa. Quando la Cacciatrice sopravvive, la Walsh decide di attivare Adam e usarlo per sbarazzarsi di lei, ma il mostro uccide la sua creatrice subito dopo il risveglio. In seguito, Adam trasforma il cadavere della Walsh in uno zombie robotico al suo servizio. Infine, la donna verrà eliminata definitivamente da Riley.

### Marcus Hamilton
Personaggio di Angel; è interpretato da Adam Baldwin. È una creatura generata dai Soci Anziani col compito di agire al loro posto in qualità di emissario. Hamilton è l'ultimo avversario affrontato dal protagonista nella serie televisiva.
Hamilton è stato creato dai Soci Anziani È probabilmente il primo essere umano creato dai tre demoni, ragione per la quale è estremamente più potente e inumano degli umani sintetici creati in seguito (come ad esempio Eve), tanto che Illyria gli si riferisce chiamandolo "la creatura", quasi come se ne avesse soggezione. Hamilton è anche in diretto contatto con il Circolo della Spina Nera, setta costituita dai fedeli più potenti dei Soci Anziani. Quando Eve tradisce i Soci Anziani tentando di aiutare Lindsey a eliminare Angel, al suo posto come nuovo collegamento tra Angel e i Soci Anziani subentra proprio Hamilton. Marcus la costringe a firmare il contratto che annulla l'immortalità di Eve concessale svanisce condannandola a vivere da mortale.
Dopo aver ottenuto il suo scopo, si unirà alla Wolfram & Hart come capo del gruppo di Angel presentando loro i clienti e consigliandoli su come svolgere il loro lavoro. Egli si rivela immediatamente diverso dalla predecessora, difatti è un essere freddo e totalmente privo di sentimenti umani. La sua devozione per i Soci Anziani è assoluta, tanto da riferirsi a loro come se Hamilton e i suoi creatori fossero una sola entità, tuttavia ha una bassissima considerazione di Angel, lo stesso Hamilton ammette che l'unico elemento discordante con i Soci Anziani è il fatto che non approva che nutrano per Angel tanta considerazione dato che hanno concesso al vampiro troppi benefici. 
L'autorità esercitata da Hamilton gli deriva dall'essere invincibile per qualunque membro del gruppo, compresi Angel e Illyria, probabilmente i Soci Anziani hanno scelto proprio lui come tramite tra loro è il gruppo di Angel proprio perché lui ha la forza necessario per sconfiggerli qualora tentassero di tradirli. Quando Angel decide di diventare un membro del Circolo della Spina Nera con l'apparente intendo di giurare fedeltà ai Soci Anziani, Hamilton lo aiuta catturando Drogyn dopo aver sconfitto Illyria con facilità, dando a Angel l'occasione di uccidere Drogyn completando la sua iniziazione per entrare nel Circolo della Spina Nera.
Hamilton sarà tuttavia ingannato dal vampiro, che in realtà desiderava entrare nel gruppo per il raggiungimento di un altro scopo: scoprirne i membri e ucciderli, il tutto per colpire i Soci Anziani. La creatura fiuterà però l'inganno e sedurrà Harmony per farsi rivelare il piano di Angel.
Scopertolo si reca alla Wolfram & Hart per fermare Angel nel suo intento di uccidere Sebassis, facendo però nuovamente il gioco del vampiro: egli infatti aveva già previsto che Harmony l'avrebbe tradito e così si era già occupato di Sebassis avvelenandolo. Inoltre ha designato i suoi collaboratori per uccidere gli altri membri del Circolo ed ha attirato Hamilton al solo scopo di affrontarlo e uccidere anche lui.
I due combattono, ma Hamilton si rivela essere molto più forte di quanto il vampiro avesse immaginato; quando è sul punto di vincere e uccidere Angel però interviene Connor in difesa del padre. Nonostante Angel e Connor lo affrontino insieme, la creatura riesce ancora a sovrastarli con estrema facilità. Hamilton a questo punto, sicuro della vittoria, fa l'errore di rivelare inavvertitamente il segreto della sua forza: nel suo sangue scorre l'antico potere dei Soci Anziani. Sentito di ciò, Angel prontamente lo morde al collo, succhiandogli il sangue e con esso la forza dei Soci Anziani; in tal modo il vampiro si potenzia e Hamilton si indebolisce. Dunque Angel si scaglia su di lui e lo uccide con un unico pugno spezzandogli il collo.
In seguito i Soci Anziani puniranno l'omicidio di Hamilton e del Circolo della Spina Nera spedendo tutta Los Angeles all'inferno.

### Merl
Personaggio di Angel; è interpretato da Matthew James. È un demone di cui spesso Angel e i suoi amici si servono in cerca di informazioni. Merl è un demone innocuo, pur essendo anche vigliacco, ambiguo e amante dei soldi. Il suo volto ricorda quello di una lucertola.
Si è spesso rivelato un'ottima risorsa per Angel, questo perché Merl ha contatti con la comunità demoniaca di Los Angeles, infatti Merl è un buon informatore, benché tra lui e Angel c'è una vicendevole antipatia: ciò che Merl non sopporta del vampiro è che tende a essere supponente e aggressivo nei suoi confronti, al contrario Gunn e Wesley cercano con lui un approccio meno veemente, benché Gunn ammetta che, essendo Merl un demone, non riesce a vederlo come una figura amica. Merl a volte elargisce informazioni utili anche solo per evitare di mettersi nei guai, anche perché, non essendo un demone aggressivo, si è rivelato in varie occasioni totalmente incapace di difendersi.
Visto l'astio che Merl nutre per Angel, per evitare problemi Gunn e Wesley tentano di aiutarli ad allacciare un rapporto più pacifico, ma prima di riuscire nell'intento Merl viene trovato morto nel suo appartamento, il suo corpo è stato fatto praticamente a pezzi. Angel e i suoi amici indagano sulla morte di Merl scoprendo che i colpevoli sono i ragazzi della guerriglia di cui un tempo Gunn era membro, ora guidata da Rondell e Gio. Loro uccidono i demoni indiscriminatamente, Merl è stato solo uno dei loro numerosi bersagli, infine Angel e la sua squadra pongono fine alla loro scia di morti quando Gio viene ucciso da un demone. Angel ammette che rimpiange di non aver mai trattato Merl da amico.

### Merrick
Personaggio di Buffy l'ammazzavampiri; è il primo Osservatore di Buffy, morto nel 1996 per mano del vampiro Lothos, al fine di proteggere la sua discepola. Introdotto nell'omonimo film del 1992, interpretato da Donald Sutherland, ricompare in un flashback della serie televisiva, interpretato da Richard Riehle, e nel fumetto Le origini, prequel del telefilm. La rappresentazione di Merrick nel lungometraggio non è canonica nell'universo della serie televisiva.
Nell'universo del telefilm Merrick è americano e fu addestrato fin da bambino per essere un Osservatore, a tal proposito suo padre lo istruì su tutte le dottrine principali da trasmettere alle discepole. Durante la sua vita, Merrick addestrò cinque Cacciatrici, ma tutte morirono davanti ai suoi occhi: tre in circostanze imprecisate e due uccise da un vampiro millenario di nome Lothos. Nel film Merrick ha un forte accento britannico ed è descritto come una sorta di creatura magica nata al solo scopo di addestrare le Cacciatrici, capace di reincarnarsi all'infinito, accumulando le memorie di tutte le vite precedenti.
Nel 1996 si reca a Los Angeles per incontrare la nuova Cacciatrice, la quindicenne Buffy Summers. Egli la mette al corrente del suo destino e diventa il suo Osservatore. Inizialmente il rapporto tra i due non è dei migliori e si basa molto su sarcasmo e frustrazione reciproca, ma in seguito si affezioneranno l'uno all'altra e matureranno un forte rispetto. Merrick ammetterà di vedere in Buffy un'innata qualità di leadership mai vista nelle altre Cacciatrici, che crede la porterà lontano. Quando i due vengono attaccati da Lothos, l'uomo morirà, dopo aver messo in salvo la discepola. Buffy, in seguito, ucciderà il vampiro e dedicherà la vittoria al compianto mentore. Nell'universo della serie televisiva Merrick si suicida per non permettere a Lothos di trasformarlo in vampiro ed usarlo contro la discepola, mentre nel film viene trafitto da Lothos col suo stesso paletto.

### Nina Ash
Personaggio di Angel; è interpretata da Jenny Mollen. Nina è una studentessa d'arte divenuta un lupo mannaro. Vive a Los Angeles insieme alla sorella maggiore Jill e alla nipotina Amanda alle quali è molto legata, è una ragazza bella e passionale. 
Nina appartiene alla razza Lycanthropus exterus, una sottospecie di licantropo più rara rispetto a quella rappresentata da altri licantropi del Buffyverse, come Oz o Veruca. Rispetto a questi ultimi, un exterus ha un aspetto molto più lupesco e una guarigione dalle ferite estremamente rapida. Inoltre, se un exterus viene ucciso mentre si trova nella sua forma mostruosa, il cadavere riacquista forma umana, cosa che non succede ad altri licantropi. Nina viene introdotta nella quinta stagione. Durante una sera di luna piena, Nina viene aggredita da un licantropo di nome McManus, il quale la morde al braccio destro, si salva solo grazie a Angel che uccide McManus impedendogli di ucciderla.
Durante la successiva notte di luna piena, Nina si trasforma in licantropo per la prima volta, ma viene trovata da Angel e Wesley, quest'ultimo riesce a sedarla e viene portata alla Wolfram & Hart. Il mattino seguente, tornata umana, Nina viene informata da Angel circa la sua nuova natura. Da quel momento, Nina è costretta a chiudersi in gabbia (messa a disposizione dalla Wolfram & Hart) tre notti al mese. Disperata per la sua condizione, Nina trova conforto in Angel che, essendo un vampiro, comprende il dolore di avere un lato oscuro da reprimere.
In seguito, la ragazza viene rapita e portata al ristorante di un uomo di nome Jacob Crane, interessato a vendere la carne del licantropo come cibo per palati raffinati. Angel, Wesley, Fred e Gunn fortunatamente riescono a rintracciarla e salvarla, Nina morde Evan Royce, colui che l'aveva consegnata a Crane infettandolo e facendo di lui un licantropo, di conseguenza Crane accetta di lasciarla in pace dato che ora diventerà Evan il loro prossimo pasto. Angel riporta Nina a casa sua, nonostante la paura di lei di costituire un pericolo per la sorella Jill e Amanda. Angel le spiega che, proprio tenendosi lontana dalle persone che ama, farebbe vincere il mostro che è dentro di lei.
Fin da subito emerge l'attrazione tra Angel e Nina, tuttavia il vampiro ammette di voler avere con lei solo un rapporto platonico, ma Nina ormai gli fa capire di desiderare da lui più dell'amicizia. Anche se Angel è insicuro al riguardo, decide di darle una possibilità, vedendo in Nina un'alternativa alla solitudine alla quale ormai è troppo abituato. Angel fa l'amore con lei dando prova di poter fare sesso senza perdere la propria anima nonostante la maledizione, come infatti aveva già previsto Wesley ciò è chiaramente dovuto al fatto che la maledizione si attiva solo quando il vampiro vive un momento di felicità perfetta, con Nina invece ha solo sperimentato una "felicità accettabile".
Appare evidente che Nina si è innamorata di lui, ma anche se Angel tiene alla ragazza, ammette di non pensare a lei come a una fidanzata. Prima di affrontare la battaglia contro il Circolo della Spina Nera, Angel, temendo un'imminente apocalisse, convince Nina a lasciare la città con la sorella e la nipote. Nina ha capito che la loro relazione è giunta al termine, infatti Angel le fa capire che non era sua intenzione portarla avanti.
Nel fumetto Angel: Dopo la caduta, quando i Soci Anziani spediscono tutta Los Angeles all'inferno, Nina non fa in tempo ad abbandonare la città, dunque mette al sicuro Jill e Amanda. In seguito si allea con Connor e Gwen per mettere al sicuro gli abitanti più inermi della città. Nella loro crociata i tre si ricongiungono con Angel e lo assistono nell'impresa di strappare la città al controllo dei demoni. Nina è al fianco di Angel anche nella battaglia finale contro il vampiro Gunn. Quando la città viene riportata alla normalità, costringendo i Soci Anziani a resettare la linea temporale dall'invio all'inferno, ella rimane come parte integrante della squadra, i cui membri sono ora acclamati come eroi cittadini. Si apprende in seguito che Nina si è sposata.

### Olaf
Personaggio di Buffy l'ammazzavampiri; è interpretato da Abraham Benrubi. In passato era il marito di Anya, quando quest'ultima si chiamava ancora Aud, lei tuttavia lo maledì trasformando Olaf in un troll. In principio Olaf era solo un contadino ma nell'880 d.c. quando Anya scoprì che l'aveva tradita lo punì usando l'incantesimo "Speranza di Thornton", e infatti Olaf venne cacciato dal proprio villaggio dato che, per via delle mostruose sembianze di troll che ora aveva, tutti gli abitanti spaventati da lui lo allontanarono in maniera aggressiva.
L'aver trasformato Olaf ha permesso ad Aud di diventare un demone della vendetta, dato che il demone D'Hoffryn rimase colpito dall'abilità con cui Anya aveva eseguito su suo marito l'incantesimo, divenendo così Anyanka. Olaf dispone della forza fisica sovrumana tipica dei troll, inoltre può anche usare il martello del dio dei troll che lo rende ancora più forte. Olaf venne in seguito sigillato in un cristallo da un gruppo di streghe, ma proprio Anya inavvertitamente lo libera mentre Willow eseguiva un incantesimo. Il troll tenta di fare del male ad Anya ma Xander e Buffy affrontano Olaf, quest'ultimo riesce però a sopraffarli. Dato che il martello del dio dei troll lo rende troppo forte, Willow usa la magia per toglierglielo di mano, di conseguenza adesso che la forza di Olaf si è ridotta Buffy lo affronta nuovamente, ma questa volta lo sconfigge con facilità.
Willow decide di usare la stregoneria per mandare Olaf nella terra dei troll. Buffy e i suoi amici prendono possesso del martello di Olaf, che infatti si è rivelato estremamente utile nella battaglia contro Glory, infatti Buffy impugnando il martello è riuscita a sconfiggerla in combattimento.

### Parker Abrams
Personaggio di Buffy l'ammazzavampiri; è interpretato dall'attore Adam Kaufman. Compare unicamente nella quarta stagione.
Parker viene introdotto nell'episodio L'accecante luce del giorno, in cui fa amicizia con Buffy all'università e va ad una festa con lei la sera stessa. I due finiscono a letto insieme, ma il giorno dopo Parker la ignora, facendole capire che ciò che è accaduto tra loro non significava nulla, facendo sentire Buffy profondamente umiliata e addolorata. Nel corso degli episodi diviene chiaro che Parker è abituato a flirtare con le ragazze per poi abbandonarle non appena riesce a portarle a letto. Nell'episodio Birra stregata, Buffy, per dimenticarlo, affonda i dispiaceri nella birra. Non sapendo che si tratta di birra stregata, la giovane Cacciatrice si ritrova trasformata in una cavernicola. Con l'aiuto dei suoi amici, la ragazza salva Parker da un incendio. Il giovane prova a scusarsi per quello che le ha fatto, ma Buffy, ancora in forma primitiva, gli tira un possente pugno mandandolo al tappeto. L'ultima apparizione di Parker avviene poi nell'episodio Le pattuglie della notte, dove Riley, innamoratosi di Buffy, lo colpisce con un pugno a seguito di un commento maschilista fatto dal giovane nei confronti della Cacciatrice.

### Prima Cacciatrice
Personaggio di Buffy l'ammazzavampiri; è interpretata da Sharon Ferguson. Nei tempi antichi, il suo nome era Sineya ed è stata colei che per prima ha ricevuto il potere della Cacciatrice, anche per questo viene chiamata "la Primordiale". In un tempo in cui i mostri terrorizzavano il mondo, tre sciamani le conferirono il potere oscuro di un demone facendone la Prima Cacciatrice.
Durante il finale della quarta stagione, Willow ha dovuto invocare lo spirito della Prima Cacciatrice affinché lei, Xander e Giles potessero usare l'Incantesimo Unificante in modo che la loro forza vitale aumentasse la potenza di Buffy. Quest'ultima divenendo temporaneamente una dea, uccide Adam, ciò ha provocato tuttavia una conseguenza: lo spirito della Prima Cacciatrice, offeso dal fatto che Willow, Giles e Xander avessero unificato la loro forza con quella di Buffy contaminando in questo modo il potere della Cacciatrice, da lei ritenuto votato alla solitudine, li prende di mira. Nel mondo dei sogni, Buffy riesce ad allontanarla limitandosi a ignorarla.
La Prima Cacciatrice è riapparsa altre volte, ad esempio come visione a Buffy durante un ritiro spirituale in cui le fa capire che, per chiudere i portali dimensionali collegati alle dimensioni demoniache, era costretta a sacrificare la propria vita al posto di quella della sorellina Dawn. Successivamente, quando il Primo intendeva liberare i Turok-Han dalla Bocca dell'Inferno, la Prima Cacciatrice ha avvertito Buffy che i mezzi di cui disponeva non erano sufficienti per sconfiggerli. Alla ragazza venne l'idea di chiedere a Willow di usare la magia per trasformare le Potenziali in vere Cacciatrici, e sconfiggere i Turok-Han. Di conseguenza, la Prima Cacciatrice riveste in un certo senso il ruolo di guida per Buffy.

### Quentin Travers
Personaggio di Buffy l'ammazzavampiri; è interpretato dall'attore Harris Yulin. Quentin è un importante membro del Consiglio degli Osservatori.
Viene introdotto nella terza stagione, nell'episodio Compleanno di terrore, quando organizza il cruciamentum di Buffy, un rito iniziatico in occasione del suo diciottesimo compleanno. Giles viene costretto a somministrarle un potente rilassante muscolare per diminuire i suoi poteri, per poi farla rinchiudere in una stanza con un vampiro folle, in modo che possa dimostrare di essere una buona Cacciatrice anche senza i suoi poteri; il test viene però in parte vanificato perché Giles avvisa la ragazza della situazione. Quentin è impressionato dalle prestazioni di Buffy, ma licenzia Giles in quanto il rito non prevedeva l'intervento dell'Osservatore. Ordina dunque a Wesley Wyndam-Pryce di prendere il posto di Giles. Tuttavia, la sua autorità è di breve durata e Buffy alla fine della stagione tronca tutti i legami con il Consiglio degli Osservatori.
Nella quinta stagione, nell'episodio Il controllo, Quentin ritorna con un drappello di Osservatori ed offre informazioni a Buffy su Glory a patto che superi diversi esami da loro imposti. Buffy, tuttavia, capisce che Quentin sta approfittando della situazione per tenerla sotto controllo e annuncia che accetterà la collaborazione del Consiglio solo a patto che sia il Consiglio a lavorare per lei e non viceversa. Con riluttanza, Quentin accetta le condizioni di Buffy, reintegrando inoltre Giles tra gli Osservatori, come richiesto dalla Cacciatrice.
Durante la settima stagione, nell'episodio Non lasciarmi mai, Caleb, su ordine del Primo, fa esplodere la sede del Consiglio degli Osservatori. Quentin morirà insieme ai suoi colleghi lì presenti.

### Rack
Personaggio di Buffy l'ammazzavampiri; è interpretato dall'attore Jeff Kober.
Rack è uno stregone ambiguamente malvagio che compare soltanto nella sesta stagione. Rack è l'equivalente mistico di uno spacciatore di droga: cede dosi di magia ai suoi clienti, provocando loro sensazioni di estremo piacere e una fortissima dipendenza; in cambio non pretende denaro, ma esige di poter violare la mente del cliente. Il suo covo è schermato da un potente sortilegio, di modo che soltanto i demoni e coloro che sanno usare la magia possono trovarlo.
Nell'episodio Fuori controllo, Amy convince Willow ad andare da Rack quando entrambe hanno esaurito tutto il loro potere magico. Dopo il primo assaggio della magia di Rack, Willow diventa immediatamente dipendente, tanto che torna da lui la notte successiva. L'overdose di magia fa in modo che Willow evochi involontariamente un demone che quasi riesce a uccidere Dawn. Dopo questo episodio, Willow giura di rinunciare alla magia e non tornare più da Rack.
Rack ricompare negli episodi Perversi e Due da eliminare, quando Warren, dopo aver per sbaglio ucciso Tara, la ragazza di Willow, e aver ferito Buffy, paga lo stregone per avere qualche sorta di protezione magica, avendo scoperto che la Cacciatrice è sopravvissuta. Lo stregone dà a Warren gli incantesimi di protezione richiesti, ma lo avverte che Buffy è l'ultimo dei suoi problemi rispetto a Willow, che infatti lo ucciderà. Ormai schiava della magia oscura, Willow si reca di nuovo da Rack, il quale è felice di poter di nuovo abusare della mente della strega. Tuttavia, Willow assorbirà senza permesso tutta la magia di Rack, diventando ancora più potente, per poi uccidere lo stregone.

### Richard Wilkins
Personaggio di Buffy l'ammazzavampiri; è interpretato da Harry Groener. Wilkins è il fondatore e sindaco di Sunnydale, nonché l'antagonista principale nella terza stagione del telefilm.
Verso la fine del diciannovesimo secolo, Wilkins era un potente stregone che fondò, proprio in corrispondenza della Bocca dell'Inferno, la cittadina di Sunnydale. Fece diversi patti con i demoni che infestavano Sunnydale, perdendo l'anima, ma ottenendo l'immortalità e il totale arresto del processo di invecchiamento. Si sposò con una donna, Edna May, ma il loro matrimonio divenne sempre più infelice, man mano che lei invecchiava e si avvicinava alla morte. In seguito, Wilkins divenne sindaco di Sunnydale innumerevoli volte, spacciandosi per suo figlio e suo nipote.
Durante la terza stagione, Wilkins si prepara a compiere il terribile rituale che lo porterà all'Ascensione, ovvero la trasformazione in un demone puro, ovvero privo della componente umana che caratterizza i demoni attualmente in circolazione. A tal scopo si alleerà con numerosi vampiri e demoni, nonché con la Cacciatrice Faith. Quest'ultima, infatti, non riuscendo ad ambientarsi nella Scooby Gang di Buffy, si unirà al nemico che stavano combattendo. Wilkins si affeziona molto a Faith e tra i due si creerà una sorta di rapporto padre-figlia. Tuttavia, Faith finirà in coma in seguito a uno scontro con Buffy. Wilkins compie l'Ascensione davanti al liceo di Sunnydale, durante la cerimonia della consegna dei diplomi. Dopo aver assunto la forma di un Olvikan, un gigantesco serpente, il sindaco e i vampiri suoi alleati vengono attaccati dagli stessi studenti del Liceo, preparati e armati da Buffy. Quest'ultima provoca l'enorme serpente, mostrandogli il pugnale che lui aveva regalato a Faith e che Buffy ha sottratto all'avversaria dopo averla mandata in coma. Il sindaco segue Buffy fino alla biblioteca, dove Buffy ha piazzato un'ingente quantità di esplosivo. Caduto nella trappola, Wilkins muore nell'immane esplosione innescata da Giles che distrugge la scuola.

### Robin Wood
Personaggio di Buffy l'ammazzavampiri; è interpretato da D. B. Woodside. È il nuovo preside del liceo di Sunnydale che sostituisce Snyder dopo la morte di quest'ultimo, quando il liceo viene ricostruito dopo che Giles lo aveva fatto esplodere per uccidere Wilkins.
Robin convince Buffy a lavorare al liceo offrendole un posto come consulente scolastica, tra i due c'è pure un po' di attrazione, ciò fa un po' ingelosire Spike, il quale è innamorato di Buffy. Tra Spike e Robin si instaura una latente rivalità, quest'ultimo invita Buffy a cena ma, durante il loro appuntamento vengono aggrediti da dei vampiri, sorprendentemente Robin aiuta Buffy a ucciderli rivelandosi un ottimo combattente, e a quel punto lui le rivela di essere il figlio di Nikki Wood, una Cacciatrice morta negli anni 70, Robin aveva solo quattro anni, a crescerlo è stato Bernard Crowley, l'Osservatore di Nikki.
Crescendo Robin è diventato un cacciatori di vampiri, tuttavia pur essendo il figlio di una Cacciatrice, Robin non ha ereditato nessun potere della madre, lui è solo un normale essere umano. Robin decide di fiancheggiare Buffy e Spike nella lotta contro il Primo il quale però si presenta a Robin nelle sembianze della defunta madre rivelandogli che è stato Spike a ucciderla, chiaramente con lo scopo di portare disordine nel gruppo. Robin combatte al fianco di Spike, tenta di conoscerlo meglio, anche se ora Spike ha un'anima non si fida di lui, specialmente perché il Primo può plagiare Spike trasformandolo in una creatura feroce tramite un innesco, ciò rafforza i pregiudizi che Robin ha su di lui, sempre più convinto che Spike è una minaccia e che vada eliminato.
Robin tende una trappola a Spike e con il computer scarica la canzone Early One Morning l'innesco di cui si serviva il Primo per inferocire il vampiro, Robin infatti ci teneva ad affrontare Spike quando quest'ultimo è assorbito della propria rabbia omicida, Robin riesce in un primo momento a sopraffare Spike e proprio quando era sul punto di ucciderlo e vendicare la madre, Spike ritrova il suo autocontrollo, ha superato l'impasse psicologico che il Primo esercitava su di lui e infatti ora può ascoltare la canzone senza farsi trascinare dalla rabbia e dall'aggressività. Spike sconfigge Robin senza difficoltà, e purtroppo lo costringe ad affrontare la verità: lui non accettava che Nikki non lo amasse abbastanza da rinunciare alla propria missione di Cacciatrice pur di crescerlo.
Anche se Spike avrebbe potuto ucciderlo gli risparmia la vita dato che in fondo è consapevole che l'odio che Robin nutriva nei suoi confronti era in parte giustificabile dato che il vampiro gli uccise la madre. Buffy convince Robin ad accantonare la sua rabbia contro Spike dato che, nella lotta contro il Primo, lui sarà fondamentale per la vittoria. Robin e Faith diventano amanti, inoltre nella battaglia finale contro il Primo, Robin combatte insieme alle Cacciatrici affrontando i servi del Primo, ovvero i Portatori e i Turak-Han, uscendone vincitori.

### Sahjhan
Personaggio di Angel: è interpretato da Jack Conley. È un demone che in passato venne maledetto insieme ai suoi simili, condannati a essere intangibili. Sahjhan col tempo ha sviluppato abilità quali quelle di viaggiare nel tempo e nelle dimensioni, usa questa capacità per invecchiare più lentamente.

### Sebassis
Personaggio di Angel; è interpretato da Leland Crooke. Viene chiamato "l'Arciduca", ritenuto una vera eminenza nella comunità demoniaca. A detta di Angel, è uno degli elementi di maggior spicco del Circolo della Spina Nera. È a capo di oltre quaranta legioni e, tra gli associati della Wolfram & Hart, viene trattato con assoluta riverenza.
Quando Angel era un vampiro crudele, Sebassis si riteneva un suo grande ammiratore e, benché il vampiro abbia cambiato nome, Sebassis continua a chiamarlo Angelus. È sempre accompagnato del proprio demone schiavo, che viene portato al guinzaglio e riversa il proprio sangue su un calice dal quale Sebassis si disseta. Quando Angel aderisce al Circolo della Spina Nera, Sebassis si rivela enormemente compiaciuto, ignaro però che quello di Angel è solo uno stratagemma per eliminare la setta, individuarne i membri e ucciderli. Angel sceglie di prendere di mira proprio Sebassis, con l'apparente intenzione di ucciderlo personalmente.
Quando Hamilton scopre da Harmony le vere intenzioni di Angel, gli impedisce di raggiungere l'abitazione di Sebassis, illuso di poterlo salvare. Angel, tuttavia, anche se indirettamente è già riuscito a ucciderlo: durante una riunione del Circolo della Spina Nera aveva contaminato con il suo anello il sangue dello schiavo di Sebassis. Mentre Sebassis si trova nella propria casa impegnato a farsi un bagno, muore bevendo il sangue avvelenato del proprio schiavo, che muore con lui.

### Silas
Personaggio di Angel; è interpretato da Michael Phenicie. Silas è un demone della dimensione di Pylea, a capo del Consiglio di Trombli che governa sul regno. È l'autorità massima su Pylea, viene chiamato "maestro" ed è stato l'antagonista finale della seconda stagione.
Silas è un individuo malvagio e manipolatore, con gli altri demoni di Pylea tratta gli umani della loro dimensione come schiavi, chiamandoli "mucche". Fa la sua prima apparizione quando Cordelia raggiunge involontariamente Pylea rivelando i suoi poteri di veggente, infatti Silas, dopo essersi accertato delle visioni di Cordelia, decide di farne la sovrana di Pylea. Secondo le leggende, infatti, una persona con quel potere sarebbe giunta come un Messia. In realtà Silas progetta di uccidere Cordelia, quando lei avrà ceduto i suoi poteri al guerriero Groosalugg tramite un rapporto sessuale.
Angel, Gunn, Wesley e Lorne giungono a Pylea per salvare Cordelia. Nonostante Silas tenti più volte di eliminarli, i suoi piani falliscono, complice l'amore che Groosalugg nutre nei confronti della donna e che lo fa parteggiare per lei. Inoltre,  Wesley e Gunn capeggiano un gruppo di umani ribelli che riescono a rovesciare il Consiglio di Trombli.
Messo alle strette, Silas decide di uccidere tutti gli umani schiavi di Pylea con un congegno che attiva i loro collari, ma Cordelia riesce a impedirglielo uccidendolo con una spada. Con la morte di Silas e lo scioglimento del Consiglio di Trombli, la monarchia di Pylea cessa di esistere e viene proclamata una Repubblica.

### Skip
Personaggio di Angel; è interpretato da David Denman. È un demone che lavora per le Forze dell'Essere. Il suo corpo è rivestito quasi totalmente da una lega metallica ed è dotato di enormi poteri magici, benché durante la lotta preferisca fare uso solo della forza bruta. Tuttavia non è forte quanto Angel, il quale in più occasioni è stato capace di sopraffarlo.
Quando Doyle trasmette a Cordelia il potere delle visioni rendendola un tramite delle Forze dell'Essere, la ragazza dopo due anni rischia di morire perché il potere non è adatto a un essere umano. Sarà Skip a intervenire in suo aiuto: si assume la responsabilità di riscrivere il passato, in modo che Cordelia si trovi nella posizione di non ricevere il dono di Doyle. La donna, tuttavia, chiede a Skip di fare di lei una creatura demoniaca e il demone realizza il suo desiderio. Ora che Cordelia è in parte un demone, riesce a sostenere le visioni senza nessun problema. In seguito, Skip rivendica le Forze dell'Essere promuovendo Cordelia a essere superiore poiché, con la sua trasformazione, è divenuta degna di evolversi in una Forza dell'Essere. Skip assiste all'ascesa di Cordelia a un piano superiore.
Cordelia però torna sulla Terra da umana e viene posseduta da un'altra delle Forze dell'Essere, ovvero Jasmine. Si scoprirà che Skip era complice di Jasmine e aveva manipolato Cordelia affinché facesse da tramite umano di Jasmine, per aiutarla a proiettarsi fisicamente sulla Terra. Wesley sparerà a Skip, uccidendolo.

### Snyder
Personaggio di Buffy l'ammazzavampiri; è interpretato da Armin Shimerman.
Nella prima stagione, è un insegnante del Liceo di Sunnydale, lo stesso frequentato da Buffy, Xander e gli altri ragazzi. Dimostra subito di essere arrogante e tirannico verso professori e studenti, nonché sospettoso verso Buffy a causa del suo lavoro segreto di Cacciatrice. Diventa il preside nell'episodio Il branco, dopo che il precedente preside viene ucciso e sbranato dagli uomini iena.
Nella seconda stagione, Snyder dimostra ancora la sua indole aggressiva e prepotente, obbligando Buffy a lavorare per la festa dei genitori nell'episodio Un avversario pericoloso, rimanendo intrappolato con Joyce Summers e gli altri genitori in un'aula, mentre Buffy, Angel e gli altri lottano con la banda di Spike: dopo quanto avvenuto si scopre che lui è a conoscenza dell'esistenza dei vampiri che vivono a Sunnydale, ma aiuta le autorità a tenere segreta la faccenda; il preside dimostra anche di conoscere la Bocca dell'Inferno. Giles trova curioso che Snyder, nonostante la sua avversione per gli adolescenti, abbia scelto la carriera di educatore. Nell'ultima puntata della seconda stagione accusa Buffy dell'omicidio di Kendra, in verità assassinata da Drusilla. Espelle la giovane Cacciatrice da scuola e tenta di farla arrestare. Nella parte finale parla con Buffy e le rivela che ha sempre sognato di espellerla. 
Nella terza stagione, Snyder tenta di impedire in ogni modo a Buffy di tornare nella scuola, ma alla fine è costretto a riammetterla quando cadono tutte le accuse contro di lei. Compare sempre nel ruolo del sospettoso indagatore sul lavoro segreto della Cacciatrice. Nella puntata Scelte sopraggiunge nella mensa dove il sindaco Wilkins e la Scoobie Gang stanno trattando il rilascio di Willow, ma batte precipitosamente in ritirata. Nel finale di stagione, il sindaco Wilkins, diventato un demone Olvikan tramite l'Ascensione, divora Snyder.

### Trevor Lockley
Personaggio di Angel; è interpretato da John Mahon. È il padre di Kate, proprio come la figlia è un poliziotto del dipartimento di Los Angeles, va in pensione dopo anni di servizio. Ha perso sua moglie, e da allora lui e la figlia hanno un rapporto pressoché inesistente.
Non è mai riuscito a superare la morte di sua moglie, di riflesso Trevor si è trasformato in un pessimo padre, a dispetto dell'affetto che Kate continua a nutrire per lui cercando costantemente l'approvazione paterna e dei gesti di amore da parte di Trevor. Anche se lui vuole bene a sua figlia, essendo troppo orgoglioso e introverso si rifiuta di comunicare con Kate, pur essendo consapevole che i propri comportamento fanno soffrire la figlia, Trevor è incapace di essere un buon genitore, quando ne ha l'opportunità non si astiene dall'umiliarla. Trevor vive solo per il proprio lavoro di poliziotto, un altro elemento nel suo rapporto con la figlia che li ha spinti ad allontanarsi, infatti Kate fin da bambina soffriva nel vedere che Trevor si sentisse più a proprio agio con i colleghi che con lei.
Angel scopre che Trevor lavora con un demone a capo di un gruppo criminale: lui in cambio di denaro lo aiuta a trafficare una droga sintetica che, se assunta da un demone, lo rende feroce e aggressivo. Angel tenta di convincere Trevor a tirarsi indietro per evitare che si comprometta, ma egli per testardaggine non accetta di ascoltarlo. È implicito che il denaro che lui guadagna dai suoi affari criminali, all'insaputa di Kate, fossero destinati proprio alla figlia, voleva per Kate una vita diversa dalla sua. Il demone che gestisce il traffico di droga, a causa dell'intromissione di Angel, inizia a vedere in Trevor un complice scomodo e dunque manda dei vampiri a ucciderlo.
Trevor invita i vampiri in casa sua, e poi lo uccidono senza dargli la possibilità di difendersi, Angel avrebbe potuto salvarlo ma dato che anche lui è un vampiro, non poteva valicare la soglia dato non aveva avuto modo di dargli il permesso di entrare nella sua casa. Solo dopo la morte del padre Kate scopre che guadagnava del denaro sporco, infine lei e Angel uccidono il demone e i vampiri che lavoravano per lui vendicando la morte di Trevor.

### Veruca
Personaggio di Buffy l'ammazzavampiri; è interpretata Paige Moss. È una ragazza licantropo, si esibisce come cantante in una band, è apparsa nella quarta stagione in soli tre episodio, Veruca oltre a Oz e Nina Ash è l'unico licantropo che ha fatto la sua comparsa sia nella sua forma umana che in quella animale nell'universo televisivo della serie.
Veruca è una ragazza decisamente crudele e spietata, cosa testimoniata dal fatto che non prova il minimo rimorso all'idea di uccidere nelle notti di plenilunio, Veruca infatti ammette che ricorda ogni cosa che fa quando è nella propria forma animale, per propria ammissione all'inizio era spaventata quando divenne un licantropo ma poi ha finito per venerare la propria natura di mostro ai limiti del fanatismo, arriva a definire la forma umana solo una "maschera" perché considera la ferocia della sua metà animale un'espressione di forza e libertà. Quando Oz la incontra per la prima volta percepisce qualcosa che lo spinge a provare dell'interesse verso di lei, che va oltre l'attrazione, nonostante il suo indiscusso amore per Willow non riesce a resistere a Veruca, tanto che Willow diventa gelosa sentendosi minacciata dalla ragazza.
Oz durante una notte di luna piena si trasforma in licantropo e proprio quando era sul punto di aggredire Maggie Walsh incontra Veruca, pure lei trasformata in licantropo, i due non sapendo contenere i propri istinti avranno un rapporto sessuale molto aggressivo, solo il giorno dopo quando torneranno umani Oz scopre che Veruca è un suo simile benché lei non abbia alcun dubbio sul fatto che Oz lo avesse intuito già al loro primo incontro. Oz si sente in colpa per aver tradito Willow, visto che lei e Oz condividono la medesima natura Veruca desidera sedurlo ancora ma soprattutto vuole che il ragazzo possa abbracciare la sua stessa filosofia di vita. Oz è costretto a chiudersi in una gabbia con Veruca durante un'altra notte di plenilunio per evitare che lei circolasse a piede libero mettendo in pericolo degli innocenti, così Veruca e Oz per la seconda volta, nella loro forma di lupo, consumeranno un altro rapporto sessuale.
Willow lo scopre il giorno dopo vedendoli insieme, Veruca è visibilmente contenta di vedere Willow umiliata, tuttavia non è ancora soddisfatta, infatti desidera ucciderla ritenendo che Willow con la sua sola presenza impedisce a Oz di esprimere la sua vera natura di mostro, ma Oz la difende, tutti e due si trasformano in licantropi e si affrontano, Oz ne esce vincitore uccidendo facilmente Veruca mordendola ferocemente. Nonostante Willow fosse disposta a perdonare i tradimenti di Oz quest'ultimo decide di lasciarla perché il confronto con Veruca gli ha fatto capire che il suo istinto di licantropo non si concilia con l'amore che prova per Willow.

### Virginia Bryce
Personaggio di Angel; è interpretato da Brigid Brannagh. La sua è una famiglia di stregoni, il padre Magnus gestisce un network, la loro è una famiglia molto ricca. Virginia appartiene al jet set di Los Angeles.
Magnus incarica Angel di proteggere Virginia dal suo rivale in affari Paul Lanier il quale intende rapirla, in realtà Paul vuole proteggerla per evitare che Magnus la dia in sacrificio a Yeska, un demone Davric che aumenterà il potere magico di Magnus: affinché ciò sia possibile deve garantire la verginità di Virginia, ecco perché ha scelto Angel come sua guardia del corpo dal momento che per via della maledizione degli zingari ha cui è legata l'anima del vampiro, per egli è teoricamente proibitiva l'intimità sessuale per evitare che l'anima gli sia sottratta. In realtà colui che Magnus ha assunto per proteggere Virginia è Wesley, il quale si è spacciato per Angel. Da subito Wesley e Virginia si prendono in simpatia, tra i due c'è attrazione e fanno l'amore.
Durante la festa dei 50 anni di Magnus, egli e i suoi seguaci si apprestano a dare Virginia in sacrificio, lei era all'oscuro delle vere intenzioni del padre, ma Wesley lotta per salvara, aiutato da Angel, Cordelia e Gunn. Tuttavia non appena Yeska fa la sua apparizione, rifiuta Virginia come dono sacrificale constatando che lei non è vergine, lei stessa confessa al padre di essere stata già con vari uomini. Ora che il sacrificio non è più possibile, Virginia è al sicuro e rinnega il padre, delusa e disgustata dal suo comportamento dato che era disposto a sacrificarla per la sua brama di potere.
Virginia intraprende una relazione con Wesley, stare con lei gli permette di farsi conoscere nell'ambiente mondano di Los Angeles. Virginia ha avuto un'ottima influenza su di lui, infatti nel breve periodo in cui Angel aveva abbandonato il gruppo, è stato Wesley a rivestire il ruolo di leader proprio perché Virginia lo aveva esortato a esplorare meglio le sue potenzialità. Quando Wesley aveva rischiato di morire in uno scontro con uno zombie, Virginia decide di lasciarlo perché, anche se è evidente che lo ama, per lei non è possibile accettare i rischi che lui corre per via del suo lavoro come cacciatore di demoni; in realtà non è stato necessario che Virginia lo lasciasse, dato che Wesley aveva già capito da solo che lei non desiderava portare avanti la loro relazione.

### Warren Mears
Personaggio di Buffy l'ammazzavampiri; è interpretato da Adam Busch. Warren è un genio della robotica, nonché uno degli antagonisti principali della sesta stagione.
Warren viene introdotto nella quinta stagione, nell'episodio La ragazza dei sogni, in cui è braccato da April, una ragazza robot che lui stesso aveva costruito tempo prima affinché potesse fungere da surrogato di una fidanzata. Essendo ormai fidanzato con una ragazza di nome Katrina, Warren si trova costretto a chiedere l'aiuto di Buffy per sopravvivere alla gelosia di April. Grazie alla Cacciatrice, Warren si libera del robot, ma viene comunque lasciato da Katrina, precedentemente attaccata da April. In seguito costruirà per Spike una seconda ragazza robot con le fattezze di Buffy.
Nella sesta stagione, Warren stringe amicizia con Andrew Wells e Jonathan Levinson, con i quali decide di formare un Trio di supercattivi e conquistare Sunnidayle, diventando in fretta nemici di Buffy e del resto della Scooby Gang. I piani del Trio, inizialmente nati dalle fantasie e dai disagi sociali dei tre nerd, ben presto degenerano. Infatti, quando i tre amici costruiscono un artefatto magico in grado di trasformare le ragazze in schiave sessuali, Warren ne approfitta per stregare Katrina. I tre nerd portano Katrina nel loro covo, ma quando Warren sta per avere un rapporto sessuale con lei, l'effetto della magia svanisce. Katrina, indignata per il trattamento subito, minaccia i tre di denunciarli e tenta di fuggire, ma Warren la uccide accidentalmente nel tentativo di non farla scappare. Per non finire in prigione, Warren convince gli sconvolti Andrew e Jonathan a nascondere il cadavere di Katrina. Da questo momento Warren diventa sempre più malvagio. Con un incantesimo incrementa enormemente la sua forza fisica e affronta Buffy in un corpo a corpo. La Cacciatrice si trova subito in difficoltà, ma Jonathan, stufo della crudeltà di Warren, dà istruzioni a Buffy su come rimuovere quella forza innaturale da Warren. Sconfitto e adirato, Warren giura vendetta a Buffy. Poche ore dopo raggiunge la Cacciatrice alla sua stessa abitazione e la ferisce, sparando diversi colpi di pistola. Uno dei proiettili, tuttavia, raggiunge Tara, uccidendola. Willow, piena di dolore e rabbia, diviene una strega malvagia e uccide Warren, scuoiandolo vivo.
Nel fumetto Buffy l'ammazzavampiri - Ottava stagione, si scopre che Warren è di nuovo in vita, grazie alla magia della sua nuova ragazza Amy Madison, che gli ha creato attorno una pelle invisibile. I due, alleatisi con Twilight, daranno filo da torcere al gruppo di Buffy grazie alla magia di Amy e le conoscenze tecnologiche di Warren. Riusciranno anche a catturare e torturare Willow, che tuttavia sarà salvata da Buffy. Successivamente lui e Amy si redimeranno dopo aver capito di essere stati solo sfruttati da Twilight ed indirizzeranno la neo-potenziata Buffy verso la base dell'ex-capo per liberare Andrew, Giles e Faith dalle sue grinfie. Quando il nemico si rivelerà essere Angel e ascenderà con Buffy ad una dimensione superiore, rendendo l'attuale sacrificabile, Warren e Amy combatteranno al fianco delle Cacciatrici per difendere il proprio mondo dai demoni transdimensionali che lo invaderanno. Terminata la battaglia, con la distruzione del Seme delle Meraviglie e la scomparsa di tutta la magia del mondo, Amy si ritrova spogliata dei propri poteri come ogni altra strega e Warren muore a causa della dissoluzione dell'incantesimo che gli faceva da pelle.

### Yuki Makimura
Nota anche come la Cacciatrice Mancante è un personaggio scaturito dal mondo editoriale di Buffy l'ammazzavampiri.
La sua storia viene narrata nel romanzo Blooded e nel volume di fumetti False memorie: come tale risulterebbe essere non-canonica, ma la comparsa in alcuni riquadri de I racconti delle cacciatrici e La catena (volume di Buffy l'ammazzavampiri - Ottava stagione), due fumetti che fanno parte della serie regolare approvata da Joss Whedon, la elevano, almeno come personaggio, al titolo di canonico.
Yuki diventa Cacciatrice nel 1799, mentre si trova a Kyoto. Viene affiancata da un Osservatore Samurai che fallisce nel suo intento e per espiare le proprie colpe si suicida facendo Seppuku, in quanto il suo ruolo di guerriero non gli avrebbe concesso di portare avanti la propria vita nel disonore.
Trascorrono circa tre mesi dalla morte del suo Osservatore, quando Yuki si imbatte nel Maestro, micidiale Vampiro dai poteri straordinari. Nella lotta Yuki ha la peggio, ma contrariamente alle altre Cacciatrici, Yuki non vuole morire e in questo preciso momento disconosce la sua natura di Prescelta e si affida nelle mani del Maestro dichiarandogli completa fedeltà. È la prima e sola Cacciatrice che risorge bevendo il suo sangue e trasformandosi in un vampiro. Da questo momento Yuki Makimura scompare e diventa la Cacciatrice Mancante. Il Consiglio degli Osservatori non può permettere che un fatto di questa gravità possa macchiare la loro storia. Viene quindi eliminata ogni traccia di lei, ogni ricordo ed ogni scritto censurato e occultato alla vista di chiunque.
A Sunnydale, intorno all'anno 2000, nel negozio di Rupert Giles, in mezzo a libri di arti magiche e storie di mostri e vampiri, Dawn scopre che nella storia delle Cacciatrici c'è un buco in cui sembra non sia mai esistita una Cacciatrice.
Nel frattempo, Yuki Makimura giunge a Sunnydale per vendicare il Maestro, ucciso da Buffy pochi anni prima, e intenzionata a farlo reincarnare in un altro corpo.
Il nuovo corpo prescelto è quello di Xander Harris, rapito e condotto all'altare sacrificale all'insaputa della Scooby Gang che si sta attrezzando alla battaglia. Il gruppo si raduna e si reca nel cantiere dove Xander stava lavorando e dove Yuki sta ormai portando avanti il rito di resurrezione del Maestro. Buffy riesce appena in tempo a bloccare la resurrezione del vampiro e ad uccidere, impalettandola, la Cacciatrice Mancante.